# Kirchenbezirk Tübingen
Der Evangelische Kirchenbezirk Tübingen ist einer von 43 Kirchenbezirken bzw. Kirchenkreisen der Evangelischen Landeskirche in Württemberg. Sein Gebiet ist deckungsgleich mit dem Dekanat Tübingen.

## Geografie
Der Kirchenbezirk Tübingen liegt im Südwesten der württembergischen Landeskirche. Sein Gebiet umfasst fast den gesamten Landkreis Tübingen mit Ausnahme der Ortsteile Bierlingen, Felldorf und Wachendorf der Gemeinde Starzach, die zum Kirchenbezirk Sulz am Neckar gehören, der Ortsteile Altingen, Breitenholz, Entringen und Reusten der Gemeinde Ammerbuch sowie der Stadtteile Baisingen und Hailfingen der Stadt Rottenburg am Neckar, die alle zum Kirchenbezirk Herrenberg gehören. Ferner gehören die Gemeinden Pliezhausen und Walddorfhäslach des Landkreises Reutlingen und die Ortsteile Rohrdorf und Weitingen der Gemeinde Eutingen im Gäu (Landkreis Freudenstadt) zum Kirchenbezirk Tübingen.

### Nachbarkirchenbezirke
Der Kirchenbezirk Tübingen grenzt an folgende Kirchenbezirke (im Uhrzeigersinn beginnend im Norden): Bernhausen und Nürtingen (beide Prälatur Stuttgart) sowie Reutlingen, Balingen, Rottweil, Herrenberg und Böblingen (alle Prälatur Reutlingen).

## Geschichte
Das Gebiet des heutigen Dekanats bzw. Kirchenbezirks Tübingen gehört zum Großteil zum württembergischen Kernland, wo ab 1534 die Reformation eingeführt wurde. Dieses Gebiet ist daher mehrheitlich evangelisch geprägt. Ein anderer Teil des heutigen Kirchenbezirks Tübingen gehörte aber auch zu Vorderösterreich und blieb somit nach der Reformation katholisch. Hier wurden erst ab dem 19. Jahrhundert bzw. nach dem Zweiten Weltkrieg evangelische Gemeinden gegründet.
Tübingen wurde bald nach der Reformation, wohl ab 1552 Sitz eines Spezialsuperintendenten bzw. Dekans, dessen Verwaltungsbezirk auch als Diözese bezeichnet wurde. Es gab die sog. Stadtdiözese, zu deren Dekan der Stadtpfarrer an der Stiftskirche Tübingen ernannt wurde und dem die Geistlichen in der Stadt Tübingen, die Stiftsrepetenten sowie die Lehrer der Lateinschule unterstanden, und die sog. Amtsdiözese, zu dessen Verwaltungsbezirk über 20 Orte außerhalb Tübingens gehörten. Der Amtsdekan war ein Pfarrer eines Amtsortes, bis 1692 mehrmals der Pfarrer in Lustnau. Daneben gab es noch die sog. „Bebenhäuser Diözese“ in Lustnau, zu der die Orte Altdorf, Weil, Poltringen, Unterjesingen, Hagelloch, Ofterdingen und Dettenhausen gehörten. Sowohl die Stadtdiözese Tübingen als auch die sog. Bebenhäuser Diözese unterstand ab 1552 dem Amtsdekan. 1692 schied die Bebenhäuser Diözese aus diesem Verband aus und es wurde dort ein eigener Superintendent bzw. Dekan eingesetzt. Dem Amtsdekan, der ab 1692 bis 1713 in Derendingen, dann bis 1735 in Walddorf seinen Sitz hatte, unterstand somit neben seinem eigenen Verwaltungsbezirk nur noch die Stadtdiözese Tübingen. 1735 wurde der Sitz des Amtsdekans dann nach Tübingen verlegt und in der Regel mit der Stelle des dortigen Abendpredigers verbunden. 1794 wurde schließlich Stadt- und Amtsdiözese Tübingen vereinigt. Fortan war der Stadtpfarrer an der Stiftskirche der alleinige Dekan für die Stadt und Amtsorte.
Durch königliche Verordnung vom 30. Juli 1811 wurde schließlich auch die noch bestehende Bebenhäuser Diözese in Lustnau aufgelöst und deren Orte auf die Dekanate Böblingen, Herrenberg und Tübingen aufgeteilt, wobei Tübingen die Orte Hagelloch, Ofterdingen und Dettenhausen erhielt. Im 19. Jahrhundert gab das Dekanat Tübingen die Orte Breitenholz, Entringen und Pfäffingen an das Dekanat Herrenberg und Gomaringen an das Dekanat Reutlingen ab.
Die Stadtdiözese, die Amtsdiözese und die Bebenhäuser Diözese gehörten zunächst zum Generalat Bebenhausen. Ab 1810 wurde Tübingen anstelle von Bebenhausen Sitz des Generalats. Dem Generalat Tübingen unterstand ab 1811 unter anderem auch das ab dann allein noch bestehende Dekanat Tübingen. 1913 wurde das Generalat Tübingen aufgehoben und sein Gebiet dem Generalat Reutlingen zugeordnet, aus der 1924 die heutige Prälatur Reutlingen hervorging.
Infolge der Auflösung einiger Kreise bzw. Oberämter in Württemberg 1939 wurden auch die kirchlichen Verwaltungsbezirke teilweise neu gegliedert. So wurden mit Wirkung vom 1. April 1939 die Kirchengemeinden Schlaitdorf und Altenriet in den Kirchenbezirk Nürtingen sowie Degerschlacht, Sickenhausen, Gönningen, Oferdingen, Altenburg und Rommelsbach in den Kirchenbezirk Reutlingen umgegliedert. Im Gegenzug erhielt der Kirchenbezirk Tübingen vom Kirchenbezirk Herrenberg die Kirchengemeinden Pfäffingen und Unterjesingen. 1983 wechselte auch die Kirchengemeinde Stockach, die bis dahin als Filialkirchengemeinde zur Gesamtkirchengemeinde Dußlingen gehörte, in den Kirchenbezirk Reutlingen, weil sie fortan vom Pfarramt Gomaringen betreut wurde. Zum 1. Januar 2002 wurden die Kirchengemeinden Gomaringen und Stockach auf eigenen Wunsch vom Kirchenbezirk Reutlingen in den Kirchenbezirk Tübingen umgegliedert.

## Leitung des Kirchenbezirks
Die Leitung des Kirchenbezirks obliegt der Bezirkssynode, dem Kirchenbezirksausschuss (KBA) und dem Dekan bzw. der Dekanin. Derzeitige Dekanin ist seit Dezember 2012 Elisabeth Hege, die zuvor Dekanin im Kirchenbezirk Ditzingen war.

### Dekane des Kirchenbezirks Tübingen seit 1794
- 1794–1812 Georg Heinrich von Müller
- 1812–1837 Johann Gottlieb Münch
- 1838–1848 Johann Gottfried Pressel
- 1848–1851 Albert von Hauber (1806–1883)
- 1851–1852 Christian Palmer (1811–1875)
- 1853–1869 Ludwig von Georgii (1810–1896)
- 1870–1884 Georg Friedrich Franck
- 1885–1890 Viktor von Sandberger (1835–1912)
- 1890–1909 Karl August Elsässer
- 1909–1911 Christian Friedrich von Römer (1854–1920)
- 1911–1930 Hermann Friedrich Faber
- 1930–1946 Dr. Theodor Stockmayer
- 1946–1951 Theodor Haug
- 1951–1958 Friedrich Höltzel (1898–1990)
- 1958–1970 Friedrich Epting (1910–1983)
- 1970–1986 Reinhard Hermann (1923–2016)
- 1986–1995 Heinrich Küenzlen (* 1942)
- 1995–2012 Marie-Luise Kling-de Lazzer (* 1947)
- seit 2012 Elisabeth Hege (* 1959)

Dekane der Bebenhäuser Diözese in Lustnau bis zu deren Auflösung 1811:
- 1767–1784 Magnus Friedrich Roos
- 1784–1801 Georg Ludwig Weber
- 1801–1807 Johann Gottfried Mayer
- 1807–1811 Eberhard Friedrich Cless

## Kirchengemeinden
Im Kirchenbezirk Tübingen gibt es insgesamt 42 Kirchengemeinden, von denen sich 14 zu insgesamt vier Gesamt- oder Verbundkirchengemeinden zusammengeschlossen haben, bleiben aber weiterhin eigenständige Körperschaften des öffentlichen Rechts.
Das Gebiet des Kirchenbezirks Tübingen ist im Osten überwiegend evangelisch, im Westen jedoch überwiegend katholisch geprägt. Alte evangelische Kirchen bzw. Kirchengemeinden gibt es daher nur in den Orten, die schon früh die Reformation eingeführt haben, also überwiegend im altwürttembergischen Teil. In den mehrheitlich katholischen Orten Vorderösterreichs zogen evangelische Bewohner überwiegend erst nach dem Zweiten Weltkrieg zu, so dass es dort meist junge evangelische Kirchengemeinden gibt.

### Kirchengemeinde Bebenhausen

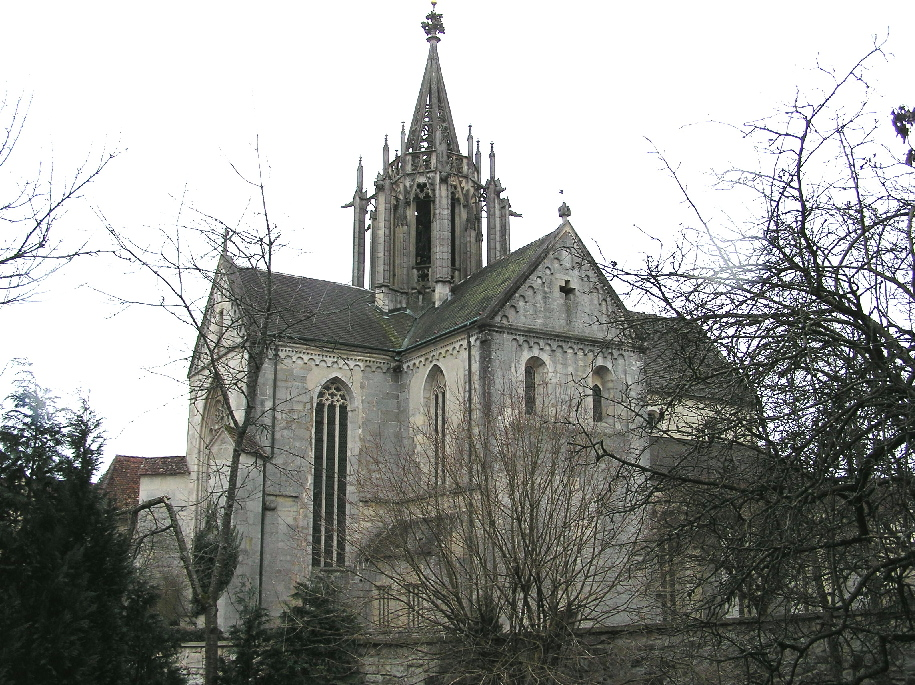
Evang. Klosterkirche Tübingen-Bebenhausen

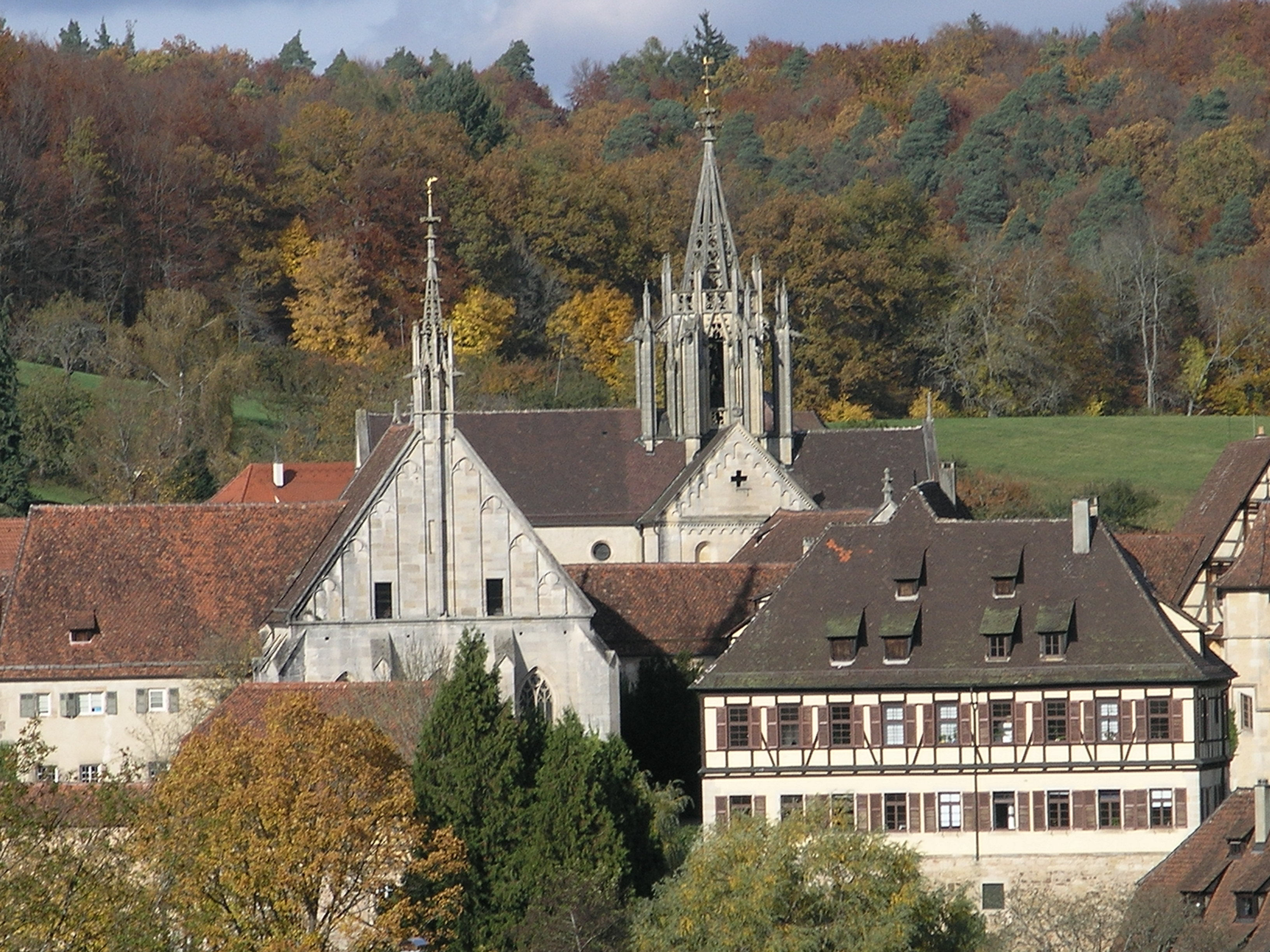
Blick zum Kloster Tübingen-Bebenhausen

Die Kirchengemeinde Bebenhausen umfasst den Stadtteil Bebenhausen der Stadt Tübingen. Das kirchliche Leben in Bebenhausen beginnt mit der Gründung des Zisterzienserklosters im 12. Jahrhundert. Nach der Reformation durch Württemberg 1534 wurde das Kloster aufgehoben und eine evangelische Klosterschule eingerichtet. Politische gehörte das Gebiet Bebenhausen zum Klosteramt, ab 1779 Oberamt Bebenhausen. Erst 1823 wurde eine eigene politische Gemeinde Bebenhausen gegründet. Für die Bewohner Bebenhausens wurde eine evangelische Kirchengemeinde gegründet, die sich in der ehemaligen Klosterkirche zum Gottesdienst versammelt. Eine eigene Pfarrei hat Bebenhausen jedoch nicht. Die Kirchengemeinde Bebenhausen wird bis heute vom Pfarramt Lustnau betreut. Die Klosterkirche Bebenhausen wurde ab 1188 begonnen. 1228 wurde die dreischiffige romanische Pfeilerbasilika geweiht. Im 14. und 15. Jahrhundert gab es Veränderungen. Nach der Reformation wurde das Langhaus fast ganz abgebrochen und neu erbaut. Im 17. Jahrhundert wurde eine Orgelempore im Chor eingebaut. 1883 bis 1885 wurde sie nochmals neugotisch verändert. Die wertvollste Innenausstattung ist das spätgotische Tafelbild über dem Seitenaltar, das die „Bernhardsminne“ darstellt.
Bis 1967 gehörte auch der Weiler Waldhausen zur Kirchengemeinde Bebenhausen. Durch Bekanntmachung des Oberkirchenrats vom 21. April 1967 wurde dieser Weiler der Martinskirchengemeinde Tübingen zugeordnet.

### Kirchengemeinde Belsen

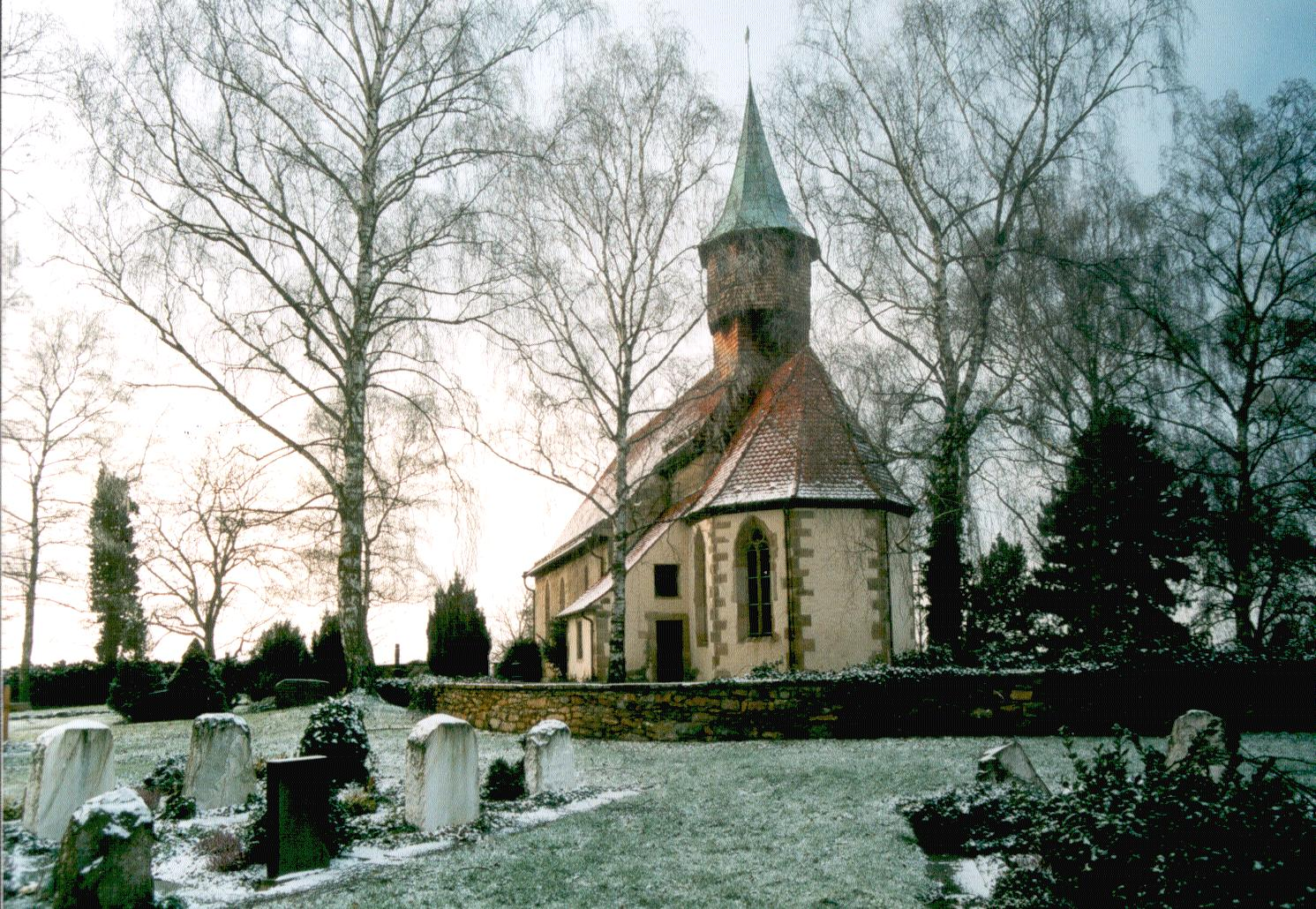
Evang. Kapelle in Mössingen-Belsen

Die Kirchengemeinde Belsen umfasst den Stadtteil Belsen der Stadt Mössingen. Politisch gehörte Belsen stets zu Mössingen. Kirchlich war es ebenfalls Filiale der Peter- und Paulskirche Mössingen. Eine Belsener Kapelle wurde aber bereits 1485 erwähnt. 1525 wird sie St. Maximin und Johannes genannt. Die romanische Chorturmkirche wurde wohl im 12. Jahrhundert erbaut und spätgotische verändert. 1842 wurde an ihr eine eigene Pfarrverweserei und 1866 eine eigene Pfarrei errichtet. Die Belsener Kapelle wurde zur Pfarrkirche. 1960 wurde die Kirche renoviert. Bekannt sind die Außenplastiken am Westgiebel der Kirche. Die Kirche steht auf Fundamenten einer Vorgängerkirche. Eine kreisrunde Lichtöffnung in der Südostecke der Kirche ist eine sog. „Sonnenkalenderanlage“. Diese kann aber nur noch von innen besichtigt werden, weil das Dach der Sakristei die Öffnung verdeckt.

### Kirchengemeinde Bodelshausen

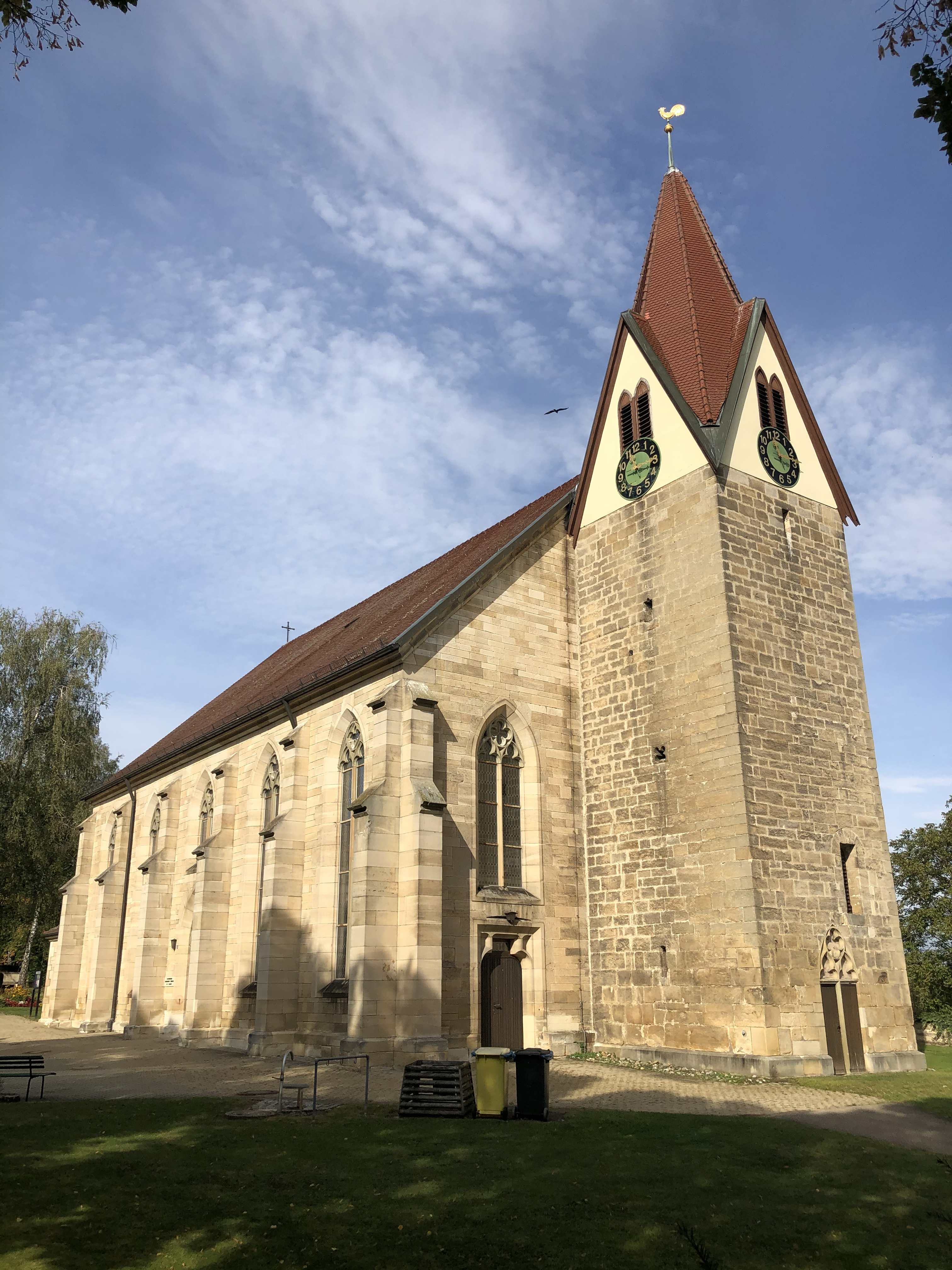
Dionysiuskirche Bodelshausen

Die Kirchengemeinde Bodelshausen umfasst die Gemeinden Bodelshausen und Hirrlingen sowie den Stadtteil Hemmendorf der Stadt Rottenburg am Neckar. Eine Kirche und Pfarrei wurde bereits 1275 erwähnt. 1565 wird sie mit St. Dionys bezeichnet. Das Patronat hatten die Herren von Ow, dann Württemberg, das 1534 die Reformation einführte. Die heutige Kirche wurde 1847 vom Reutlinger Stadtbaumeister Johann Georg Rupp im neogotischen Stil erbaut. Der untere Teil des Turms stammt noch aus dem 13. Jahrhundert. Das frühere Langhaus stand östlich, das heutige westlich des Turms. Im Chorraum sind Epitaphen Hechinger Bürger zu sehen. Der Korpus des Altarkreuzes stammt noch von 1790, das Kreuz an sich ist jüngeren Datums. Die Bleiglasfenster stammen von 1930 (Käte Schaller-Härlin, Südfenster) und 1963 (Rudolf Yelin d. J., drei Chorfenster). Heute hat die Kirchengemeinde Bodelshausen zwei Pfarrämter, die mit I und II bezeichnet werden.
Hirrlingen und Hemmendorf blieben nach der Reformation katholisch. Überwiegend erst nach dem Zweiten Weltkrieg zogen auch evangelische Bewohner nach Hirrlingen und Hemmendorf. Diese wurden der Kirchengemeinde Bodelshausen zugeordnet.
Von 1951 bis 1974 gehörten auch die evangelischen Bewohner der überwiegend katholischen Orte Sickingen und Bechtoldsweiler (beide Stadt Hechingen) zur Kirchengemeinde Bodelshausen. Sie waren im Zusammenhang mit der Umgliederung der Kirchengemeinde Hechingen, zu der sie bis dahin gehörten, von der Evangelischen Kirche der Altpreußischen Union in die württembergische Landeskirche am 1. April 1951, von der Kirchengemeinde Hechingen getrennt und der Kirchengemeinde Bodelshausen zugeordnet worden. Durch Bekanntmachung des Oberkirchenrats vom 13. Februar 1974 wurden dies wieder rückgängig gemacht, d. h. beide Orte wurden in den Kirchenbezirk Balingen umgegliedert und wieder der Kirchengemeinde Hechingen zugeordnet.

### Kirchengemeinde Derendingen

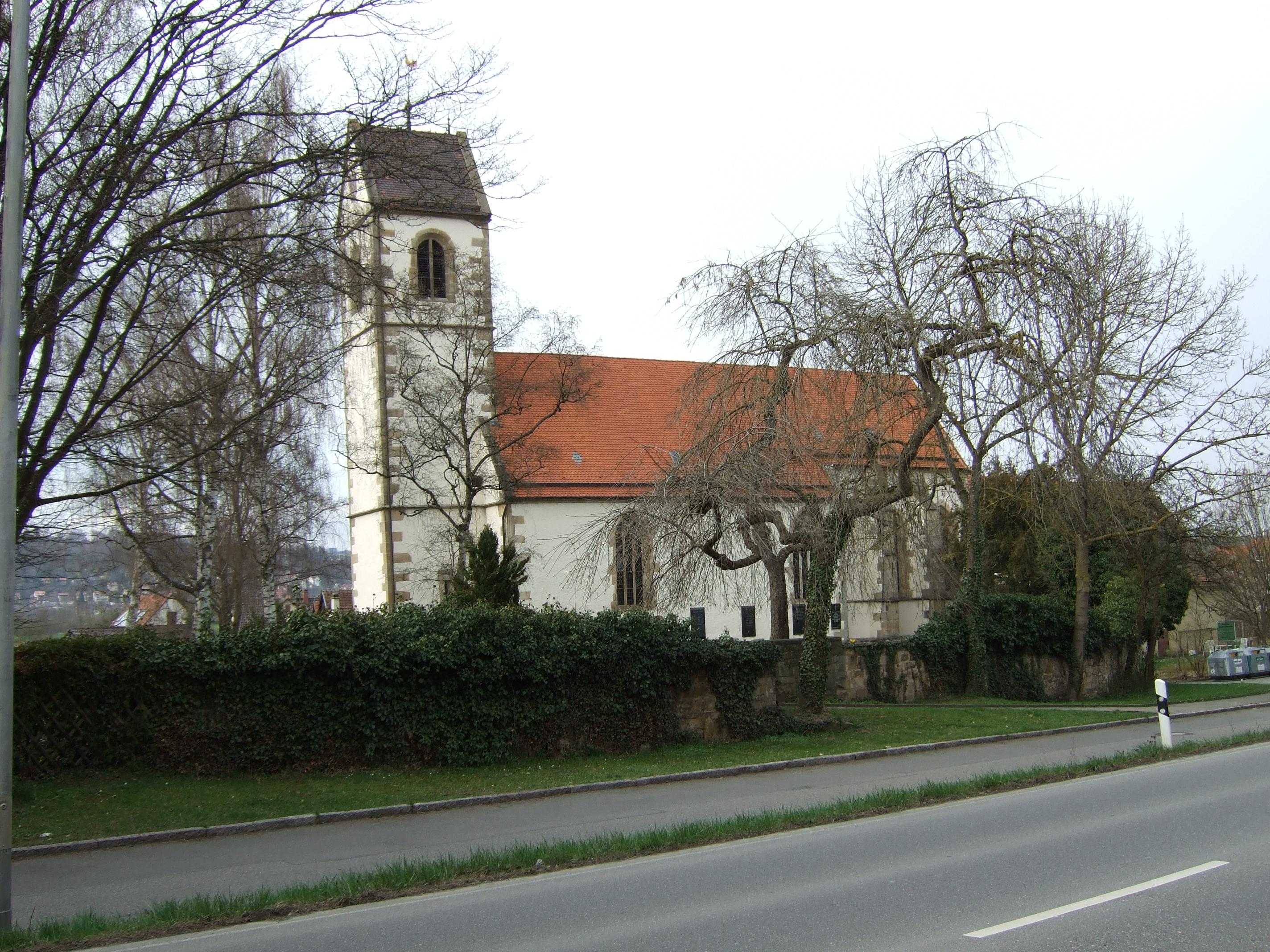
Ev. St. Galluskirche Derendingen

Die Kirchengemeinde Derendingen umfasst den Stadtteil Derendingen der Stadt Tübingen. Derendingen war zunächst Filiale von Weilheim. Eine Kapelle St. Gallus wurde in Derendingen bereits um 1189 erwähnt, archäologische Ausgrabungen legen eine erste Holzkapelle im 7. Jahrhundert nahe, eine Steinkapelle ist bereits im 8. Jahrhundert nachgewiesen. 1466 wurde eine eigene Pfarrei errichtet. Die heutige Kirche wurde 1514 erbaut und 1899/1900 sowie 1979/80 renoviert. Sie wurde im Zweiten Weltkrieg durch Bomben stark beschädigt. Die modernen Kirchenfenster von 1982 stammen von Gudrun Müsse-Florin. Die Kirche ist vom Friedhof umgeben.
Durch Bekanntmachung des Oberkirchenrats vom 20. März 1941 gab es eine Gebietsveränderung der Kirchengemeinde Derendingen zugunsten der benachbarten Kirchengemeinde Tübingen.
Von 1567 bis 1586 wirkte der Reformator von Krain, Primus Truber in Derendingen, wo er auch starb. Er gilt als Begründer des slowenischen Schrifttums. Sein Porträt ist auf der Ein-Euro-Kursmünze von Slowenien abgebildet. Nach ihm ist auch das Gemeindehaus benannt.

### Kirchengemeinde Dettenhausen
Die Kirchengemeinde Dettenhausen umfasst die Gemeinde Dettenhausen. Der Ort war zunächst Filiale von Weil im Schönbuch. Eine Johanneskapelle wurde 1513 erwähnt und 1534 durch Württemberg reformiert. Erst 1798 wurde Dettenhausen eigene Pfarrei. Die Kapelle wurde im 19. Jahrhundert abgebrochen und 1832/34 von Hofkammerbaumeister Ludwig Friedrich von Gaab durch die heutige Kirche im klassizistischen „Finanzkammer- oder Kameralamtsstil“ ersetzt. Die Kirche wurde 1934 von Architekt Rudolf Behr renoviert und der Dachreiter 1937 erhöht. Ende des 20. Jahrhunderts wurde der Innenraum der Kirche neu gestaltet und dabei das dreiteilige Monumentalfresko von 1934 im Chorraum (Kreuzigungsszene von Erwin Hetsch) hinter neutralen Vorblendungen verborgen. Heute gibt es zwei Pfarrämter in Dettenhausen, die mit Pfarramt I und Pfarramt II bezeichnet werden.

### Kirchengemeinde Dörnach

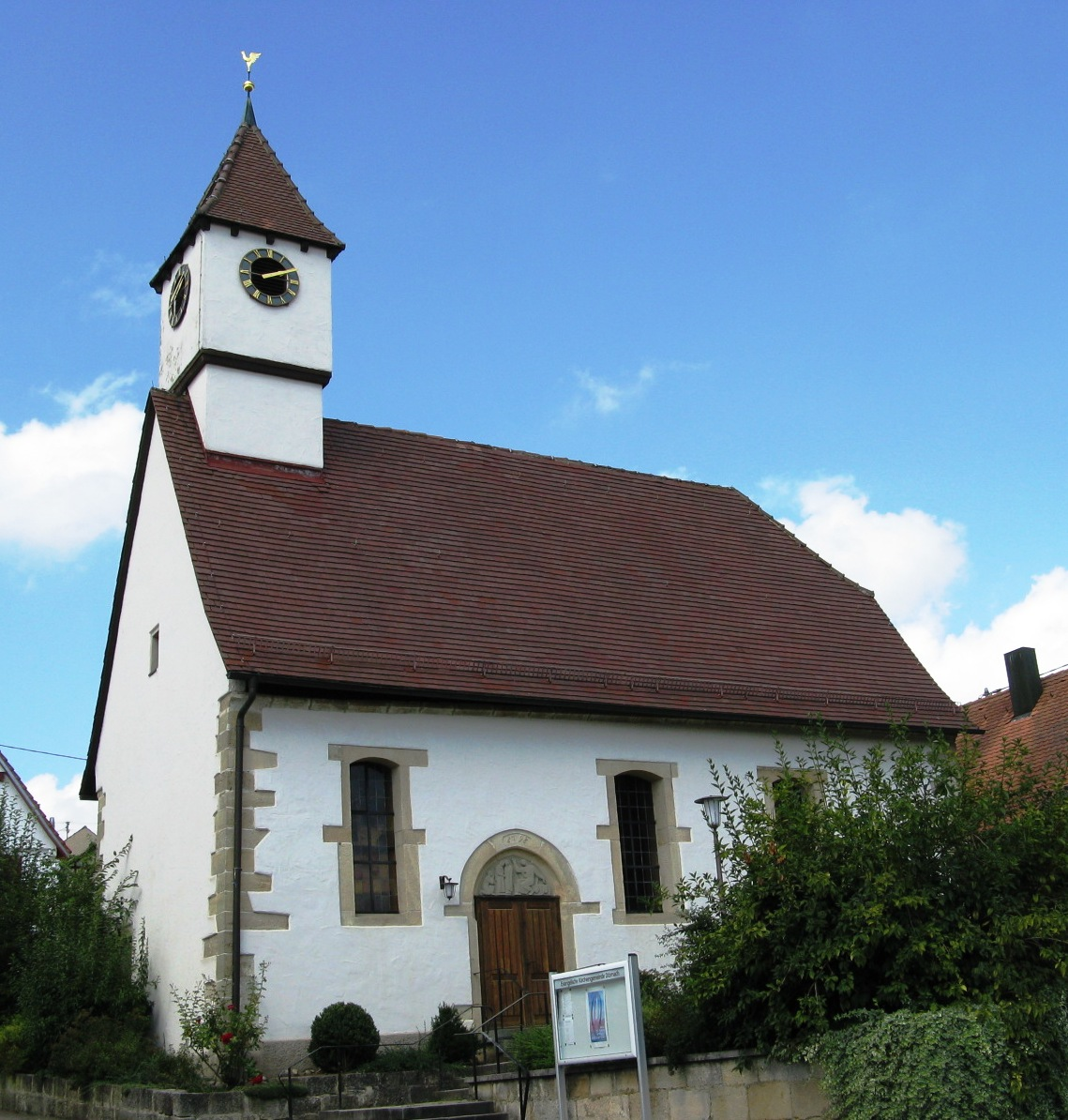
Agathenkirche Dörnach

Die Kirchengemeinde Dörnach umfasst den Ortsteil Dörnach der Gemeinde Pliezhausen. Dörnach war kirchlich stets Filiale von Pliezhausen. Bis heute wird die Kirchengemeinde Dörnach vom Pfarramt Pliezhausen-Dörnach II betreut. Eine Kapelle wurde in Dörnach 1466 erwähnt. 1559 wird sie St. Agatha genannt. Die heutige Kirche in Dörnach wurde 1800 unter Verwendung von Teilen der früheren Kapelle erbaut und 1959 renoviert und mit einem Bleiglasfenster im Altarraum von Adolf Valentin Saile und einer Auferstehungsdarstellung (Außenwand) von Wilhelm Pfeiffer ausgestattet. Früher umgab die Kirche ein Friedhof, von dem noch eine Mauer erhalten ist. Das Spitzbogenportal zeigt noch Reste der früheren Kapelle. Die Kirche hat einen Dachreiter-Turm aus verputztem Fachwerk mit Zeltdach. Das bis 1991 zur Kirchengemeinde Neckartenzlingen gehörige Hofgut am Dörnacher Weg wurde mit Wirkung vom 15. Oktober 1991 in die Kirchengemeinde Dörnach umgegliedert.

### Kirchengemeinde Dußlingen

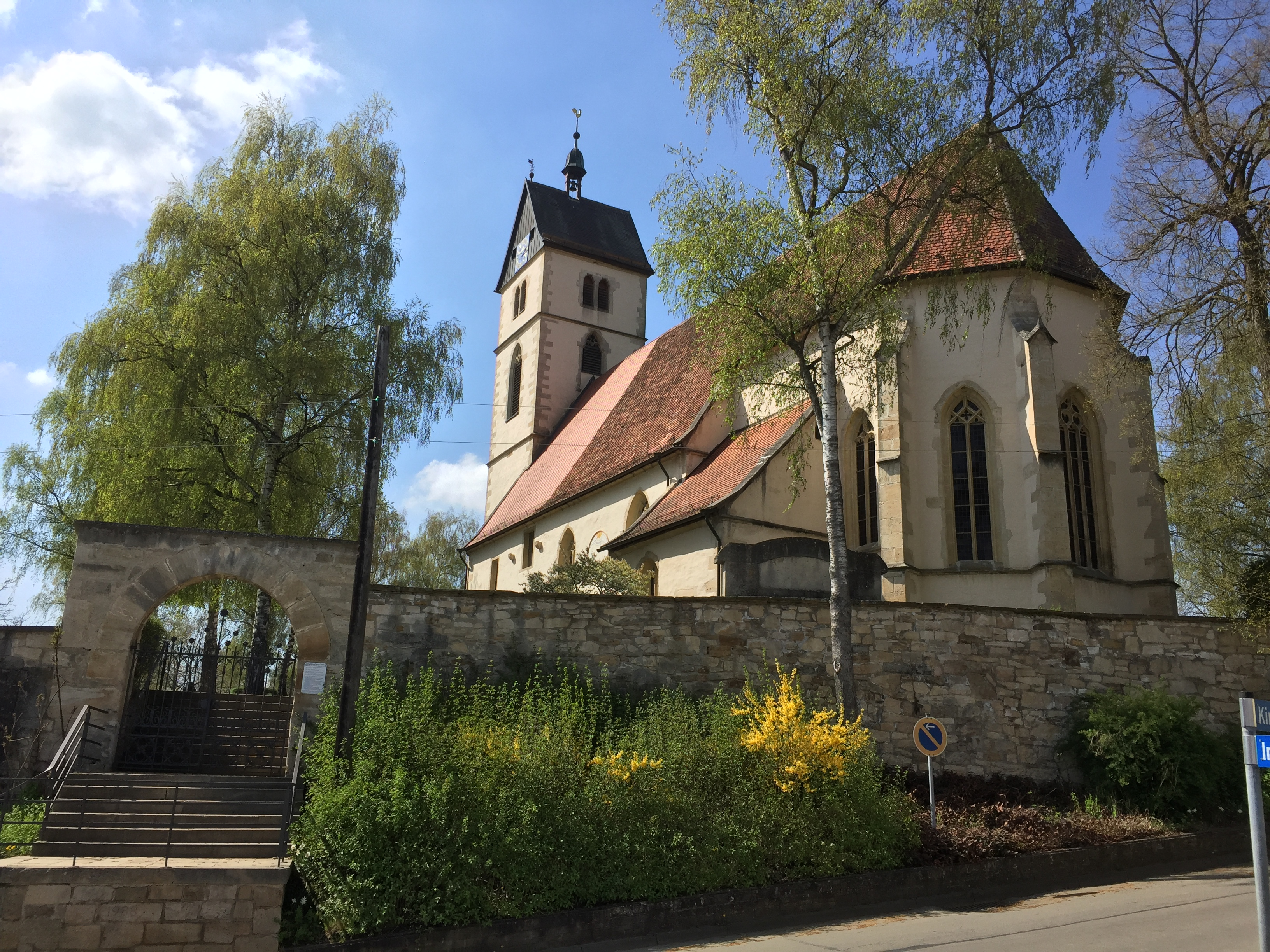
Peterskirche Dußlingen

Die Kirchengemeinde Dußlingen umfasst die Gemeinde Dußlingen. Eine Kirche und Pfarrei wird in Dußlingen bereits 888 erwähnt. 1320 wird die Kirche mit St. Petrus bezeichnet. Die Herren von Herter verkauften das Patronatsrecht der Kirche 1447 an Württemberg, wodurch die Reformation eingeführt wurde. Die heutige Peterskirche ist ein spätgotischer Bau aus den Jahren 1501/08. 1957 wurde sie innen renoviert. Der Turm der Kirche hat einen kleinen Dachreiter. Die Orgel hat ein Rokoko-Gehäuse von Hagemann aus dem Jahr 1768. Die heutige Orgel wurde 1988 eingebaut. Das von Architekt Rudolf Behr 1937 errichtete Gemeindehaus erhielt ein Bleiglas-Rundfenster von Walter Kohler. Das Pfarramt Dußlingen betreute auch lange Zeit die ehemalige Filialkirchengemeinde Stockach, mit der die Kirchengemeinde Dußlingen die Gesamtkirchengemeinde Dußlingen bildete. Durch Bekanntmachung des Oberkirchenrats vom 7. Februar 1983 wurde die Filialkirchengemeinde Stockach von der gleichzeitig aufgelösten Gesamtkirchengemeinde Dußlingen gelöst und dem Kirchenbezirk Reutlingen zugeordnet, wo sie vom Pfarramt Gomaringen-Nord betreut wurde. Mit der Kirchengemeinde Gomaringen wechselte dann die Kirchengemeinde Stockach am 1. Januar 2002 wieder in den Kirchenbezirk Tübingen.

### Gesamtkirchengemeinde Eckenweiler-Ergenzingen
Die Gesamtkirchengemeinde Eckenweiler-Ergenzingen umfasst die Ortsteile Bieringen, Eckenweiler und Ergenzingen der Stadt Rottenburg am Neckar. Sie wurde am 1. Januar 2004 durch Zusammenschluss der beiden nachfolgenden Kirchengemeinden Eckenweiler und Ergenzingen neu gebildet.

#### Kirchengemeinde Eckenweiler
Die Kirchengemeinde Eckenweiler umfasst die Stadtteile Eckenweiler und Bieringen der Stadt Rottenburg am Neckar sowie die Ortsteile Börstingen und Sulzau der Gemeinde Starzach (die anderen drei Ortsteile von Starzach gehören zur Kirchengemeinde Mühlen, Kirchenbezirk Sulz am Neckar). Eckenweiler war kirchlich zunächst Filiale von Wolfenhausen. Infolge der frühen Zugehörigkeit zu Württemberg wurde in Eckenweiler 1534 die Reformation eingeführt. Der Ort ist somit der einzig überwiegend evangelische Stadtteil Rottenburgs. Eine eigene Kirche hatte der Ort aber lange nicht. Die Gottesdienstbesucher mussten den beschwerlichen Weg nach Wolfenhausen gehen. 1787/88 konnte dann eine eigene Kirche erbaut werden und 1894 wurde auch eine eigene Pfarrei errichtet. 1962 wurde die Kirche renoviert und 1985 wurde die Orgel auf die Empore über dem Eingang umgesetzt.
Der Pfarrei Eckenweiler wurden später auch die Orte Bieringen und Ergenzingen (Stadt Rottenburg am Neckar), Börstingen und Sulzau (Gemeinde Starzach) sowie Rohrdorf und Weitingen (Gemeinde Eutingen im Gäu) zugeordnet, die nach der Reformation katholisch blieben, lediglich Sulzau war nach der Reformation vorübergehend evangelisch und hatte zunächst auch eine eigene evangelische Pfarrei. In diese Orte zogen evangelische Bewohner überwiegend erst nach dem Zweiten Weltkrieg zu. In Ergenzingen wurde 1964–1966 jedoch eine eigene Kirche erbaut und bereits 1962 eine Filialkirchengemeinde von Eckenweiler errichtet. Der auf Gemarkung Rohrdorf gelegene Bahnhof Eutingen wurde durch Bekanntmachung des Oberkirchenrats vom 24. Juli 1934 in den Kirchenbezirk Sulz am Neckar umgegliedert und der Kirchengemeinde Horb am Neckar zugeordnet.

#### Kirchengemeinde Ergenzingen
Die Kirchengemeinde Ergenzingen umfasst den Stadtteil Ergenzingen der Stadt Rottenburg am Neckar. Die evangelischen Bewohner von Ergenzingen gehörten zunächst zur Kirchengemeinde Eckenweiler. Durch Bekanntmachung des Oberkirchenrats vom 12. März 1962 wurde eine eigene Filialkirchengemeinde Ergenzingen als Tochtergemeinde von Eckenweiler gebildet. Seit 2004 bildet diese mit der Kirchengemeinde Eckenweiler die Gesamtkirchengemeinde Eckenweiler-Ergenzingen. 1964–66 wurde in Ergenzingen eine eigene evangelische Kirche, die Christuskirche erbaut. Architekt war Albrecht Schmidt aus Tübingen. Ein Betonrelief von 1966 außen über dem Eingang stellt die vier Evangelisten dar.

### Kirchengemeinde Gniebel-Rübgarten

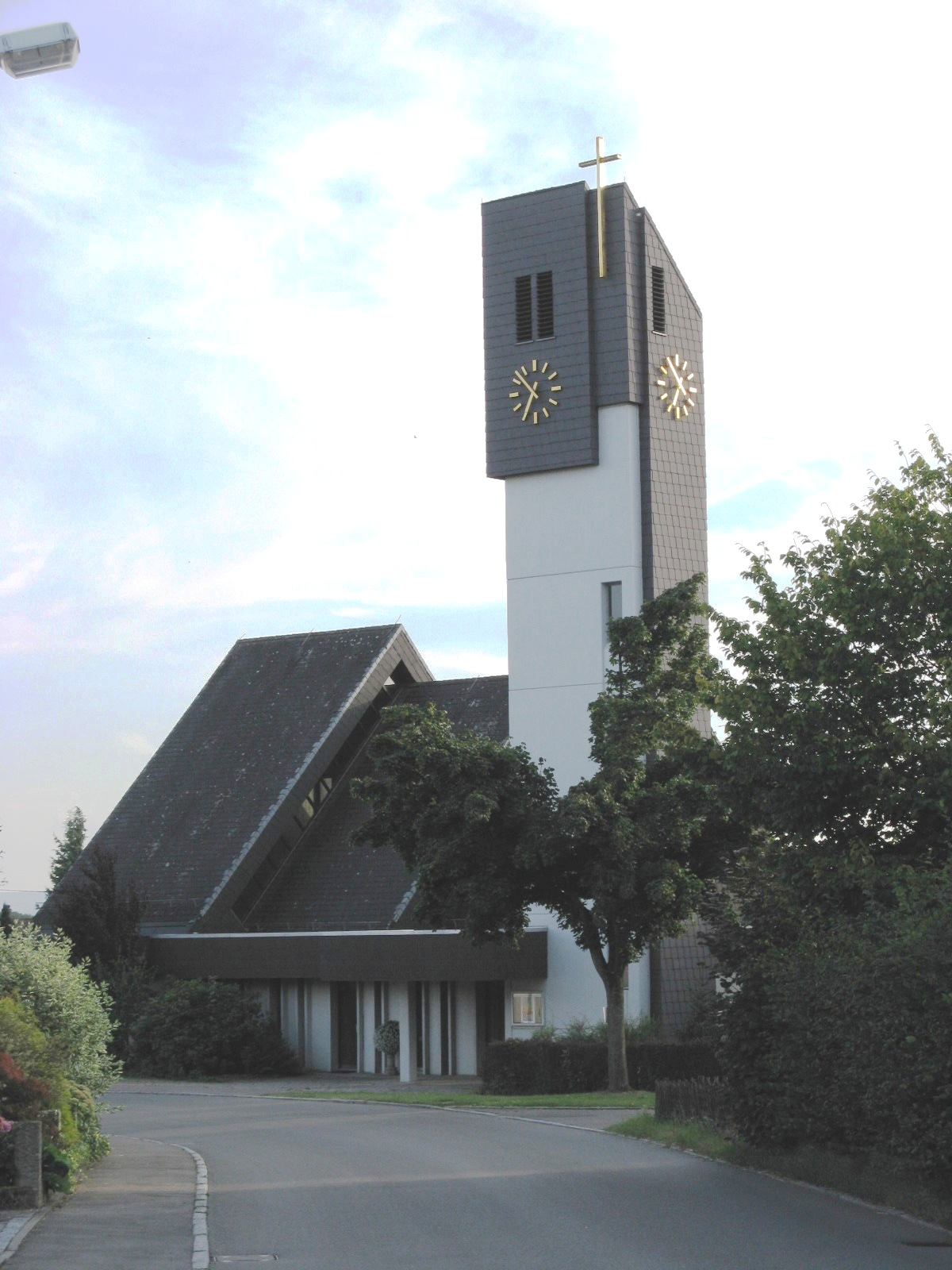
Evangelische Kirche Gniebel

Gniebel ist ein Ortsteil der Gemeinde Pliezhausen. Kirchlich gehörte Gniebel zunächst zu Walddorf. Eine Kapelle wird 1464 erstmals erwähnt. Sie wurde 1559 durch die Fridolinskapelle in der Mitte des Ortes ersetzt. An ihr wurde 1842 eine Pfarrverweserei eingerichtet und 1873 eine Pfarrei. Die Kapelle wurde vermutlich zwischen 1466 und 1534 durch einen Neubau ersetzt, der dann immer wieder umgebaut und verändert und schließlich 1974 abgebrochen wurde. 1971/72 konnte der Wunsch der Gemeinde realisiert werden und die heutige Kirche durch das Architekturbüro Schaber aus Reutlingen erbaut werden. Die neue Kirche wurde Dreieinigkeitskirche genannt und enthält in der Betonrückwand ein Spitzbogen-Bleiglasfenster (Kreuzabnahme, Auferstehung) von Wolf-Dieter Kohler.

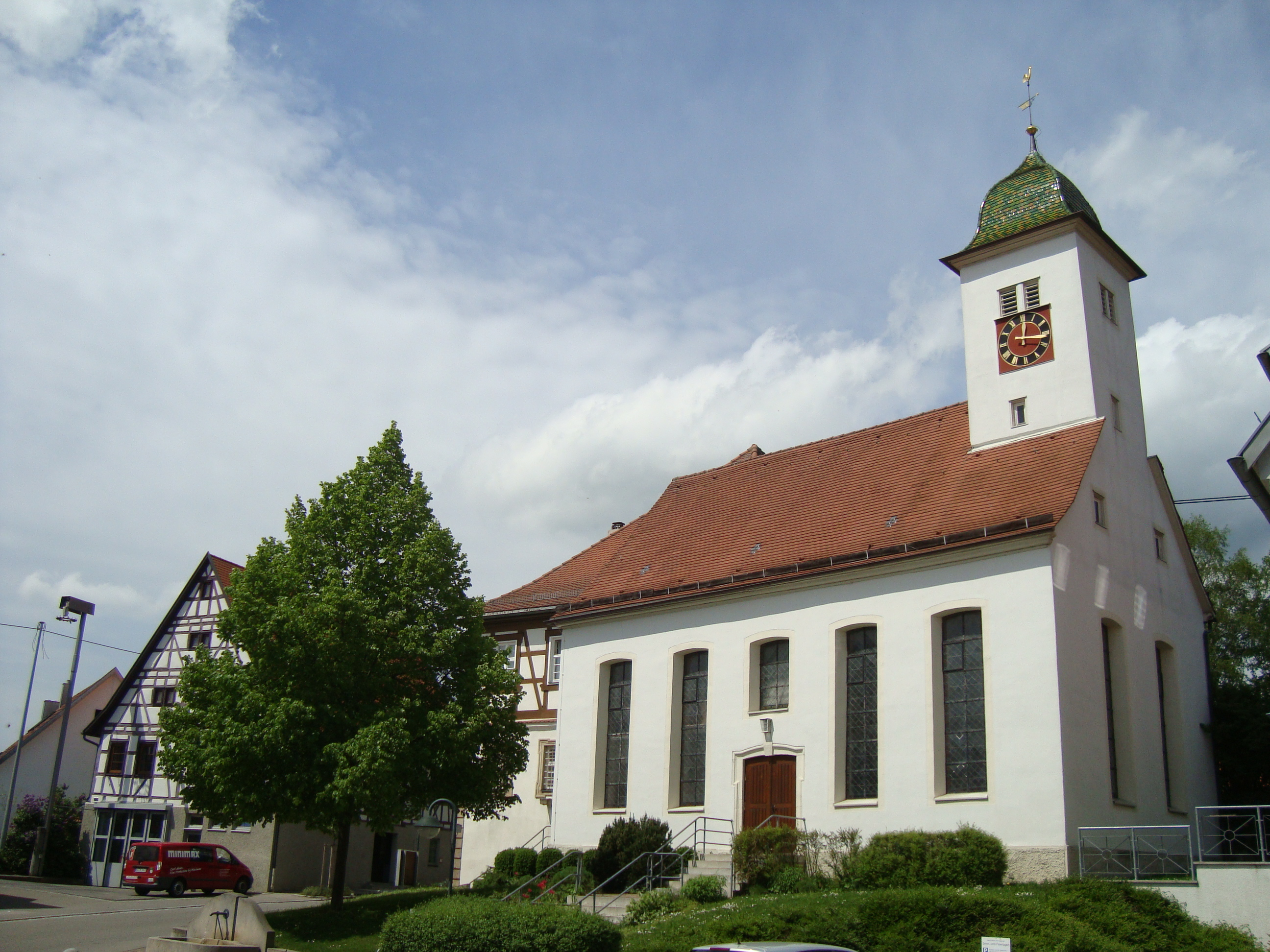
Kirche Rübgarten

Rübgarten ist ein Ortsteil der Gemeinde Pliezhausen. Kirchlich war Rübgarten zunächst Filiale von Weil im Schönbuch, ab etwa 1585 von Walddorf. Seit 1872 wird die Kirchengemeinde Rübgarten vom Pfarramt Gniebel betreut. Eine Kapelle wird in Rübgarten 1464 genannt. Anstelle der alten Kapelle wurde 1811 an das Schloss eine chorlose und weitgehend schmucklose Predigtsaalkirche im Kameralamtsstil angebaut. Im Innern ist jedoch ein spätgotischer Schreinaltar von Hans Syrner aus dem Jahr 1505/1512 aus der Vorgängerkirche erhalten. Die Orgel wurde 1844 durch Orgelbauer Engelfried eingebaut. Die Kirche hat einen Dachreiter mit welscher Haube.

### Kirchengemeinde Gomaringen

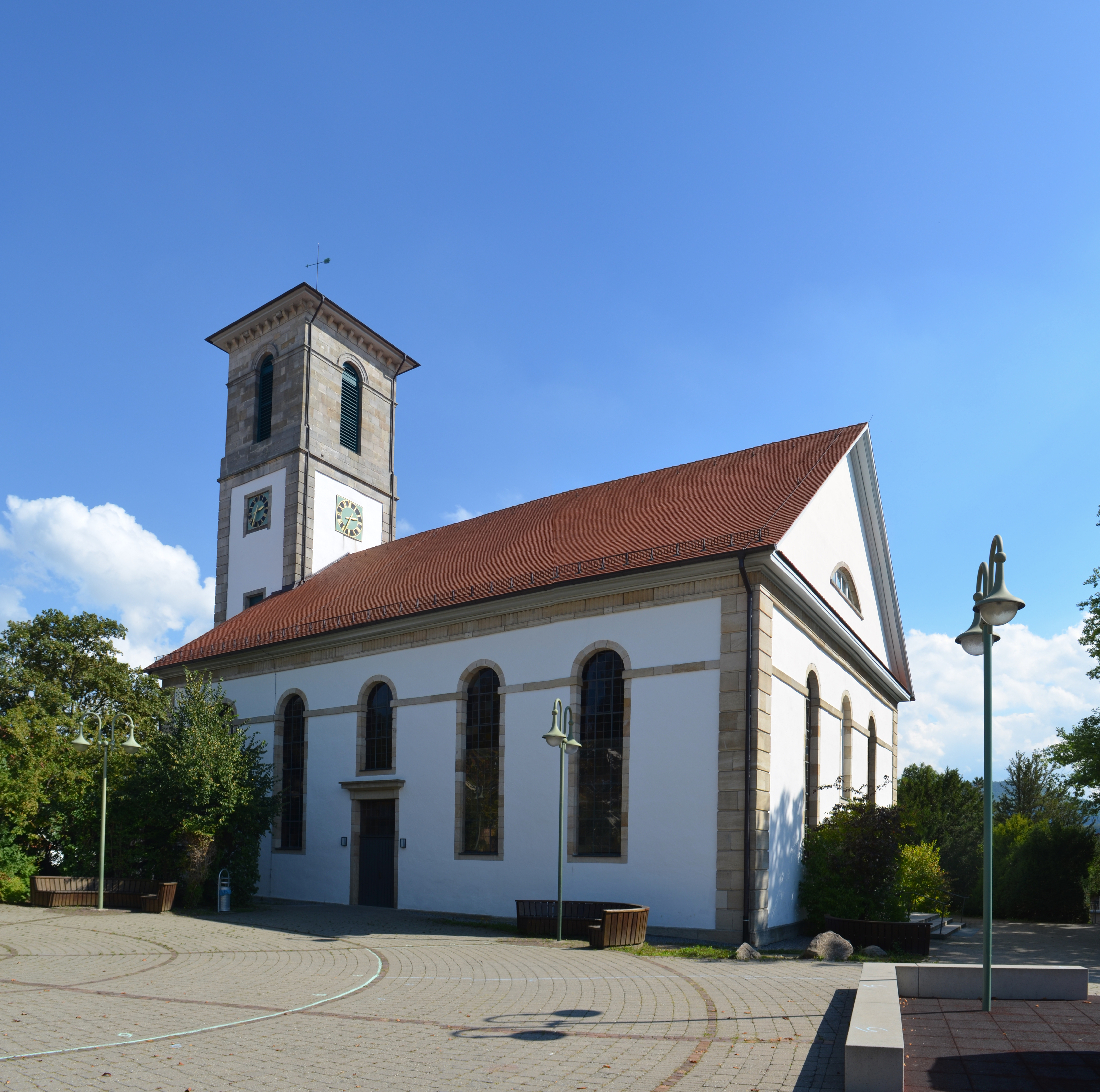
Kirche Gomaringen

Die Kirchengemeinde Gomaringen umfasst den Hauptort der Gemeinde Gomaringen. Eine Kirche und Pfarrei wird in Gomaringen bereits 1275 erwähnt. Die ursprünglich der Hl. Maria geweihte Kirche gehörte im 14. bis 16. Jahrhundert der jeweiligen Ortsherrschaft. Die Reichsstadt Reutlingen führte die Reformation ein. Die Kirchengemeinde Gomaringen gehörte somit auch bis 2001 zum Kirchenbezirk Reutlingen. Mit Wirkung vom 1. Januar 2002 wurde die Kirchengemeinde Gomaringen und mit ihr die Kirchengemeinde Stockach, die seit 1983 vom Pfarramt Gomaringen-Nord (zuvor zur Gesamtkirchengemeinde Dußlingen gehörig) betreut wird, auf eigenen Wunsch in den Kirchenbezirk Tübingen umgegliedert.
Die heutige Kirche in Gomaringen wurde 1839/40 vom Reutlinger Stadtbaumeister Johann Georg Rupp als klassizistischer Rechteckbau errichtet. 1961 und 2013/14 wurde die Kirche innen renoviert. Heute gibt es zwei Pfarrämter, Nord und Süd, wobei das Pfarramt Nord auch die Kirchengemeinde Stockach mit betreut. Der Dichter Gustav Schwab war einer der berühmtesten Pfarrer Gomaringens. Er war hier von 1837 bis 1841 tätig.

### Kirchengemeinde Hagelloch

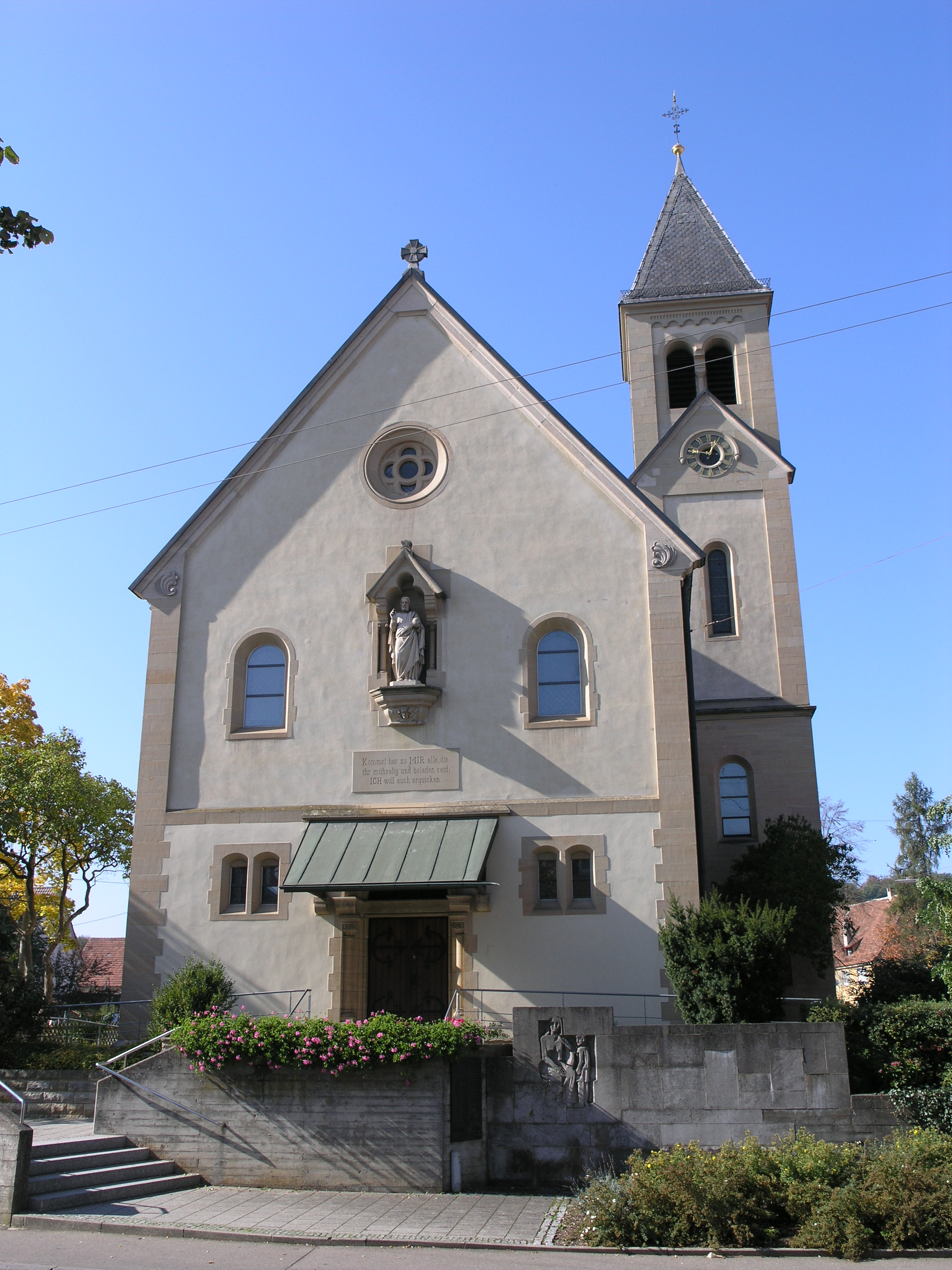
Kirche Hagelloch

Die Kirchengemeinde Hagelloch umfasst den Stadtteil Hagelloch der Stadt Tübingen. Kirchlich war Hagelloch zunächst Filiale von Tübingen. Eine Marienkapelle wurde in Hagelloch 1474 erwähnt. 1493 wurde eine Kaplanei in Hagelloch gestiftet. 1534 wurde die Reformation eingeführt und spätestens seit 1545 ist Hagelloch eigene Pfarrei. Die heutige Kirche wurde 1904/05 im neoromanischen Stil erbaut. Architekt war Baurat Theophil Frey aus Stuttgart. 1953 und 1998 wurde die Kirche renoviert. Die Innenausstattung wurde teilweise von der alten Kirche übernommen, so etwa die Stützsäulen der Emporen von 1633 und 1732, das Kruzifix von 1750 und das Tafelbild „Predigt Christi am See Genezareth“ von Elisabeth Horlacher aus der Mitte des 19. Jahrhunderts und weitere Bilder, die Martin Luther und Philipp Melanchthon zeigen. Die drei Chorfenster (Geburt, Kreuzigung, Auferstehung) wurden von Theodor Bauerle entworfen und 1904 von der Stuttgarter Glasmalereiwerkstatt Waldhausen & Ellenbeck ausgeführt. Die Orgel baute Friedrich Schäfer. Über dem Hauptportal steht eine Christusstatue von A. Gäckle aus Stuttgart.

### Kirchengemeinde Jettenburg
Die Kirchengemeinde Jettenburg umfasst den Ortsteil Jettenburg der Gemeinde Kusterdingen. Kirchlich war Jettenburg zunächst Filiale von Mähringen, mit der die Filialkirchengemeinde Jettenburg bis 1957 die Gesamtkirchengemeinde Mähringen bildete. Eine Kapelle St. Ulrich und Pankratius wurde 1324 erwähnt. 1534 wurde die Reformation eingeführt. Die Kirche aus dem 15. Jahrhundert hat einen Ostchorturm, der Turm ist aber älter. Evtl. steht sie auf Fundamenten einer ehemaligen Burg. 1959/60 wurde die Kirche renoviert und verändert. Die Bleiglasfenster wurden 1959 von Glasmalermeister Adolf Valentin Saile und einige Jahre später von seiner Tochter Anna-Dorothea Kunz-Saile geschaffen. Durch Bekanntmachung des Oberkirchenrats vom 5. Oktober 1957 wurde die Filialkirchengemeinde Jettenburg von der Gesamtkirchengemeinde Mähringen gelöst und der Kirchengemeinde bzw. dem Pfarramt Wankheim zugeordnet.

### Kirchengemeinde Kirchentellinsfurt

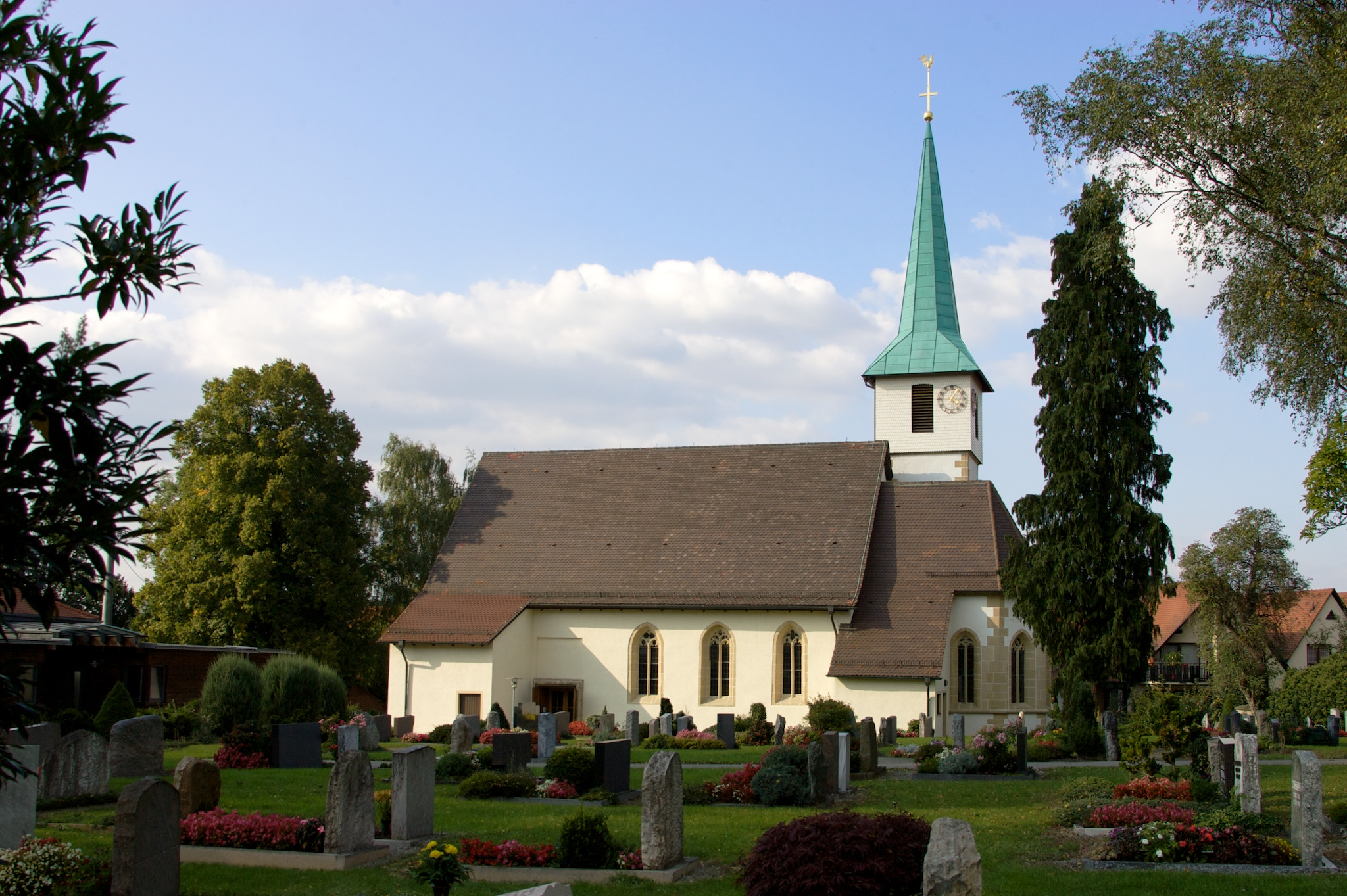
Kirche Kirchentellinsfurt

Die Kirchengemeinde Kirchentellinsfurt umfasst die Gemeinde Kirchentellinsfurt, wobei der Wohnplatz „Bahnhof Kirchentellinsfurt“ bis 1937 noch zur Kirchengemeinde Wannweil (Kirchenbezirk Reutlingen) gehörte und durch Bekanntmachung des Oberkirchenrats vom 19. März 1937 in die Kirchengemeinde Kirchentellinsfurt umgegliedert wurde.
Eine Kirche und Pfarrei wurde in Kirchentellinsfurt bereits 1275 erwähnt. 1592 wird sie mit St. Martin bezeichnet. Das Patronat gelangte über die Grafen von Aichelberg an die Reutlinger Bächt, 1316 an das Kloster Bebenhausen und 1479 an das Stift Tübingen. 1594 wurde die Reformation eingeführt. Die Martinskirche ist im Kern spätmittelalterlich. 1956 wurde sie umgebaut und erweitert. Dabei erhielt sie einen pyramidenförmigen Turmhelm, über dem Nordeingang ein Martinsrelief von Ulrich Henn sowie drei bleiverglaste Chorfenster (Dreieinigkeit) von Adolf Valentin Saile. Altar und Kanzel sowie Orgel wurden völlig erneuert. Ebenso wurde die tonnengewölbte Sakristei abgebrochen und durch einen Neubau ersetzt. Das Kruzifix ist noch spätgotisch. Dessen Besonderheit sind die beweglichen Arme, so dass man die Kreuzesabnahme jährlich demonstrieren kann.

### Kirchengemeinde Kusterdingen

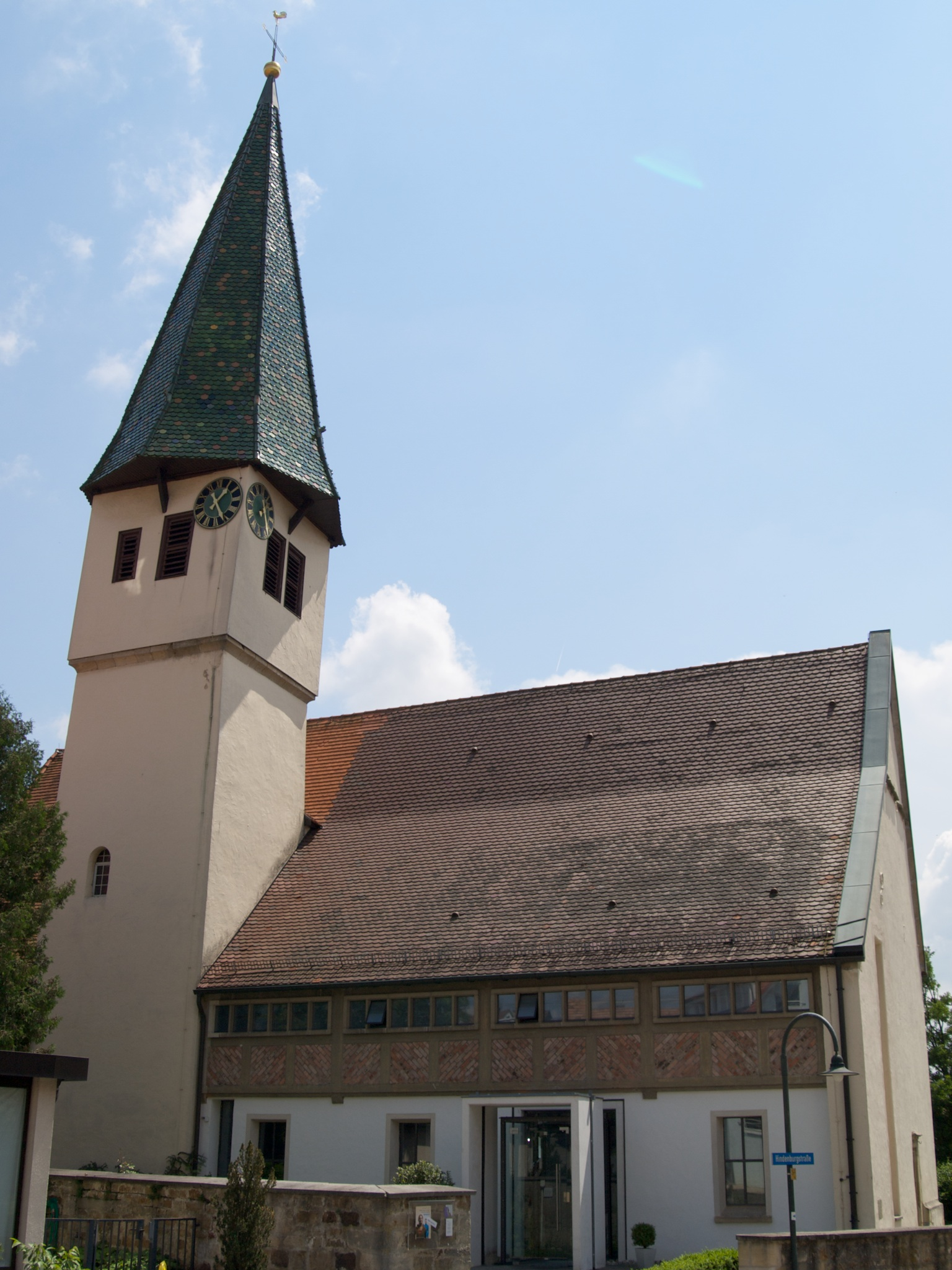
Marienkirche Kusterdingen

Die Kirchengemeinde Kusterdingen umfasst den Hauptort der Gemeinde Kusterdingen. Eine Kirche und Pfarrei wurde in Kusterdingen bereits 1275 erwähnt. 1455 wird die Kirche Zu Unserer Lieben Frau bezeichnet. Der Kirchensatz gelangte von den Pflumen 1455 an das Tübinger Spital, dem die Kirche 1485 inkorporiert wurde. Die Reformation wurde 1534 eingeführt. Die heutige Marienkirche wurde 1506/07 erbaut. Sie besitzt eine Deckenmalerei aus der Erbauungszeit. Nach Erdbebenschäden wurde 1954/55 die Kirche renoviert und um ein nördliches Seitenschiff erweitert (Architekten Heinz Klatte/Entwurf und Manfred Wizgall/Ausführung). Von der Innenausstattung ist das Kruzifix von 1590 sowie der Taufstein von 1521 hervorzuheben. Der hölzerne Altarkruzifixus (1953) von Martin Scheible befindet sich seit 2001 in der Sakristei, die Gesamtverglasung (1955, Antikglas) von Rudolf Yelin d. J. wurde 2001 von Bernhard Huber ungegenständlich, in zurückhaltender Farbgebung und mit Linienraster in Bleiglastechnik ersetzt. Der Architekt Ludger Schmidt schuf 2001 in Bezug zum Terroranschlag vom 11. September 2001 das Altarkreuz (gerissener Muschelkalkblock, zusammengehalten durch eine nicht veredelte Stahlklammer).

### Kirchengemeinde Lustnau

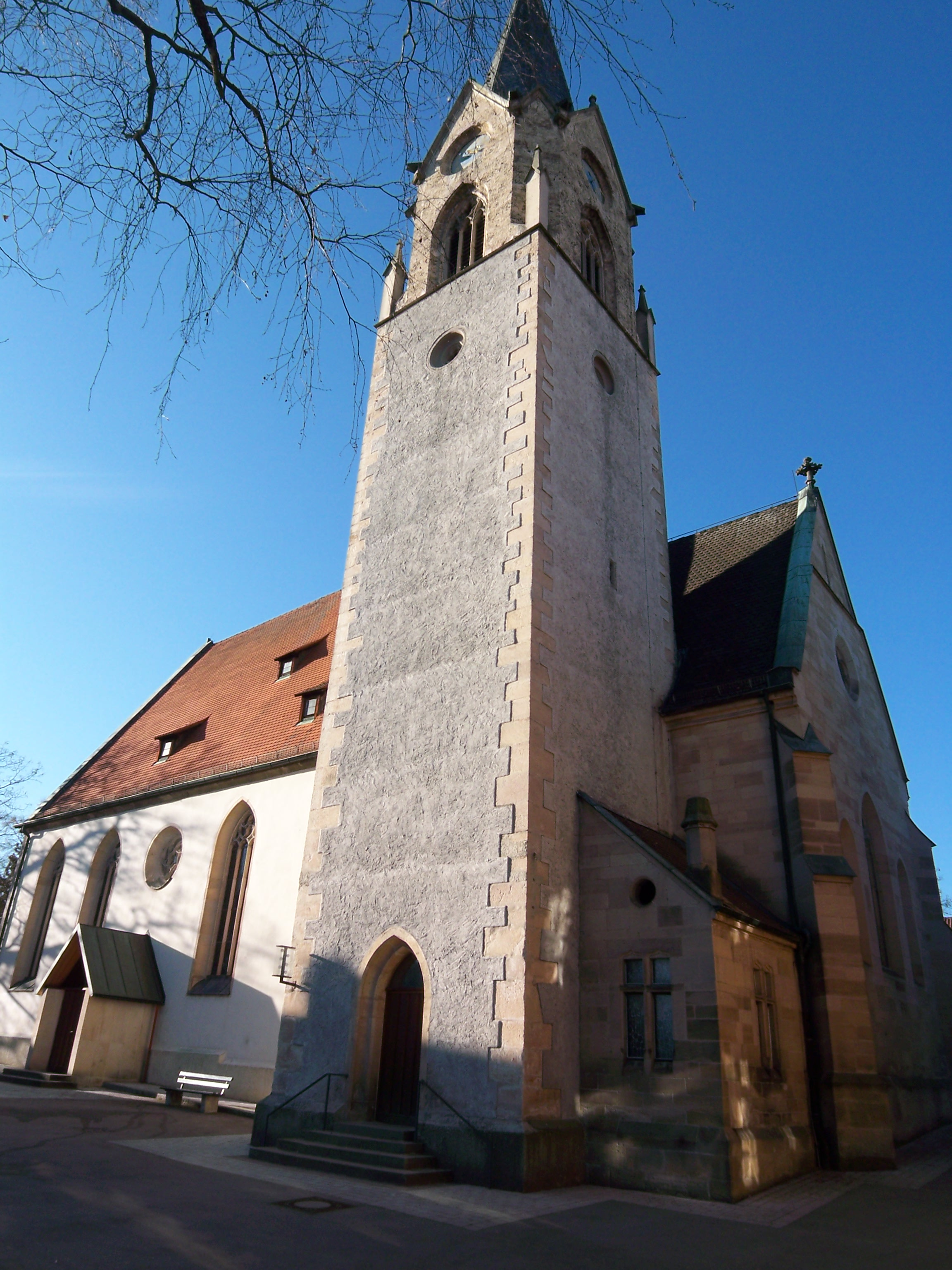
Evangelische Kirche Lustnau

Die Kirchengemeinde Lustnau umfasst den Stadtteil Lustnau der Stadt Tübingen. Eine Kirche und Pfarrei wird in Lustnau bereits um 1100 erwähnt. Im 14. Jahrhundert war die Kirche dem Kloster Bebenhausen inkorporiert. Die heutige mit St. Martin bezeichnete Kirche wurde Ende des 15. Jahrhunderts unter Einbeziehung des Vorgängerbaus erbaut. Von 1692 bis 1811 war Lustnau Sitz der Spezialsuperintendentur, bis diese wieder nach Tübingen verlegt wurde. Der Turm der Kirche in Lustnau wurde 1862/85 erhöht, dabei wurde der Fachwerkaufsatz durch einen steinernen Turmhelm ersetzt. Ferner wurde 1888/89 der Chor neu erbaut und die drei Maßwerkfenster farbig bleiverglast. Das mittlere, durch die Chororgel teilweise verdeckte Chorscheitelfenster mit einer Bergpredigt-Darstellung dürfte von einem renommierten fränkischen Künstler entworfen und in einer damals aufstrebenden Münchner Glasmalerei ausgeführt worden sein. 1968 wurde die Empore eingebaut und 1982 die heutige Chororgel. Die Westfront enthält seither ein kleines farbiges Rundfenster. Heute gibt es zwei Pfarrämter in Lustnau, das Pfarramt Nord und das Pfarramt Süd, wobei das Pfarramt Nord auch die Kirchengemeinde Bebenhausen mit betreut.

### Kirchengemeinde Mähringen-Immenhausen

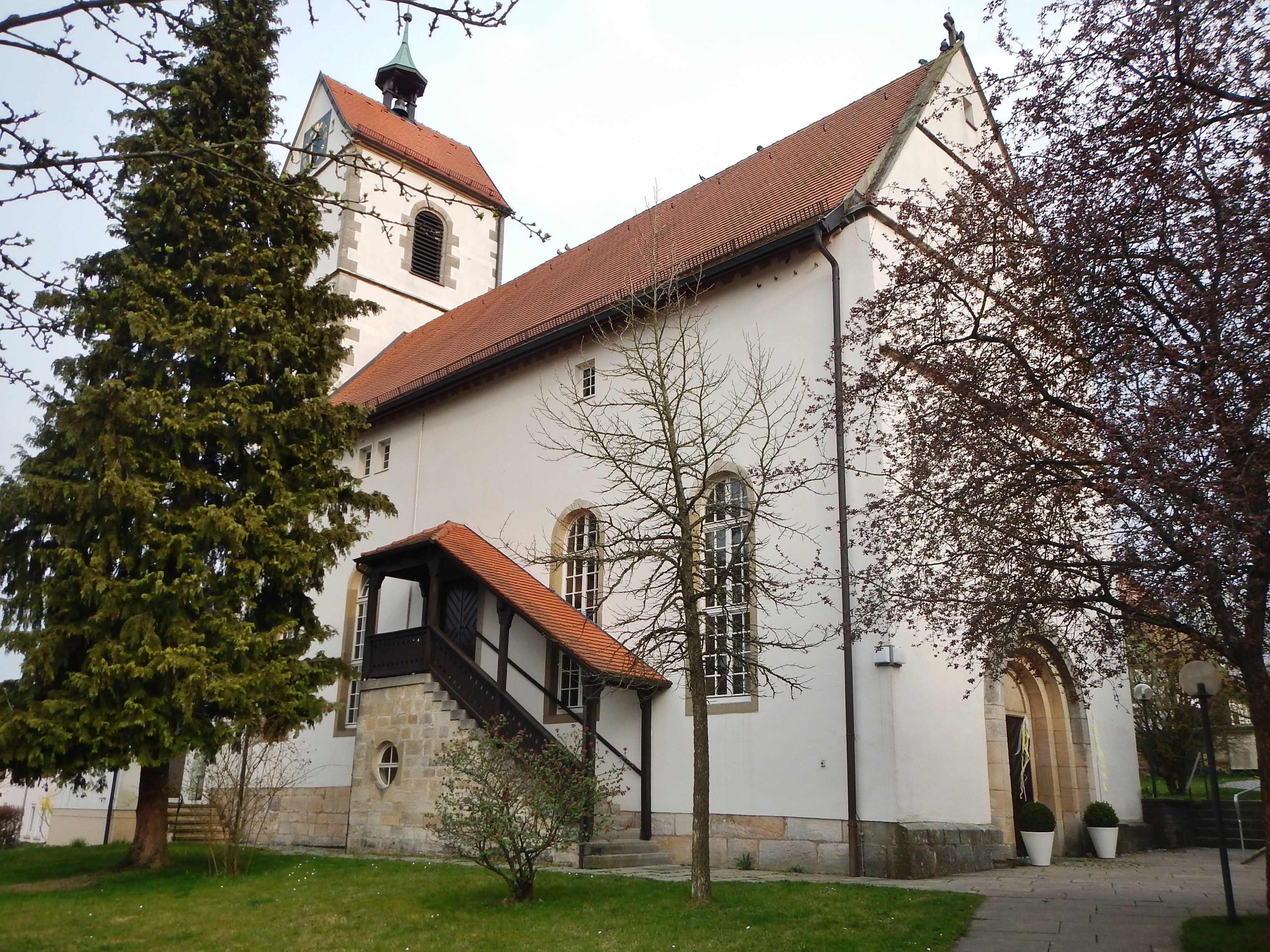
Kirche Mähringen

Mähringen ist ein Ortsteil der Gemeinde Kusterdingen. Eine Kirche und Pfarrei wurde 1275 erstmals erwähnt. 1450 wird die Kirche St. Stephan bezeichnet. Zum Pfarrsprengel gehörte auch einige Nachbarorte. Das Patronat der Kirche kam über die Hohenberger an die Ortsherren. 1449 wurde es dem Kloster Pfullingen verkauft. Die Reformation wurde 1534 eingeführt. Die Kirche ist im Kern romanisch. Sie wurde wohl 1530 umgebaut und erweitert. 1883 sowie 1940/41 (Architekten Werner Klatte und Richard Weigle) und 1971/72 wurde die Kirche renoviert bzw. erneuert. Eine Besonderheit ist die zur Empore führende Außentreppe. Das Chorfenster von 1941 entwarf Walter Kohler. Die älteste Glocke der Kirche ist wohl aus dem 13. Jahrhundert. Das Pfarramt Mähringen betreut auch die Kirchengemeinde Immenhausen.

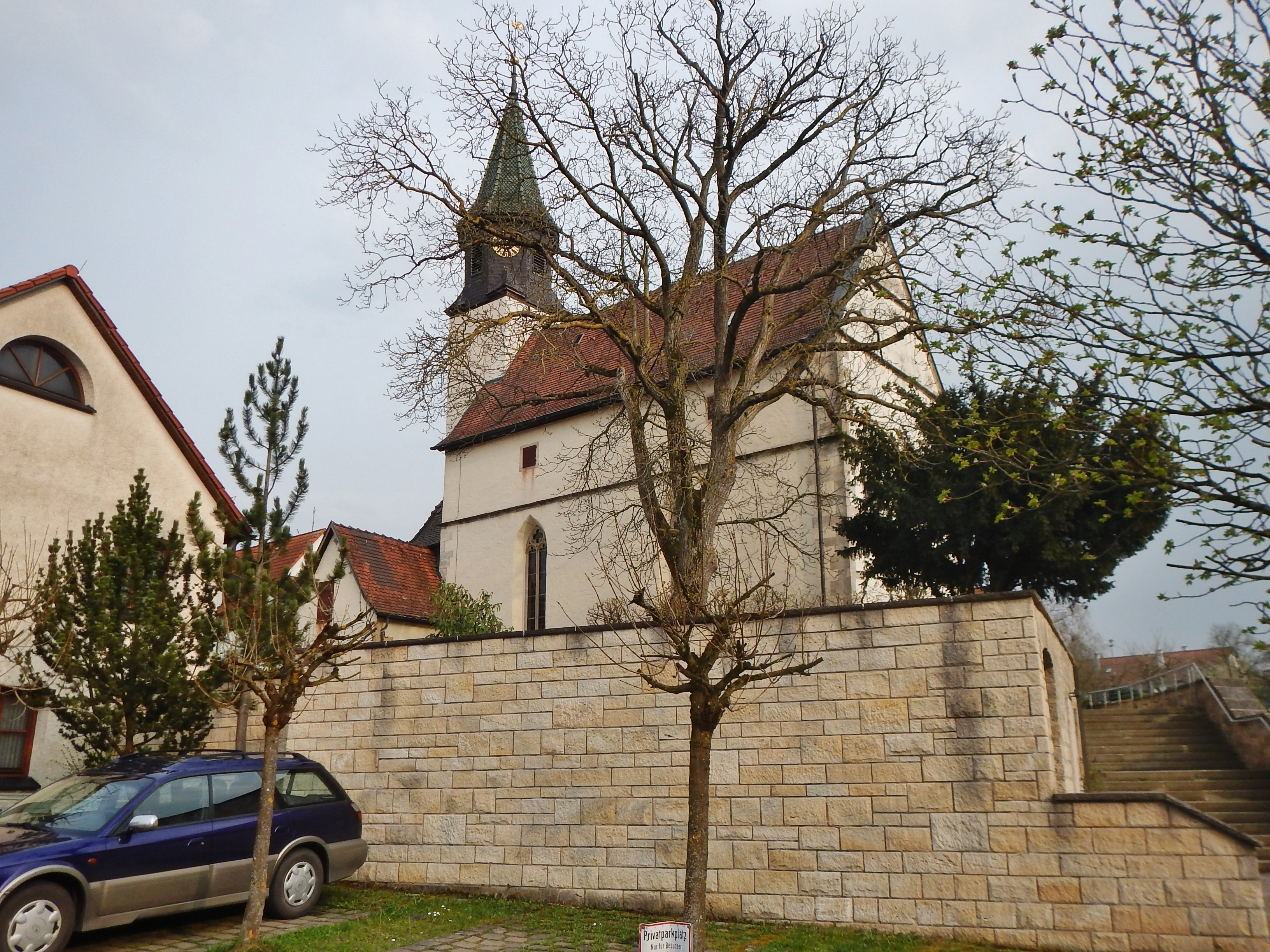
Kirche Immenhausen

Immenhausen ist ein Ortsteil der Gemeinde Kusterdingen. Der Ort war kirchlich stets Filiale von Mähringen. Vom dortigen Pfarramt wird die Kirchengemeinde Immenhausen bis heute betreut. Eine Kapelle wird in Immenhausen 1508 erwähnt. 1534 wurde die Reformation eingeführt. Die Kirche (ab 1562 St. Georg) ist im Kern spätgotisch. Sie steht in einem teils noch ummauerten ehemaligen Friedhof. 1687 wurde sie barock verändert. Die Bilder an der Emporenbrüstung malte 1880 der Kunststudent H. Kraus unter Anleitung seines Professors Jakob Grünenwald, die vier Chorfenster von 1962 stammen von Adolf Valentin Saile. 1963 erfolgte eine Innenrenovierung. Altar und Kanzel stammen aus dem Jahr 1962, der Taufstein ist noch alt (1788).

### Kirchengemeinde Mössingen

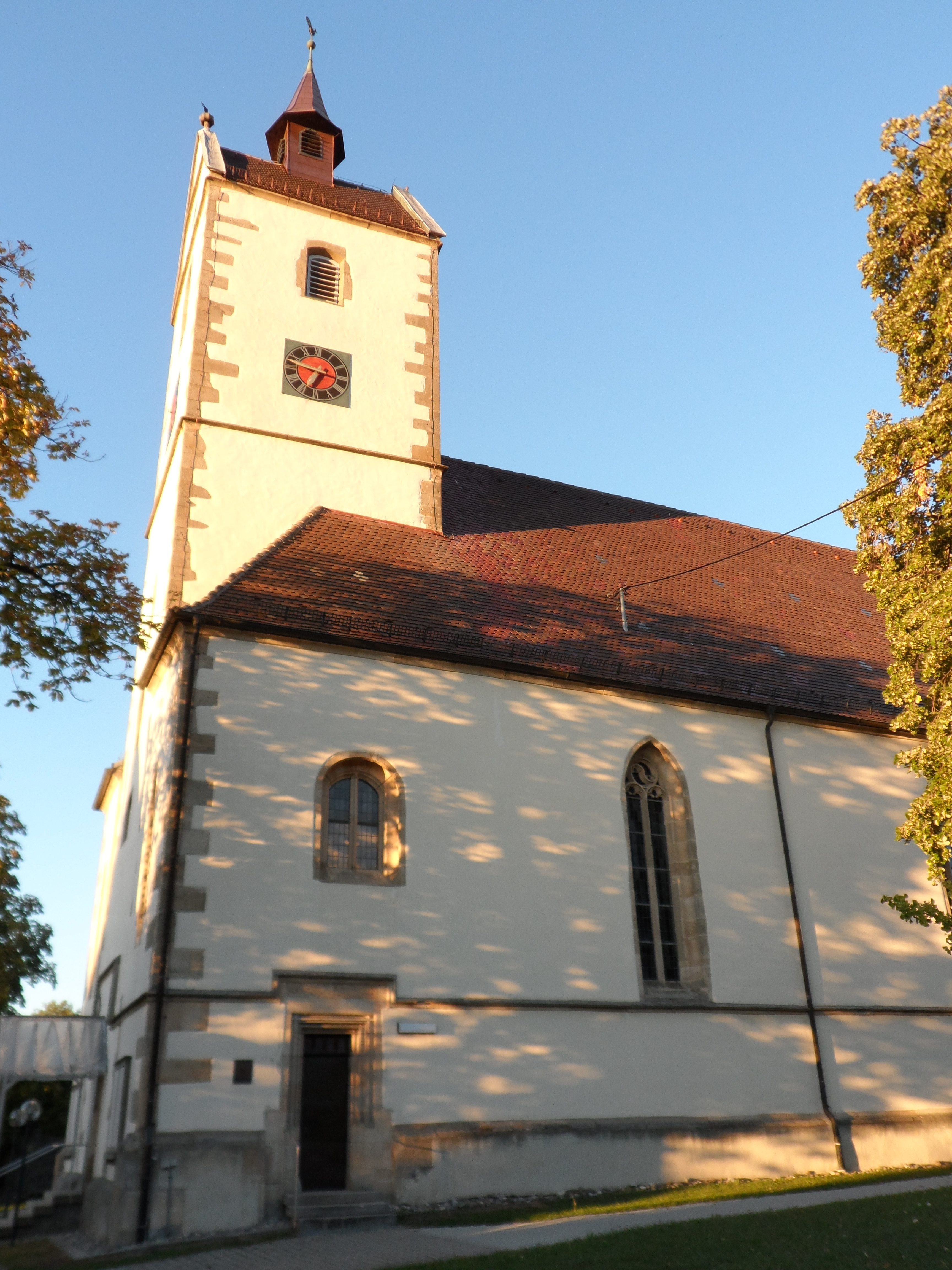
St.-Peter-und-Paulskirche Mössingen

Die Kirchengemeinde umfasst die Kernstadt von Mössingen. Eine Kirche und Pfarrei wurde in Mössingen bereits 789 erwähnt. 1517 wird sie mit Peter- und Paulskirche bezeichnet. Das Patronat kam von den Zollern 1441 an Württemberg, das 1534 die Reformation einführte. Die heutige Peter- und Paulskirche, die älteste Kirche Mössingens, wurde 1517 bis 1522 erbaut. 1920–22 (Architekt Gotthilf Schmid, Rottenburg) sowie 1971/72 (Architekt Albrecht Schmid, Tübingen) erfolgte eine Innenrenovierung. Dabei wurden 1923 von der Glaswerkstatt Ludwig Wilhelm, Rottweil, Farbverglasungen geschaffen (Chormittelfenster als „Missionsfenster“, Tauffenster als „Auswandererfenster“, Ornamentverglasungen) und 1972 die Seitenempore entfernt. 1998 erfolgte eine Renovierung des Innern, des Turms und der Außentreppe. Die Kirche besitzt bedeutende Grisaillemalereien des 16. Jahrhunderts an der Nordseite des Chors. An der Nordwand des Schiffs ist ein Bild des Dichters Adam Dann zu sehen.

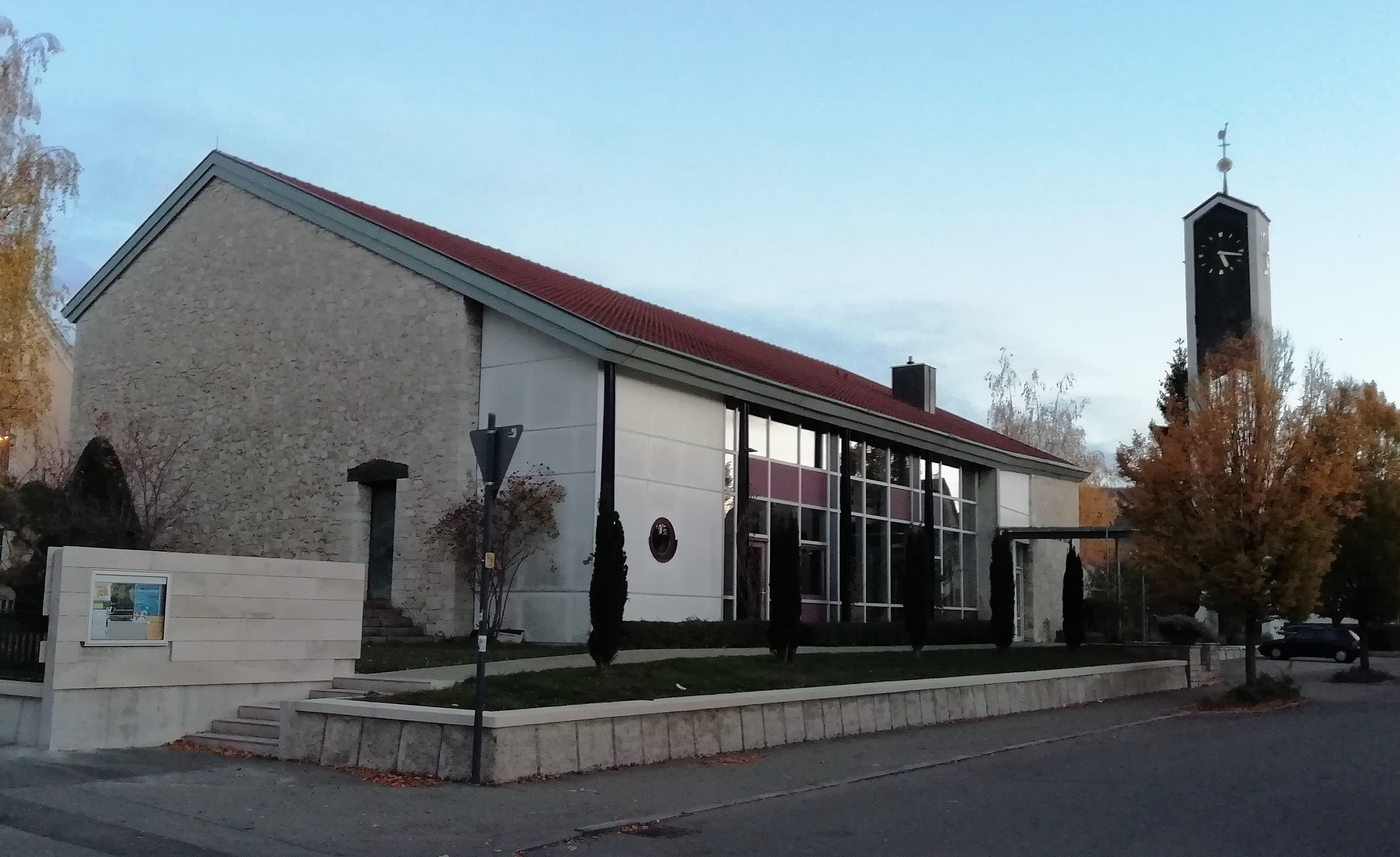
Martin-Luther-Kirche Mössingen

Infolge starken Wachstums der Stadt insbesondere nach dem Zweiten Weltkrieg wurden zwei weitere Kirchen erbaut bzw. Pfarreien errichtet. So entstand mit eigener Pfarrei 1964 die Martin-Luther-Kirche (Architekt Heinz Klatte), 1990–93 von Architekt Wilhelm Ehniß komplett renoviert und neu nach Osten ausgerichtet – unter Beibehaltung der großen Betonglas-Ostwand von Rudolf Yelin d. J. (von 1964) und 1974 im Wohngebiet Bästenhardt ein neues Gemeindezentrum mit Pfarrei. Für letzteres wurde 1982–1984 die Johanneskirche erbaut (Architekt Reinhold Nickles). Somit gibt es heute insgesamt drei Pfarrämter in Mössingen. Der stets zu Mössingen gehörige Ort Belsen hat eine eigene Kirche und bildet eine eigene Kirchengemeinde.
Im Mössinger Stadtteil Bad Sebastiansweiler gibt es eine Kapelle. Sie war von den Betreibern der Kureinrichtung, der Bad Sebastiansweiler GmbH, die Mitglied im Diakonischen Werk der Evangelischen Landeskirche in Württemberg ist, als Andachtsraum genutzt, zurzeit jedoch ist sie als Künstler-Atelier angemietet durch Andreas Felger. Gesellschafter der GmbH sind die Evangelische Heimstiftung e. V. (seit 1997) mit 51 % und die Basler Mission mit 49 %. Letztere betrieb die Kureinrichtung von 1924 bis 1997 alleine.

### Kirchengemeinde Nehren

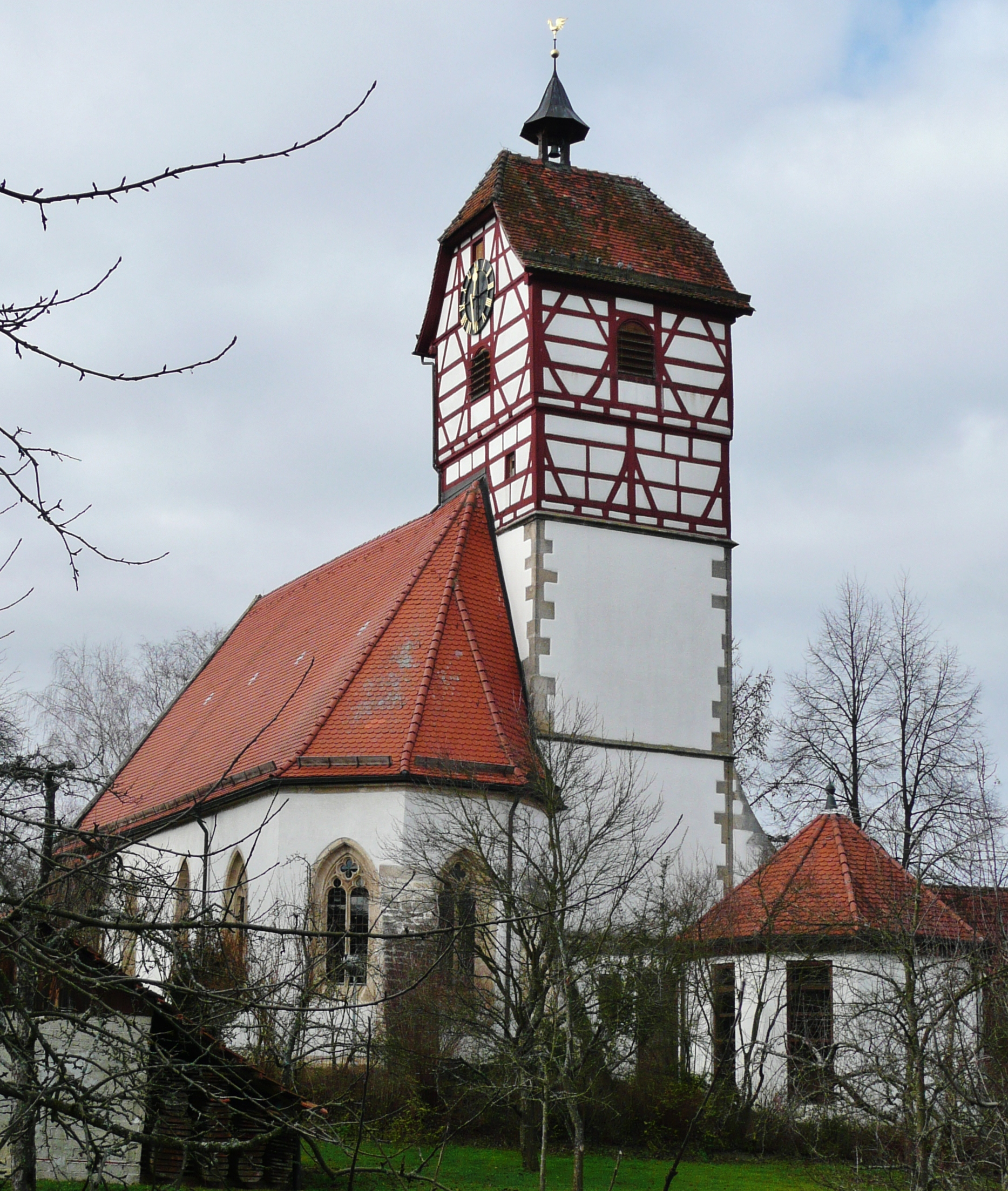
Veitskirche Nehren

Die Kirchengemeinde Nehren umfasst die Gemeinde Nehren. Früher war Nehren Filiale von Ofterdingen. 1504 wurde der Ort der Pfarrei Hauchlingen, das heute ganz in Nehren aufging, zugeordnet. Die Herren von First übergaben das Patronat dem Kloster Alpirsbach. 1403 kam es an das Kloster Stein am Rhein und 1543 an Württemberg. Die Veitskirche ist ein spätgotischer Saalbau. Sie besitzt einen Fachwerkaufsatz. 1587, nach der Vereinigung von Nehren und Hauchlingen, wurde die Kirche vergrößert. Im 20. Jahrhundert erwog man einen Abriss, weil die Kirche zu klein geworden war. Aus finanziellen Gründen wurde dies jedoch nicht realisiert. Stattdessen wurde sie 1953 innen und 1962 außen, der Turm 1998/99, renoviert. 1963 erhielt sie ein Bleiglas-Chorfenster (Begegnungen mit dem Auferstandenen) von Adolf Valentin Saile und 2018 ein Südfenster (Von Bethlehem bis zum letzten Abendmahl) von Anna-Dorothea Kunz-Saile. Im Innern ist ein Epitaph von 1616 sowie von 1972 der Kruzifixus von Karl Hemmeter zu sehen.

### Verbundkirchengemeinde Neustetten

#### Kirchengemeinde Nellingsheim
Die Kirchengemeinde Nellingsheim umfasst den Ortsteil Nellingsheim der Gemeinde Neustetten. Kirchlich gehörte Nellingsheim als Filiale zu Wolfenhausen. Eine Kapelle wird in Nellingsheim aber bereits 1427 erwähnt. 1507 wird sie Kapelle Maria und Heiligkreuz genannt. Nach der Reformation wurde Nellingsheim zunächst eigene Pfarrei. 1620 wurde der Ort jedoch wieder der Pfarrei Wolfenhausen zugeordnet. Bis heute wird die Kirchengemeinde Nellingsheim vom Pfarramt Wolfenhausen betreut. Die alte Kapelle in Nellingsheim wurde im 19. Jahrhundert abgebrochen und 1814/15 die heutige Kirche im Stil des reduzierten Klassizismus erbaut. Sie wurde in den 1960er Jahren renoviert. Dabei wurde unter anderem auch eine neue Orgel eingebaut. Im Innern sind zwölf Bilder aus dem 18. Jahrhundert an der Empore und ein Kruzifix aus dem 17. Jahrhundert erhalten.

#### Kirchengemeinde Remmingsheim

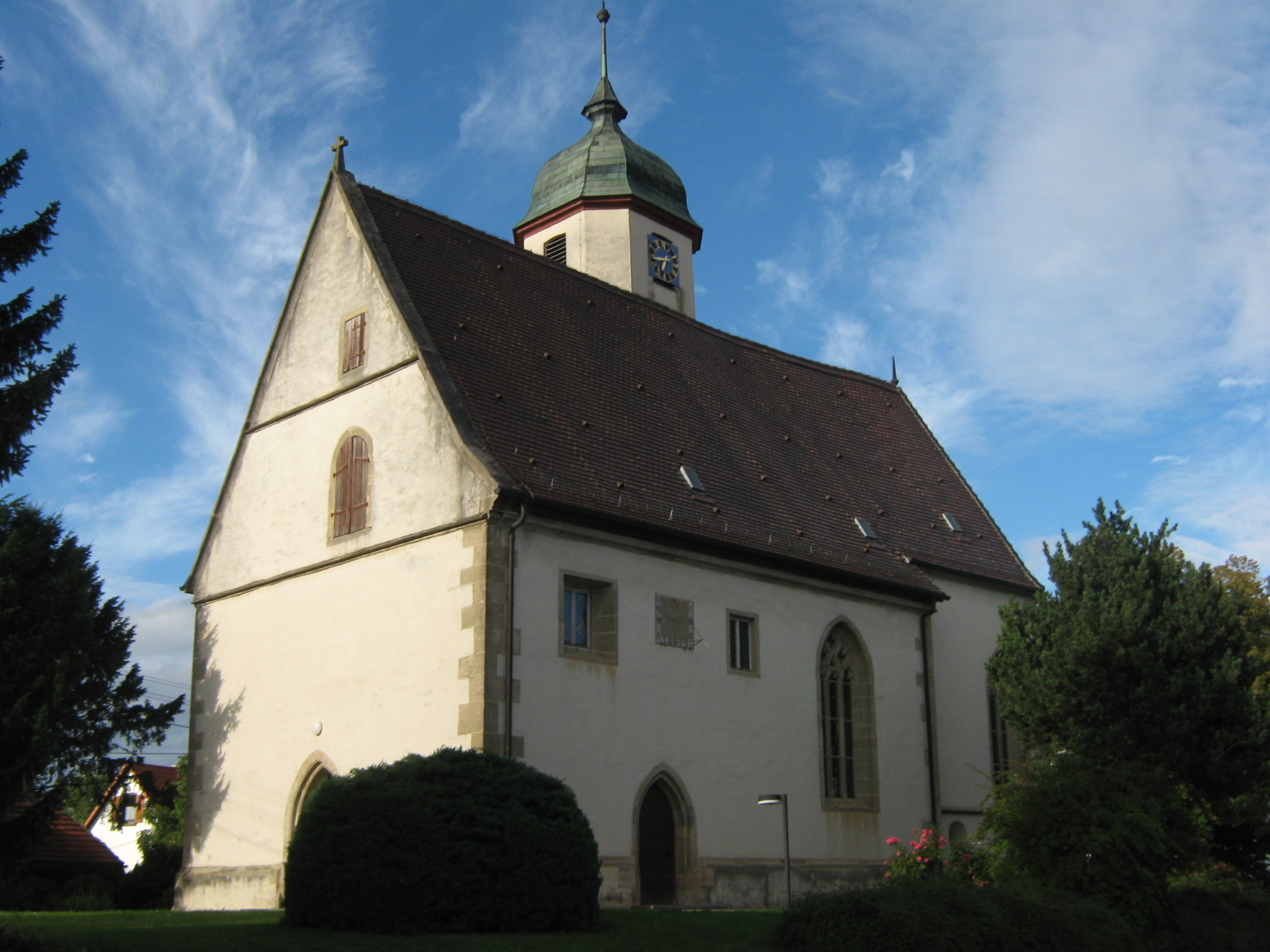
Peterskirche Remmingsheim

Die Kirchengemeinde Remmingsheim umfasst den Ortsteil Remmingsheim der Gemeinde Neustetten und den Stadtteil Seebronn der Stadt Rottenburg am Neckar. Eine Kirche wird in Remmingsheim bereits 1111 erwähnt, eine Pfarrei 1275. 1420 wird die Kirche St. Petrus genannt. Das Patronat hatte das Kloster Allerheiligen, dem die Kirche 1350 inkorporiert wurde. 1400 kam das Patronat an Österreich, 1420 an das Stift St. Moritz in Rottenburg. Dennoch wurde die Reformation eingeführt. Die Kirche ist überwiegend spätgotisch. Der Chor stammt aus dem Jahr 1490, das Schiff von 1523. 1685 wurde die Kirche ausgemalt und 1766 wurde der Turm mit einem Aufsatz versehen. Im 19. Jahrhundert erweiterte man die Empore und 1969/71 wurde die Kirche erneuert.
Seebronn blieb nach der Reformation katholisch. Überwiegend erst nach dem Zweiten Weltkrieg zogen auch evangelische Bewohner nach Seebronn. Diese wurden der Kirchengemeinde Remmingsheim zugeordnet.
Bis 1968 gehörten auch die evangelischen Bewohner von Wachendorf (heute Gemeinde Starzach) zur Kirchengemeinde Remmingsheim. Durch Bekanntmachung des Oberkirchenrats vom 8. Oktober 1968 wurde Wachendorf in den Kirchenbezirk Sulz am Neckar umgegliedert und der Kirchengemeinde Mühlen zugeordnet.

#### Kirchengemeinde Wolfenhausen
Die Kirchengemeinde Wolfenhausen umfasst den Ortsteil Wolfenhausen der Gemeinde Neustetten. Eine Kirche wird in Wolfenhausen 1120/1124 erwähnt, eine Pfarrei 1275. 1525 wird die Kirche St. Nikolaus, 1665 St. Michael genannt. Das Patronat hatte das Kloster Allerheiligen, dem die Kirche 1402/1418 inkorporiert wurde. Die Michaelskirche ist im Kern wohl aus dem 15. Jahrhundert mit romanischen Elementen am Turm. Renovierungen und Umbauten gab es 1665 (neues Schiff), 1767 und 1966/67 sowie 1992 und 1999. Im Innern sind noch Reste von Wandmalerei, ein Kruzifix von 1380 sowie einige Epitaphe erhalten. Das Pfarramt Wolfenhausen betreut auch die Kirchengemeinde Nellingsheim.

### Kirchengemeinde Öschingen

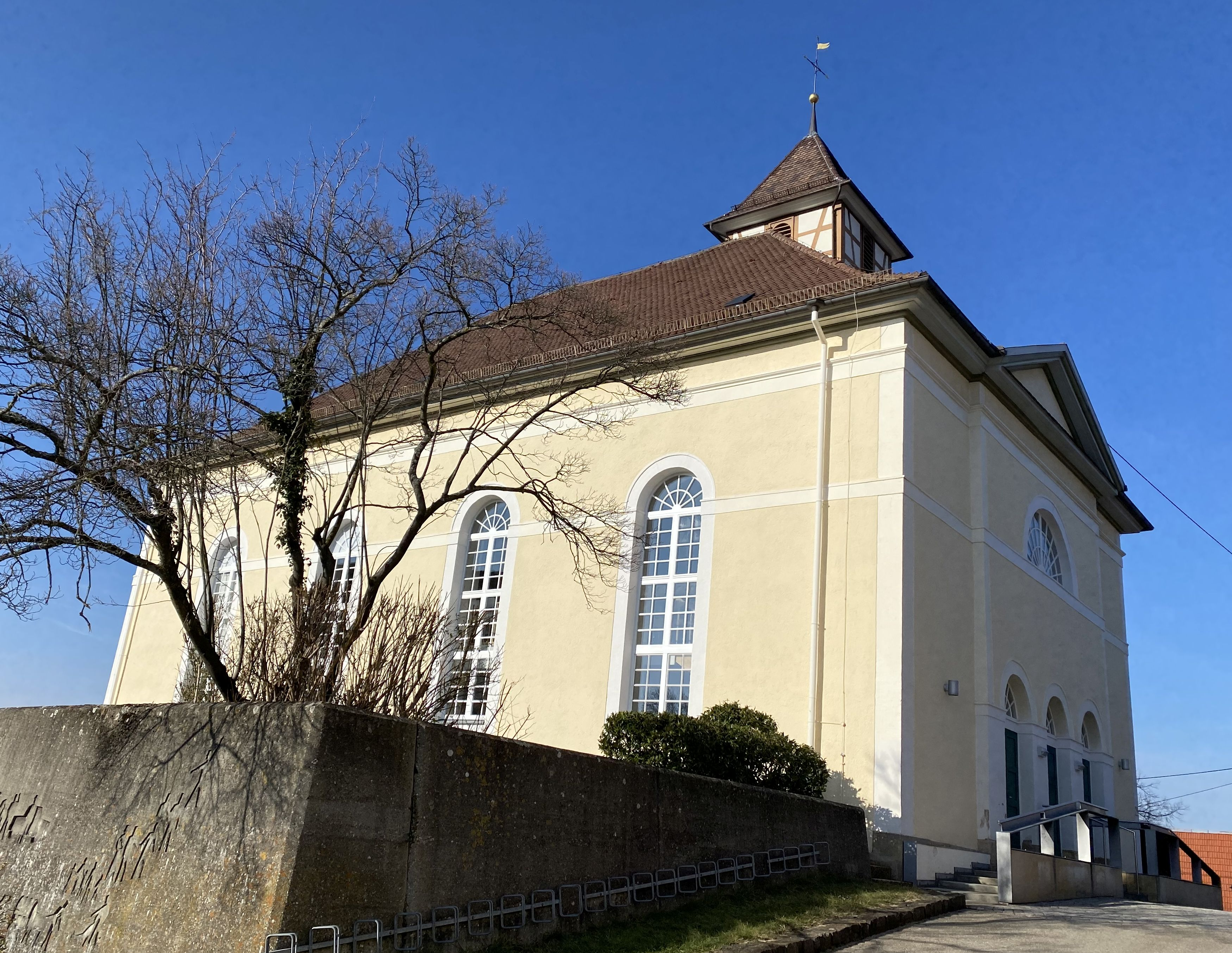
Martinskirche in Öschingen

Die Kirchengemeinde Öschingen umfasst den Stadtteil Öschingen der Stadt Mössingen. Eine Kirche und Pfarrei wurde 1275 erstmals erwähnt. 1386 wird sie mit St. Martin und Nikolaus bezeichnet. Das Patronat kam von den Herren von Stöffeln 1404 an die Zollern, 1415 an Württemberg, das die Reformation einführte. Die heutige Kirche wurde 1813 im klassizistischen Stil als Saalkirche im Kameralamtsstil anstelle eines Vorgängerbaus errichtet. Der Turm ist aber älter. Sie ist von einem ehemaligen Friedhof umgeben, der beim Neubau verlegt wurde. Von der Kirche ging früher eine Holzbrücke zum benachbarten Pfarrhaus. Diese musste aber 1898 wegen Baufälligkeit abgebrochen werden. 1932 wurde eine neue Orgel anstelle der 1815 eingebauten Orgel eingesetzt. 1965 wurde die Kirche außen renoviert.

### Kirchengemeinde Ofterdingen

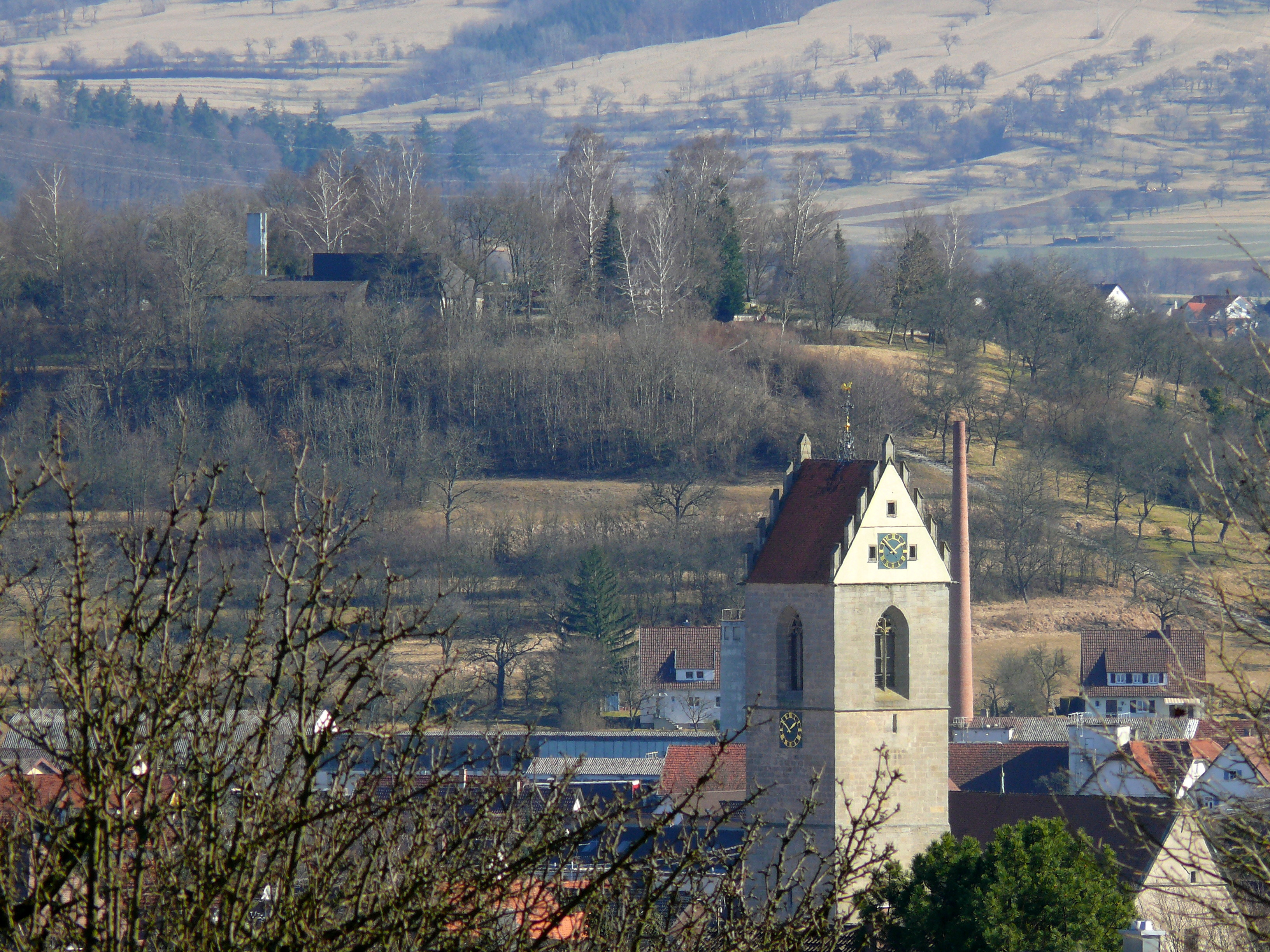
Mauritiuskirche und Endelberg (Friedhof) in Ofterdingen

Die Kirchengemeinde Ofterdingen umfasst die Gemeinde Ofterdingen. Eine Kirche und Pfarrei wurde ein Ofterdingen 1266 erwähnt. 1356 wird sie St. Moritz (Mauritius) bezeichnet. Das Patronat hatten die Zollern, die es 1345 als Lehen an die Herter und 1417 bis 1483 an das Kloster Bebenhausen vergaben, in welches die Kirche 1492 inkorporiert wurde. Diese auf dem Ofterdinger Berg bestehende Kirche wurde 1565/67 abgebrochen. Eine Kapelle im Dorf bestand wohl schon zu Anfang des 15. Jahrhunderts. 1484 wurde dort eine Frühmeßpfründe errichtet und 1507 wohl die Pfarrrechte eingerichtet. 1534 wurde die Reformation eingeführt und in diesem Zusammenhang die Kanzel in der Kirche geschaffen. Diese heutige Mauritiuskirche ist ein spätgotischer Bau von 1522. Der Turm ist aber älter. Er ist evtl. der Rest einer ehemaligen Burg. An der Kanzel von 1534 wurden 1936 die Evangelistensymbole durch Jakob Wilhelm Fehrle gestaltet. Das Tauffenster von 1987 stammt von Anna-Dorothea Kunz-Saile.

### Kirchengemeinde Pfäffingen

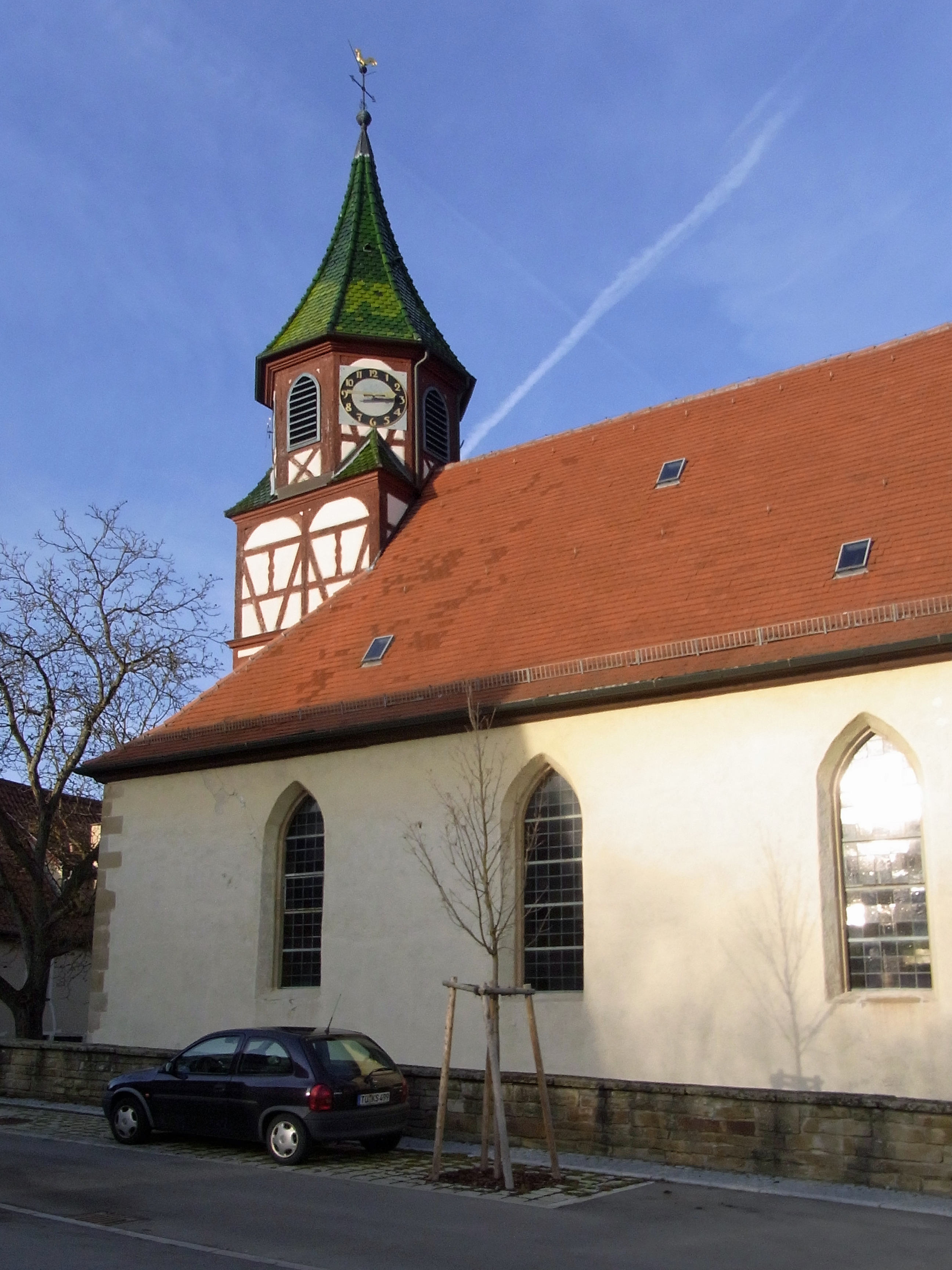
Michaelskirche Pfäffingen

Die Kirchengemeinde Pfäffingen umfasst die Ortsteile Pfäffingen und Poltringen der Gemeinde Ammerbuch sowie den Stadtteil Oberndorf der Stadt Rottenburg am Neckar. Alle anderen Ortsteile Ammerbuchs gehören zum Kirchenbezirk Herrenberg. Eine Kirche und Pfarrei wurde in Pfäffingen bereits 1275 erwähnt. 1483 wird sie St. Michael genannt. Über die Pfalzgrafen kam der Kirchensatz an das Kloster Blaubeuren, dem die Kirche 1359 inkorporiert wurde. Ab 1378 war sie im Besitz der Herren von Last. Nach der Säkularisation des Klosters Blaubeuren wurde Pfäffingen 1534 durch Württemberg reformiert. Im 18. Jahrhundert wurde die Kirche auf der linken Seite der Ammer abgebrochen und 1711–15 die heutige Kirche auf der rechten Seite der Ammer neu erbaut und 1721 vom Tübinger Maler Emmanuel Schleich in barockem Stil mit lebensgroßen Apostelbildern ausgemalt. Vom bekannten Architekten Martin Elsaesser wurde 1911 eine Sakristei mit Kuppeldach in Jugendstil-Formen angebaut. Das Turmfachwerk wurde 1953 wieder freigelegt und 1962 die Kirche innen renoviert. Im Innern befinden sich Grabmäler der Herren von Gültlingen aus dem 16. und 17. Jahrhundert. 1978 erbaute sich die Gemeinde ein Gemeindezentrum.
Die evangelischen Bewohner in Poltringen und Oberndorf gehörten bis 1979 zur Kirchengemeinde Reusten im Kirchenbezirk Herrenberg. Mit Wirkung vom 1. Januar 1980 wurde sie in den Kirchenbezirk Tübingen umgegliedert und der Kirchengemeinde Pfäffingen zugeordnet. Bis 1939 gehörte die Kirchengemeinde Pfäffingen auch zum Kirchenbezirk Herrenberg. Mit Wirkung vom 1. April 1939 wurde sie in den Kirchenbezirk Tübingen umgegliedert.

### Kirchengemeinde Pfrondorf

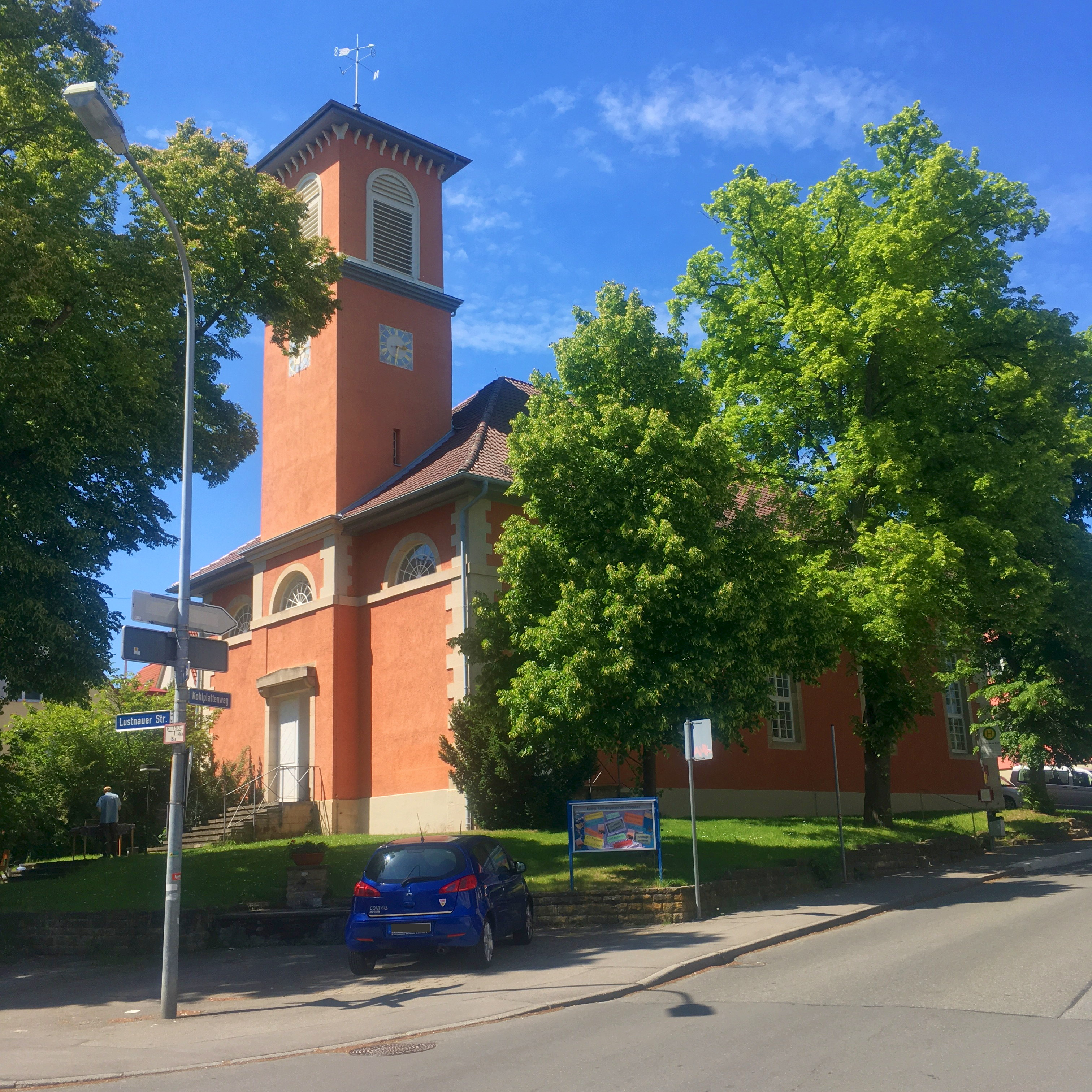
Kirche Pfrondorf

Die Kirchengemeinde Pfrondorf umfasst den Stadtteil Pfrondorf der Stadt Tübingen. Kirchlich war Pfrondorf lange Zeit Filiale von Lustnau. Erst 1833 wurde Pfrondorf eigene Pfarrei. In diesem Jahr wurde auch eine eigene Kirche nach den Plänen von Ludwig Friedrich Gaab im württembergischen Kameralamtsstil erbaut. 1960 wurde die Kirche umgestaltet. Dabei wurde die Empore entfernt. Das Altarkreuz und das Westwand-Bild schuf damals Fritz Ruoff, ein Altarbild (seit 1980 an die Ostwand versetzt) Gerhard Dreher, der weitere Wandreliefs schuf (1980 erster Glaubensartikel, 1991 zweiter und dritter Glaubensartikel). 1980 wurde die Kirche nochmals renoviert. 1987 erbaute die Gemeinde ein zugehöriges Gemeindehaus.

### Kirchengemeinde Pliezhausen

Martinskirche Pliezhausen

Die Kirchengemeinde Pliezhausen umfasst den Hauptort der Gemeinde Pliezhausen. Eine Kirche und Pfarrei wurde in Pliezhausen bereits 1149 erwähnt. 1555 wird die Kirche St. Martin genannt. Das Patronat hatte wohl das Kloster Allerheiligen, dem die Kirche 1402 inkorporiert wurde. 1528 wurde sie an die Spitäler Urach und Nürtingen verkauft. Die Kirche ging aus einer romanischen Kapelle hervor, ist aber im Wesentlichen spätgotisch und wurde dann mehrmals verändert zum jetzigen nach Süden orientierten Quersaal. So wurde 1778 der Chor abgebrochen und das Langhaus erweitert. Der Turmaufbau stammt aus dem Jahr 1875. 1971/72 wurde die Kirche renoviert und dabei von Wilhelm Pfeiffer über dem Altar das Farbglasfenster geschaffen. Im Innern sind Fresken aus dem 16. Jahrhundert zu sehen. Sie wurden erst bei der Renovierung 1971/72 wieder sichtbar gemacht. Heute gibt es zwei Pfarrämter in Pliezhausen. Sie tragen die Bezeichnungen Pliezhausen und Pliezhausen-Dörnach II, wobei das Pfarramt Pliezhausen-Dörnach II auch die Kirchengemeinde Dörnach betreut.

### Kirchengemeinde Rottenburg
Die Kirchengemeinde Rottenburg umfasst die Kernstadt und die Stadtteile Bad Niedernau, Dettingen, Frommenhausen, Kiebingen, Obernau, Schwalldorf, Weiler, Wendelsheim und Wurmlingen der Stadt Rottenburg am Neckar. Die Stadtteile Eckenweiler und Ergenzingen bilden eigene Kirchengemeinden, wobei zur Kirchengemeinde Eckenweiler auch die evangelischen Bewohner aus dem Stadtteil Bieringen gehören. Der Stadtteil Hemmendorf gehört zur Kirchengemeinde Bodelshausen und der Stadtteil Seebronn zur Kirchengemeinde Remmingsheim. All diese Kirchengemeinden gehören zum Kirchenbezirk Tübingen. Der Stadtteil Baisingen gehört zur Kirchengemeinde Mötzingen, der Stadtteil Hailfingen zur Kirchengemeinde Bondorf und der Stadtteil Oberndorf zur Kirchengemeinde Reusten. All diese Kirchengemeinden gehören zum Kirchenbezirk Herrenberg.
Rottenburg am Neckar sowie das gesamte Umland blieb nach der Reformation katholisch. Im 19. Jahrhundert wurde die Stadt Sitz des neu gegründeten Bistums Rottenburg (heute Bistum Rottenburg-Stuttgart). Seit dem 19. Jahrhundert zogen auch Protestanten nach Rottenburg. 1818 wurde für Rottenburg eine eigene Pfarrei errichtet, die zunächst mit dem Nachbarort Remmingsheim in Personalunion geführt wurde. 1831 erhielt Rottenburg einen eigenen Pfarrverweser und 1841 einen ständigen Pfarrer. 1855/56 konnte die Gemeinde mit Baudirektor Theodor Wilhelm von Landauer ihre eigene Kirche im neogotischen Stil erbauen. 1956 malte Rudolf Yelin d. J. die vier Evangelisten-Symbole auf die Seitenwand und Wilhelm Pfeiffer schuf die Farbverglasung in der Turmrosette. 1979/81 wurde die Kirche renoviert. Überwiegend nach dem Zweiten Weltkrieg zogen auch in die kleinen Gemeinden des Umlands evangelische Bewohner zu. Diese wurden der Evangelischen Kirchengemeinde Rottenburg zugeordnet. Die Gemeinde wurde aber bald so groß, dass weitere Pfarrstellen innerhalb der Kirchengemeinde geschaffen wurden. Heute gliedert sich die Kirchengemeinde Rottenburg in drei Pfarrbezirke, Süd, Ost und West. Ferner gibt es eine Evangelische Gefängnisseelsorgestelle in der Jugendvollzugsanstalt Rottenburg. Der Gottesdienstraum in der Justizvollzugsanstalt ist der einzige spezielle Raum seiner Art in Baden-Württemberg. Der Raum wurde bereits ab 1894 durch das damalige königliche Bezirksbauamt als „Betsaal des Landesgefängnisses“ im klassizistischen Stil erbaut. 1959 wurde er umgestaltet und zunächst mit einem Glasgemälde von Wolf-Dieter Kohler ausgestattet. Die Renovierung 1999 veränderte und modernisierte den Raum.
Gottesdienste der Kirchengemeinde Rottenburg werden außer der Evangelischen Kirche in Rottenburg auch im Gemeindehaus in Wurmlingen sowie in den katholischen Kirchen der zugehörigen Rottenburger Stadtteile gefeiert.

### Kirchengemeinde Stockach
Die Kirchengemeinde Stockach umfasst den Ortsteil Stockach der Gemeinde Gomaringen. Stockach war zunächst Filiale von Dußlingen. Von dort aus wurde auch die Reformation eingeführt. Eine eigene Kirche erhielt Stockach erst 1904/05 durch Architekt Theophil Frey. Sie wurde 1963 renoviert. Bis 1983 gehörte Stockach als Filialkirchengemeinde zur Gesamtkirchengemeinde Dußlingen. Durch Bekanntmachung des Oberkirchenrats vom 7. Februar 1983 wurde die Filialkirchengemeinde Stockach von der gleichzeitig aufgelösten Gesamtkirchengemeinde Dußlingen gelöst und dem Kirchenbezirk Reutlingen zugeordnet, wo sie vom Pfarramt Gomaringen-Nord betreut wurde. Mit der Kirchengemeinde Gomaringen wechselte dann die Kirchengemeinde Stockach am 1. Januar 2002 wieder in den Kirchenbezirk Tübingen.

### Kirchengemeinde Talheim
Die Kirchengemeinde Talheim umfasst den Stadtteil Talheim der Stadt Mössingen. Eine Kirche wird in Talheim bereits 874 erwähnt, eine Pfarrei 1275. 1715 wird sie St. Pankraz und Cyriak genannt. Das Patronat hatten die Zollern, dann gehörte es zum Rittergut und ab 1618 zu Württemberg. Die Ortsherren führten bereits 1534 die Reformation ein. Die heutige Kirche ist eine Chorturmkirche des 14. Jahrhunderts. Wegen ihrer Lage wird sie teilweise auch „Bergkirche“ genannt. Sie wurde bis ins 19. Jahrhundert auch von Katholiken noch als Wallfahrtskirche genutzt. Im Zweiten Weltkrieg wurde die Kirche stark beschädigt, bis 1949 aber wieder aufgebaut und 1966/68 renoviert. Im Innern sind Wandmalereien aus dem 14. Jahrhundert zu sehen, die erst 1930 aufgedeckt wurden, außerdem drei große Renaissance-Grabmale, eine Lehrtafel aus der Barockzeit 1969 durchgreifende Renovierung und Veränderung: Abbau Längsempore, Freilegung der Wandmalerei am Chorbogen. An der Empore sind die gewundenen Säulen und Schnitzfiguren (Christus, Evangelisten) sowie Brüstungsbilder (18. Jahrhundert) mit Christus und zwölf Jüngern erhalten. Neben der Kirche standen bis ins 18. Jahrhundert noch die ehemaligen Gebäude des 1610 aufgelösten Beginenklosters.

### Gesamtkirchengemeinde Tübingen
Die Gesamtkirchengemeinde Tübingen umfasst die Kernstadt von Tübingen. Sie wurde nach den Kirchenwahlen vom November 1947 gebildet, als die bis dahin alleinige Kirchengemeinde Tübingen in zunächst drei Teilkirchengemeinden, nämlich die Stiftskirchengemeinde, die Eberhardskirchengemeinde und die Spitalkirchengemeinde (heute Jakobuskirchengemeinde) aufgeteilt und diese gleichzeitig in der neu gebildeten Gesamtkirchengemeinde Tübingen zusammengeschlossen wurden. Das Kultministerium hatte drei Teilkirchengemeinden in Tübingen mit Schreiben vom 17. Januar 1948 als Körperschaften des öffentlichen Rechts anerkannt. 1955 wurde dann die Martinskirchengemeinde, 1965 die Stephanuskirchengemeinde, 1971 die Kirchengemeinde Tübingen-Wanne (seit 1988 Albert-Schweitzer-Kirchengemeinde) und 1977 die Kirchengemeinde Waldhäuser-Ost (seit 1985 Dietrich-Bonhoeffer-Kirchengemeinde) als weitere Teilkirchengemeinden gebildet, so dass die Gesamtkirchengemeinde Tübingen seither aus insgesamt sieben Teilkirchengemeinden besteht.

#### Albert-Schweitzer-Kirchengemeinde Tübingen

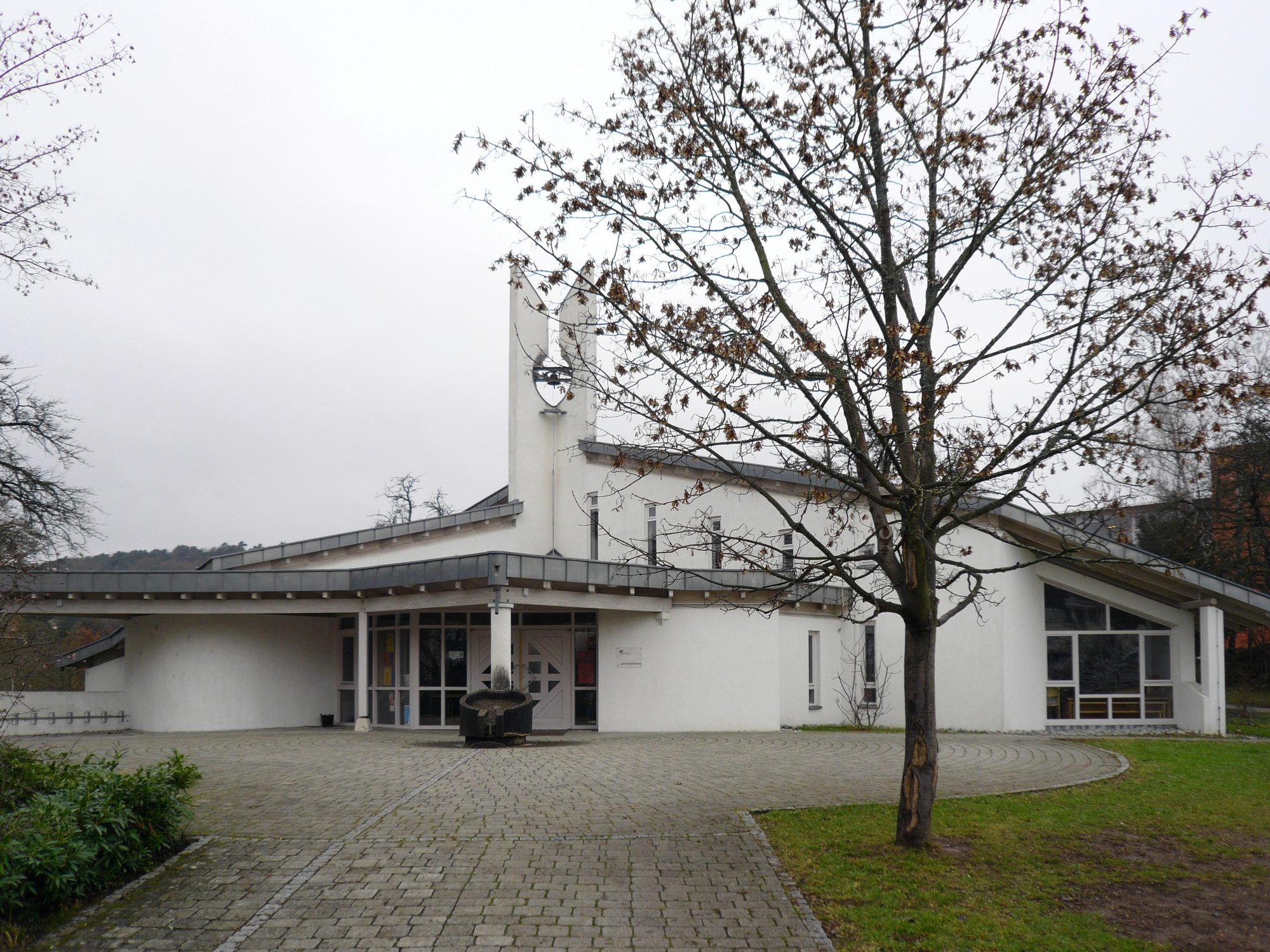
Albert-Schweitzer-Kirche Tübingen

Die Albert-Schweitzer-Kirchengemeinde Tübingen umfasst Teile der Kernstadt Tübingen und zwar die Tübinger Bezirke 14, 19, 21–25, 29 und 34. Sie wurde mit Wirkung vom 5. Dezember 1971 als Evangelische Kirchengemeinde Tübingen-Wanne innerhalb der Gesamtkirchengemeinde Tübingen errichtet und nach dem Wohngebiet Wanne benannt. Das Kultusministerium hatte die Kirchengemeinde Wanne mit Schreiben vom 20. September 1971 als Körperschaft des öffentlichen Rechts anerkannt. Die Kirchengemeinde Wanne feierte ihre Gottesdienste zunächst in einem Montage-Gemeindehaus.
Mit Wirkung vom 4. Dezember 1977 wurden die Stadtteile 0144, 0145 und 0149 von der Kirchengemeinde Tübingen-Wanne abgetrennt und zur selbständigen Kirchengemeinde Waldhäuser-Ost erhoben.
1986 wurde für die Kirchengemeinde Tübingen-Wanne in der Tübinger Nordstadt die Albert-Schweitzer-Kirche durch Architekt Dipl.-Ing. Karl Heinz Angst erbaut. Das Kruzifix über dem Altar stammt von einem Südtiroler Künstler des 19. Jahrhunderts. Die Glasfenster schuf Karin Auberlen. Durch Bekanntmachung des Oberkirchenrats vom 26. Februar 1988 wurde die Kirchengemeinde Tübingen-Wanne dann in Albert-Schweitzer-Kirchengemeinde Tübingen umbenannt. Heute gibt es in der Albert-Schweitzer-Kirchengemeinde zwei Pfarrämter, das Pfarramt I und das Pfarramt II.

#### Dietrich-Bonhoeffer-Kirchengemeinde Tübingen

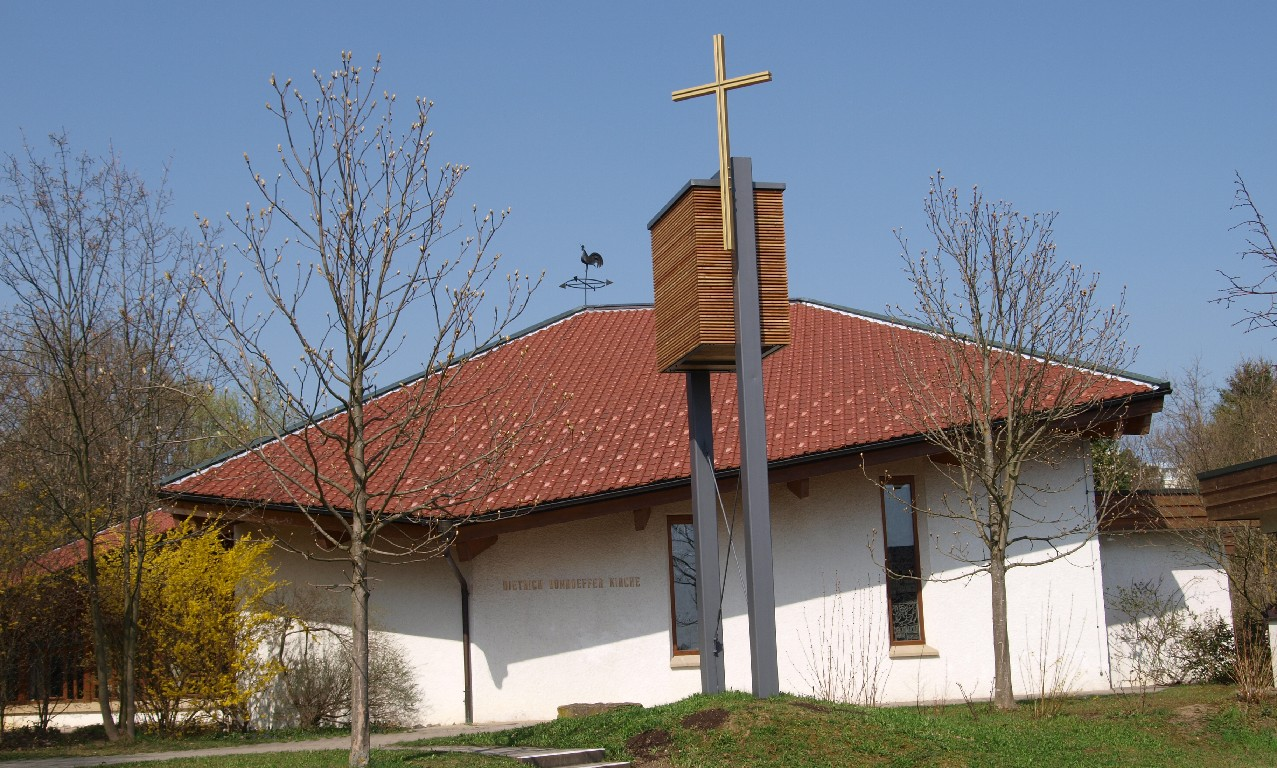
Dietrich-Bonhoeffer-Kirche in Tübingen

Die Dietrich-Bonhoeffer-Kirchengemeinde Tübingen umfasst Teile der Kernstadt Tübingen, insbesondere den Stadtteil Waldhäuser Ost. Sie wurde innerhalb der Gesamtkirchengemeinde Tübingen mit Wirkung vom 4. Dezember 1977 unter dem Namen „Kirchengemeinde Waldhäuser-Ost“ aus den Stadtteilen 0144, 0145 und 0149, die bis dahin zur Kirchengemeinde Tübingen-Wanne gehörten, errichtet. Der Kirchengemeinde Waldhäuser-Ost wurden die Pfarrämter II und III der Kirchengemeinde Tübingen-Wanne zugeordnet und entsprechend in Waldhäuser-Ost umbenannt. Durch Bekanntmachung des Oberkirchenrats vom 19. August 1985 wurde die neue Kirchengemeinde in „Dietrich-Bonhoeffer-Kirchengemeinde Tübingen“ umbenannt.
Die Dietrich-Bonhoeffer-Kirche wurde 1983 bis 1985 nach Plänen des Architekten Peter Danner errichtet. Die sechs gestalteten Kirchenfenster mit Wortzeichen (Bonhoeffer-Zitate) und Bildzeichen (Märtyrerrose) schuf die Künstlerin Gisela Dreher-Richels. Das Wandkruzifix schuf Franz Bucher. Die Orgel der Dietrich-Bonhoeffer-Kirche stammt aus der Werkstatt von Marc Garnier.
Das zugehörige Gemeindehaus wurde 1991 erbaut.

#### Eberhardskirchengemeinde Tübingen

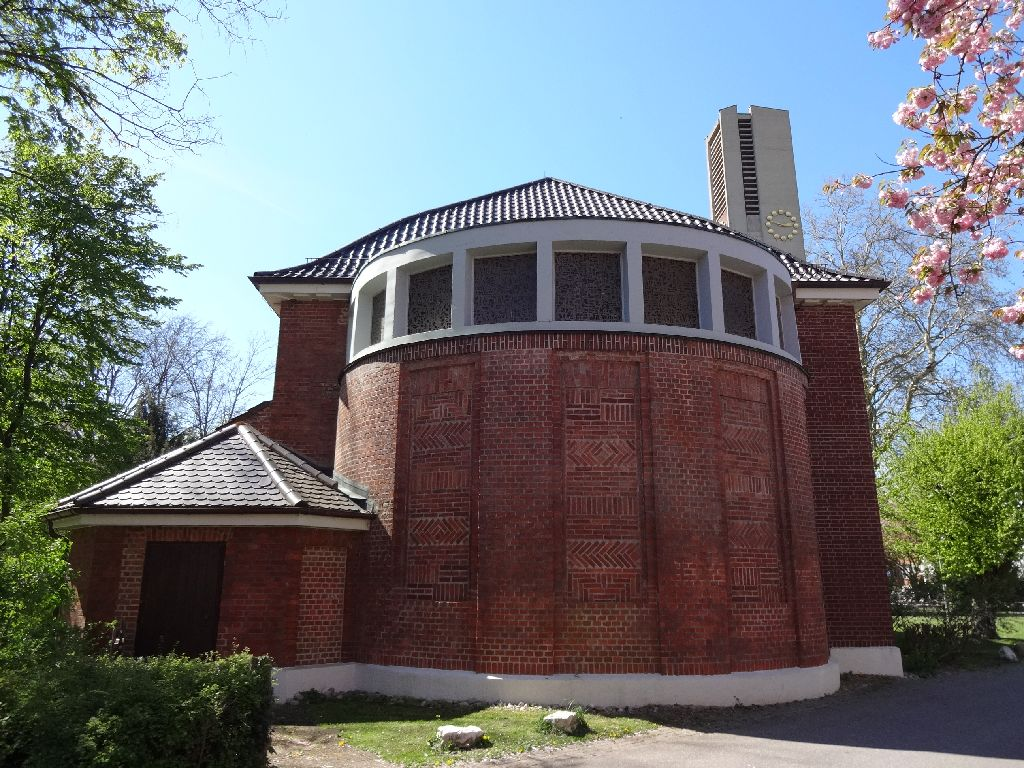
Ev. Eberhardskirche Tübingen

Die Eberhardskirchengemeinde Tübingen umfasst Teile der Kernstadt Tübingen. Für die rasch wachsenden evangelischen Gemeindeglieder der Stadt wurden im 20. Jahrhundert neue Kirchen erbaut. So entstand 1911 in der Tübinger Vorstadt die Eberhardkirche als erster Kirchenneubau nach der Reformation in Tübingen. Architekt war Martin Elsaesser. 1961 wurde der bisherige Dachreiter-Glockenstuhl durch den Neubau eines Turms für ein größeres Geläut ersetzt. Bei der Kirchenrenovierung 1967/68 mit An- und Umbau durch Architekt Ulrich Reinhardt war der Künstlerin Gisela Dreher-Richels die ornamentale Gesamtgestaltung von Chor und Schiff einschließlich moderner farbiger Betonglas-Fenster übertragen. Das Altarbild von 1911 (Kreuzigung) der Künstlerin Käte Schaller-Härlin, ursprünglich über dem halbrunden Chorbogen positioniert, wurde in diesem Zusammenhang im neu gestalteten Altarraum auf die dann zugemauerte Ostwand verbracht. In den 1960er und 1970er Jahren erhielt die Eberhardskirche ein Gemeindehaus und einen Kindergarten. 1998 erbaute die Kirchengemeinde mit der katholischen Michaelsgemeinde ein ökumenisches Zentrum „Kirch’ am Eck“ im Französischen Viertel in der Aixer Straße.
An der Eberhardkirche wurde auch eine eigene Pfarrei und nach den Kirchenwahlen vom November 1947 eine eigene Kirchengemeinde gebildet, als die damals alleinige Kirchengemeinde Tübingen in seinerzeit drei Teilkirchengemeinden aufgeteilt wurde. Das Kultministerium hatte die Eberhardskirchengemeinde mit Schreiben vom 17. Januar 1948 als Körperschaft des öffentlichen Rechts anerkannt. Heute bildet sie mit sechs weiteren Teilkirchengemeinden der Tübinger Kernstadt die Gesamtkirchengemeinde Tübingen. Es bestehen zwei Pfarrämter an der Eberhardskirchengemeinde, das Pfarramt I und das Pfarramt II.

#### Jakobuskirchengemeinde Tübingen

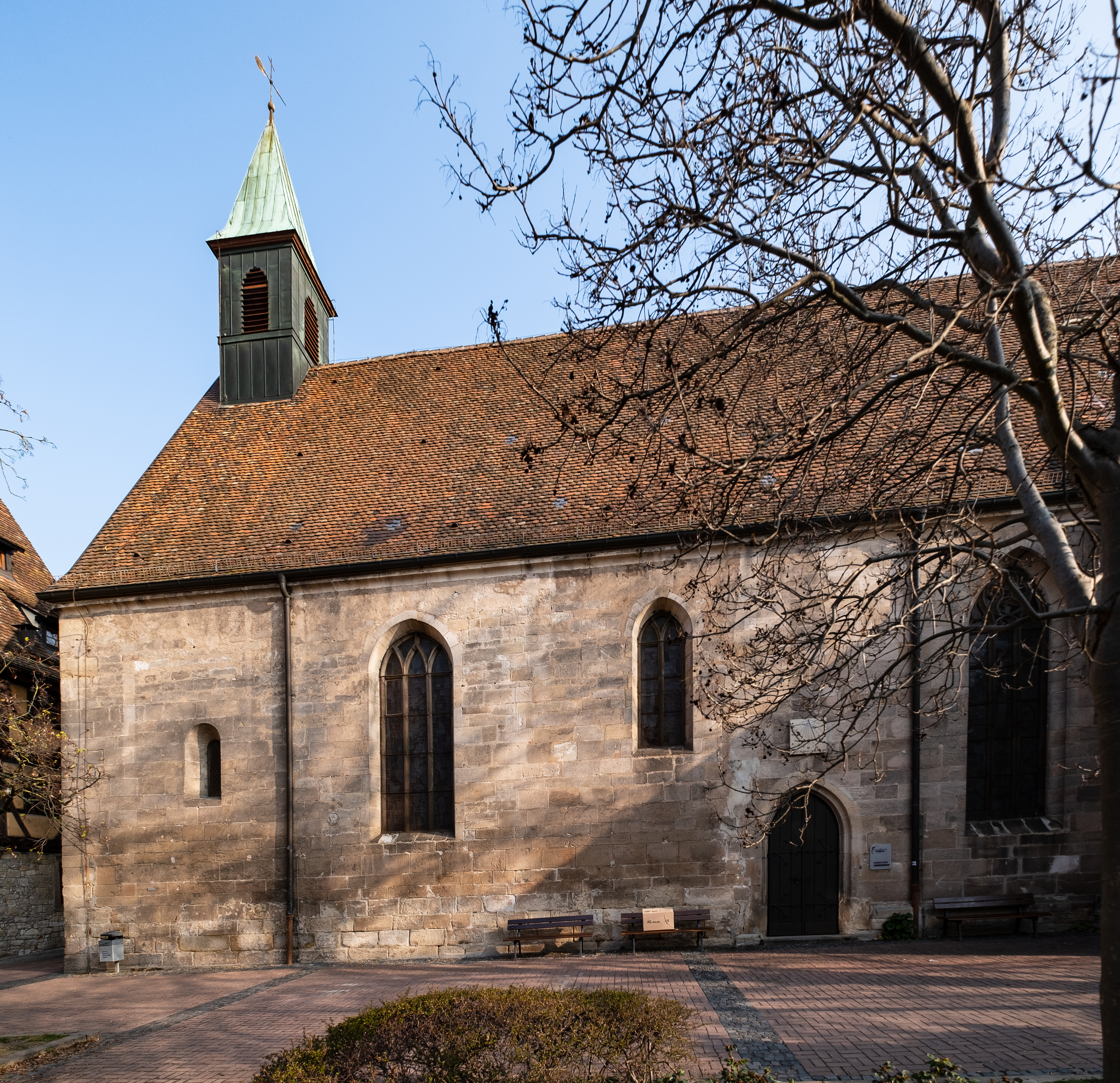
Jakobuskirche Tübingen

Die Jakobuskirchengemeinde Tübingen umfasst Teile der Kernstadt von Tübingen. Für die rasch wachsenden evangelischen Gemeindeglieder der Stadt wurden im 20. Jahrhundert neue Kirchen erbaut bzw. neue Pfarreien errichtet. So wurde 1910 eine eigene Pfarrei an der Jakobkirche eingerichtet. Die Jakobkirche ist die zweite alte Kirche der Stadt, neben der Stiftskirche. Sie wurde 1337 erstmals erwähnt, ging aber wohl aus einer ursprünglichen Kapelle hervor, die nach 1500 vergrößert und nach der Reformation mit dem Spital verbunden wurde. Die im Kern romanische Jakobuskirche wurde im 16. Jahrhundert gotisch umgestaltet.
Nach den Kirchenwahlen vom November 1947 wurde an der Jakobuskirche die eigenständige Spitalkirchengemeinde Tübingen gebildet, als die damals alleinige Kirchengemeinde Tübingen in seinerzeit drei Teilkirchengemeinden aufgeteilt wurde. Das Kultministerium hatte die Spitalkirchengemeinde mit Schreiben vom 17. Januar 1948 als Körperschaft des öffentlichen Rechts anerkannt. Später wurde sie wohl in Jakobuskirchengemeinde umbenannt. Sie bildet heute mit den sechs anderen Kirchengemeinden der Tübinger Kernstadt die Gesamtkirchengemeinde Tübingen.

#### Martinskirchengemeinde Tübingen

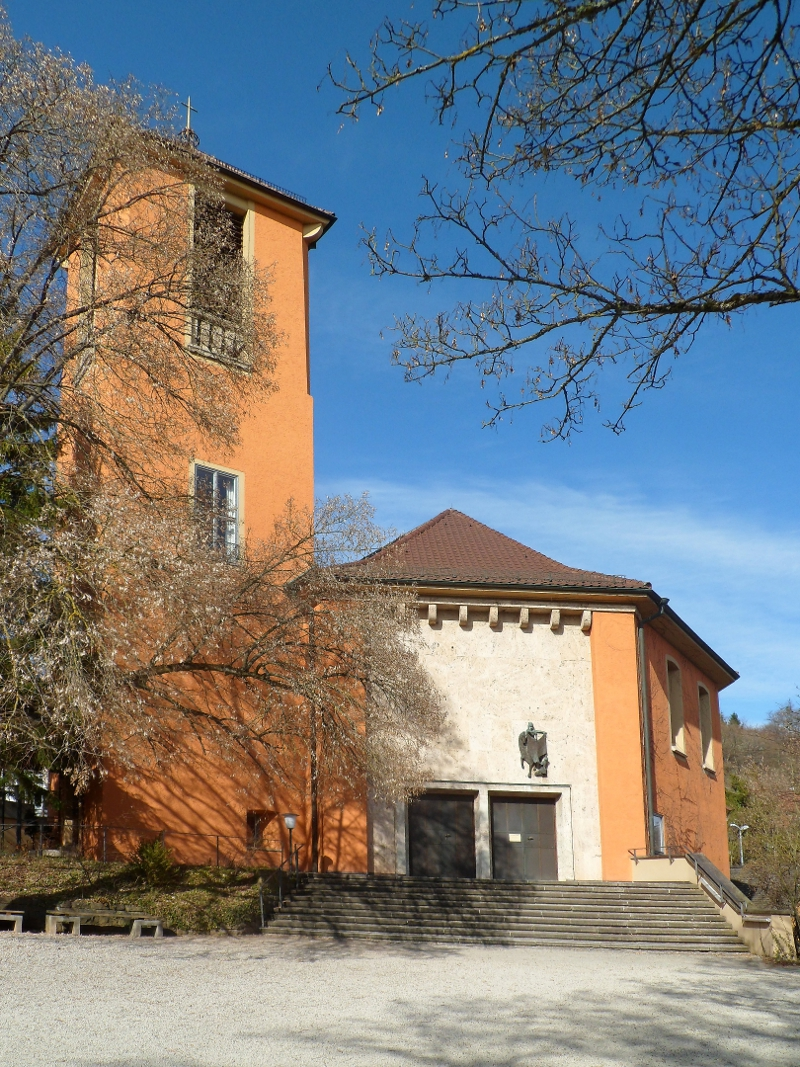
Martinskirche Tübingen

Die Martinskirchengemeinde Tübingen umfasst Teile der Kernstadt Tübingen und den Weiler Waldhausen. Für die rasch wachsenden evangelischen Gemeindeglieder der Stadt wurden im 20. Jahrhundert neue Kirchen erbaut bzw. neue Pfarreien errichtet. So wurde 1953–1955 nach der Eberhardskirche von 1910 eine weitere Kirche, die Martinskirche erbaut und eine eigenständige Kirchengemeinde durch Abtrennung von der Stiftskirchengemeinde gebildet. Architekt war Ulrich Reinhardt (1907–1998). 1955 schuf Susanne Müller-Diefenbach den steinernen Taufsteinengel sowie aus Bronze 1959 das Altarkreuz und 1965 das Bronzerelief außen über der Eingangstür (Mantelteilung), Johannes Kares 2005 den zweiteiligen Bronze-Ambo und Günther Uecker einen Prägedruck (Davidsstern) als Wandbild. Heute gibt es zwei Pfarrämter in der Martinskirchengemeinde. Sie werden mit „Tal“ und „Berg“ bezeichnet. Mit Wirkung vom 5. Dezember 1971 gab es eine Gebietsveränderung im Bereich des Rosenauer Wegs von der Martinskirchengemeinde zugunsten der benachbarten Stephanuskirchengemeinde.
Der Weiler Waldhausen gehörte bis 1967 zur Kirchengemeinde Bebenhausen. Er wurde durch Bekanntmachung des Oberkirchenrats vom 21. April 1967 der Martinskirchengemeinde Tübingen zugeordnet.

#### Stephanuskirchengemeinde Tübingen

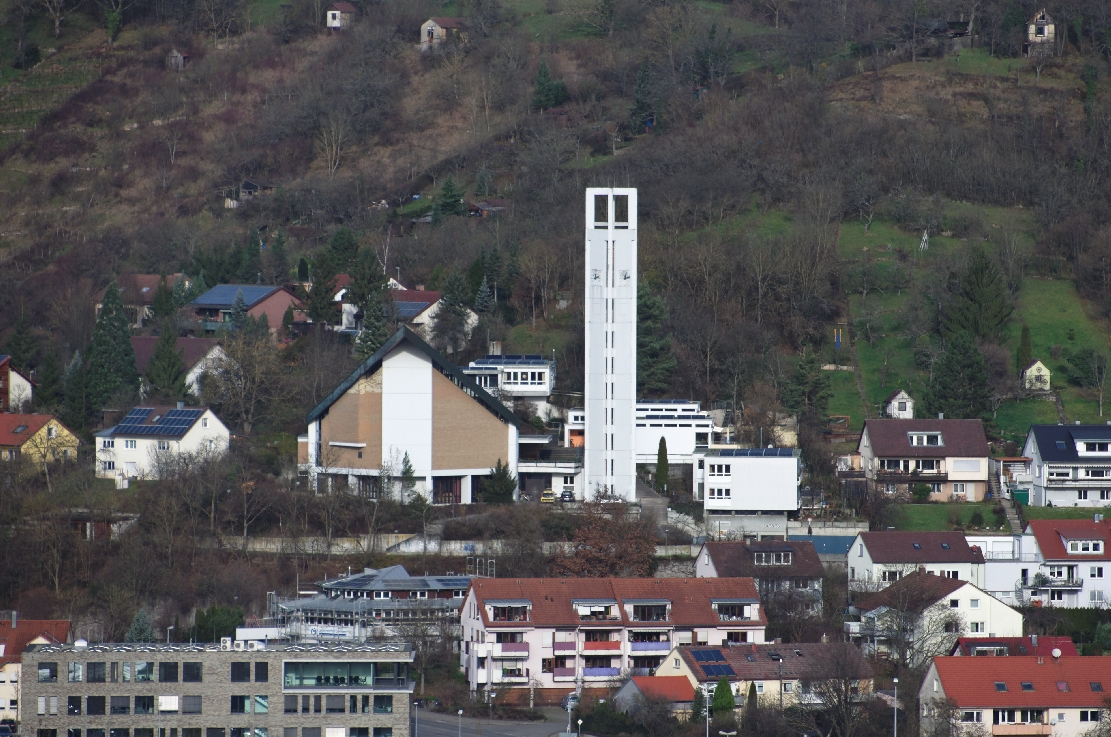
Stephanuskirche Tübingen

Die Stephanuskirchengemeinde Tübingen umfasst Teile der Kernstadt Tübingen. Für die rasch wachsenden evangelischen Gemeindeglieder der Stadt wurden im 20. Jahrhundert neue Kirchen erbaut bzw. neue Pfarreien errichtet. So wurde durch Bekanntmachung des Oberkirchenrats vom 17. Dezember 1965 durch Abtrennung von der Jakobuskirchengemeinde Tübingen die selbständige Stephanuskirchengemeinde Tübingen als weitere Teilkirchengemeinde innerhalb der Gesamtkirchengemeinde Tübingen sowie eine eigene Pfarrei für diese Kirchengemeinde errichtet. Das Kultusministerium hatte die neue Stephanuskirchengemeinde mit Schreiben vom 29. September 1965 als Körperschaft des öffentlichen Rechts anerkannt. Die Stephanuskirche wurde dann 1965–68 erbaut. Architekt war Otto Nußbaum. Er schuf einen schiffartigen Bau mit achteckigem Grundriss und einem frei stehenden 35 m hohen Turm. Die künstlerische Konzeption des Eingangsbereiches bestimmte Ulrich Henn (Türflügel, Inschrift und Dornenkrone), die des Altarraumes Fritz Melis (Altar, Kanzel, Kreuz mit Dornenkrone, Taufstein und Tauffenster). Mit Wirkung vom 5. Dezember 1971 gab es eine Gebietsveränderung im Bereich des Rosenauer Wegs von der Martinskirchengemeinde zugunsten der Stephanuskirchengemeinde.

#### Stiftskirchengemeinde Tübingen

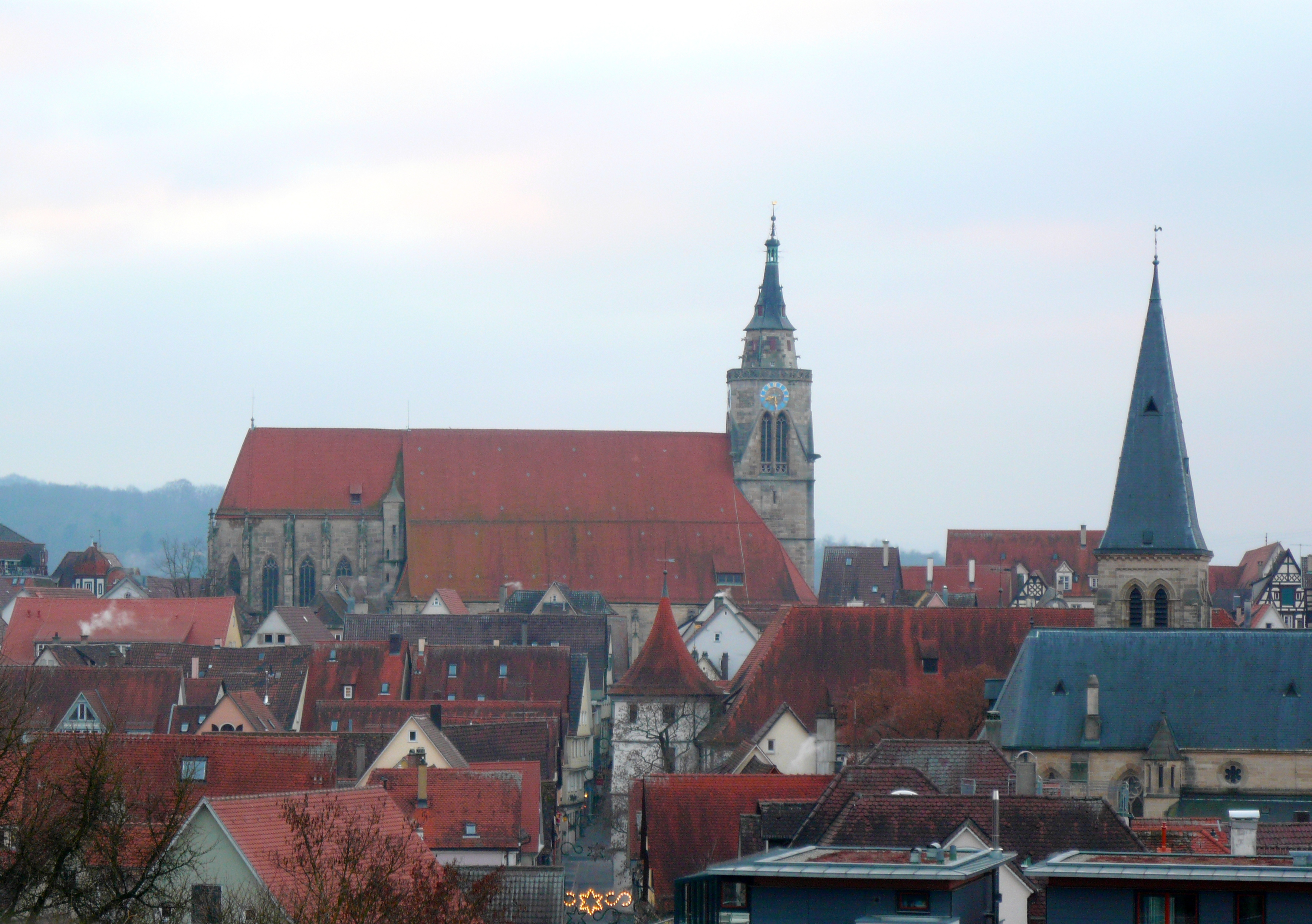
Evang. Stiftskirche Tübingen

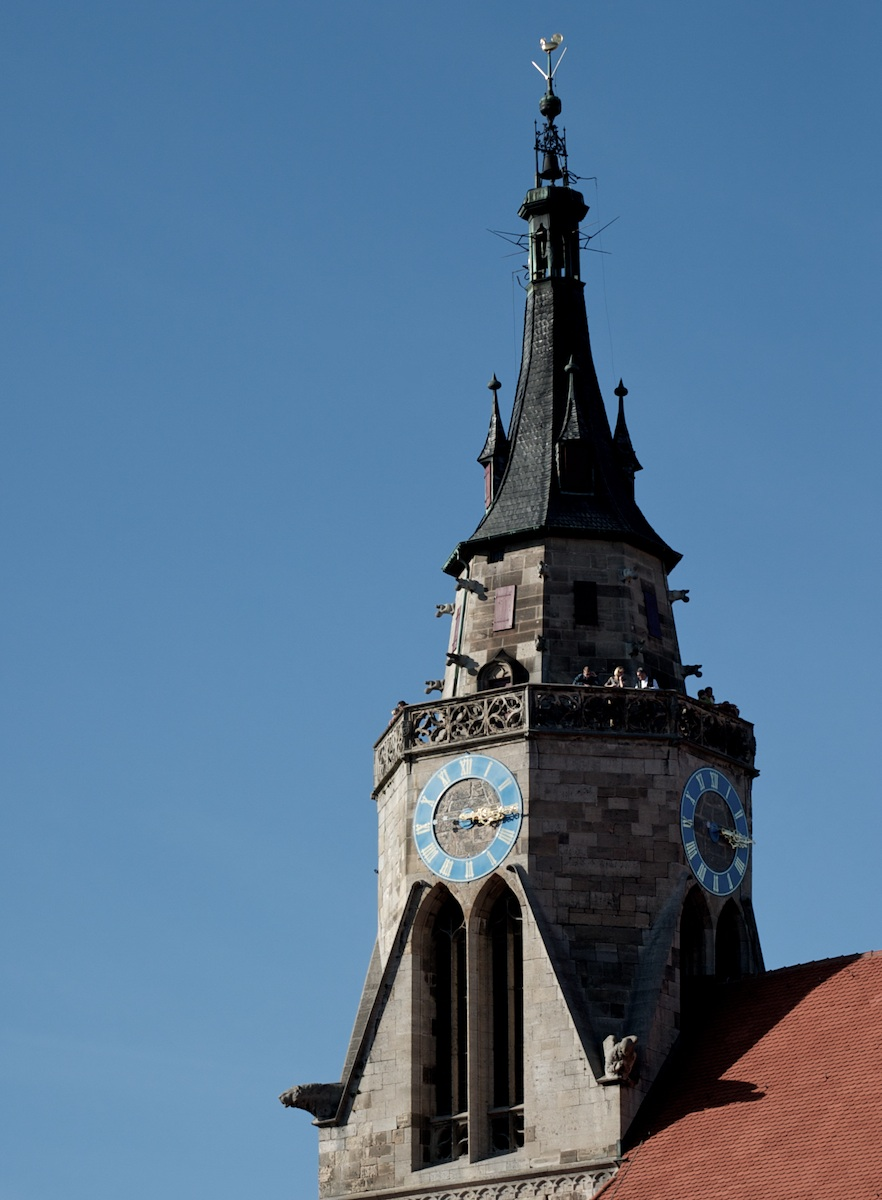
Turm der Evang. Stiftskirche Tübingen

Die Stiftskirchengemeinde Tübingen umfasst Teile der Kernstadt von Tübingen. Tübingen gehört zu den wichtigsten Städten des Herzogtums Württemberg. Ab 1534 wurde hier wie im übrigen Württemberg ab 1535 die Reformation eingeführt. Die in der Stadt tätigen Reformatoren waren Ambrosius Blarer und Balthasar Keuffelin. 1559 trat die große Kirchenordnung in Kraft. Tübingen wurde auch bald Sitz eines Dekanats. Die evangelische Hauptkirche Tübingens war und ist die Stiftskirche, die wohl aus einer um 1188 erwähnten Kapelle hervorging. Die St. Georg, später St. Georg und Maria geweihte Kirche wurde 1476 zur Stiftskirche erhoben, nachdem das Chorherrenstift Sindelfingen an die Tübinger Pfarrkirche übertragen worden war. Die heutige Kirche wurde ab 1470 errichtet, u. a. mit Bleiglasfenstern von Peter Hemmel von Andlau. Der Turm stammt von der Vorgängerkirche. Nach der Reformation diente der Chor der Stiftskirche als Grablege des württembergischen Fürstenhauses. Die Gewölbe in den Schiffen wurden erst 1867 eingesetzt. 1962–64 wurde die Kirche innen renoviert. Die Kirche birgt mehrere historische Kostbarkeiten, aber auch neuere Kunstwerke (1964), so etwa Bleiglasfenster von Emil Kiess, Wolf-Dieter Kohler und Hans Gottfried von Stockhausen sowie Bronzearbeiten von Ulrich Henn: 1964 Brautportal (1. Glaubensartikel) und Altarkreuz (2. Glaubensartikel) sowie 2013 Oster- und Taufkerzenleuchter (3. Glaubensartikel).
Die Stiftskirchengemeinde wurde im 20. Jahrhundert zu groß, so dass weitere Kirchengemeinden gebildet wurden. Zwischen 1910 und 1986 wurden insgesamt sechs weitere Kirchen bzw. Pfarreien und ab 1947 dort auch selbständige Kirchengemeinden gebildet. Seit den Kirchenwahlen vom November 1947 besteht daher die heutige Stiftskirchengemeinde. Seinerzeit wurde die bis dahin alleinige Kirchengemeinde Tübingen in zunächst drei Teilkirchengemeinden aufgeteilt. Das Kultministerium hatte die Stiftskirchengemeinde mit Schreiben vom 17. Januar 1948 als Körperschaft des öffentlichen Rechts anerkannt. Bis 1977 entstanden dann weitere Teilkirchengemeinden in der Kernstadt Tübingen, die alle zusammen die Gesamtkirchengemeinde Tübingen bilden. Durch Bekanntmachung des Oberkirchenrats vom 20. März 1941 hatte es eine Gebietsveränderung der Kirchengemeinde Derendingen zugunsten der Kirchengemeinde Tübingen gegeben.
Heute gibt es insgesamt drei Pfarrämter an der Stiftskirchengemeinde. Sie tragen die Bezeichnungen Mitte, Ost und West, wobei die Dekanin im Pfarramt Mitte ihre Dienste tut.
Von 1957 bis 1962/63 gehörten auch die evangelischen Bewohner von Hirschau zur Stiftskirchengemeinde Tübingen. Genaueres siehe in der Beschreibung der Kirchengemeinde Hirschau.

### Verbundkirchengemeinde im Tübinger Neckartal

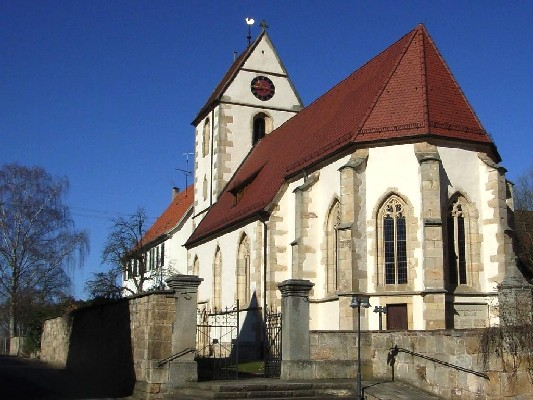
ev. Nikomedeskirche in Weilheim

Die Verbundkirchengemeinde im Tübinger Neckartal entstand 2023 durch die Fusion der Gesamtkirchengemeinde Weilheim und der Kirchengemeinde Kilchberg/Bühl. Die Gesamtkirchengemeinde Weilheim wurde mit Wirkung vom 5. Dezember 1971 aus der Kirchengemeinde Weilheim und deren zum gleichen Zeitpunkt neu gebildeten Filialkirchengemeinde Hirschau errichtet. Das Kultusministerium hatte die Filialkirchengemeinde Hirschau und die Gesamtkirchengemeinde Weilheim mit Schreiben vom 8. November 1971 als Körperschaften des öffentlichen Rechts anerkannt.

#### Kirchengemeinde Kilchberg/Bühl

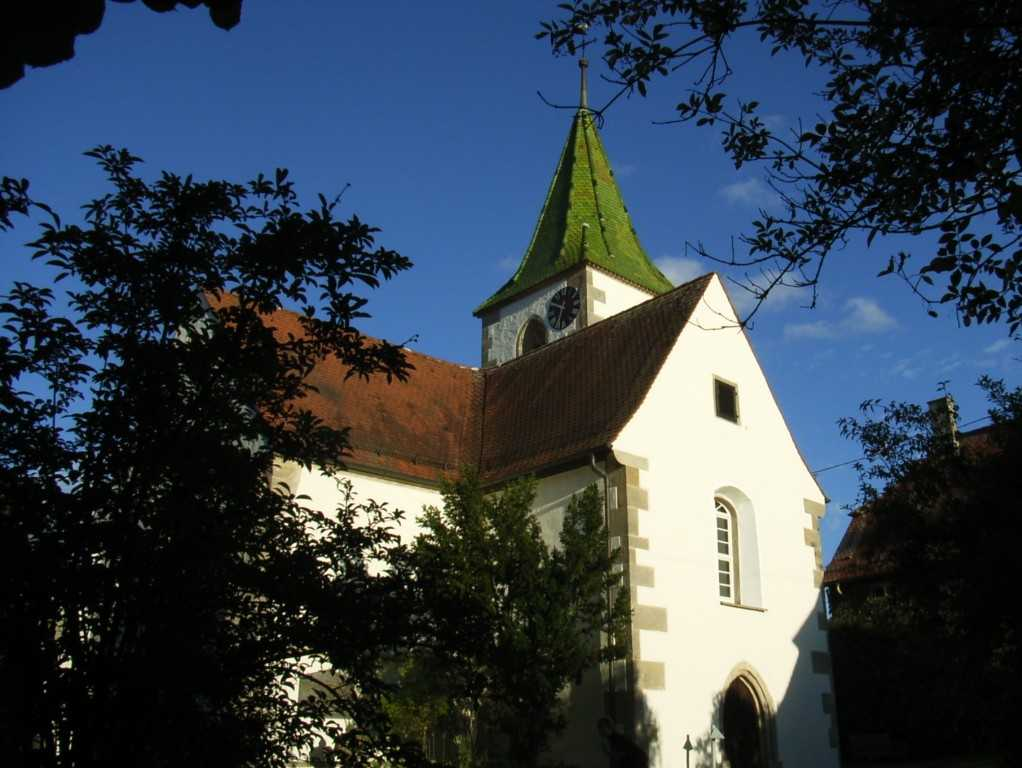
ev. Kirche in Kilchberg

Die Kirchengemeinde Kilchberg/Bühl umfasst die Stadtteile Kilchberg und Bühl der Stadt Tübingen. Eine Kirche und Pfarrei wurde in Kilchberg bereits 1275 erwähnt. 1421 wird sie St. Martin genannt. Das Patronat kam über die Grafen von Hohenberg an die Blankenstein, dann an Hans von Herrenberg und schließlich 1418 an das Stift St. Moritz Rottenburg-Ehingen. Dennoch wurde 1559 durch Georg von Ehingen die Reformation eingeführt. Die Martinskirche hat ein romanisches Turmuntergeschoss. Ansonsten vereinigt die Kirche mehrere Baustile. Das Langhaus ist spätgotisch. Die Fenster und das Portal sind spätbarock. Die Kirche besitzt Renaissance-Grabmäler. Im Turm sind steinerne Rittergestalten der Herren von Ehingen erhalten. Das Kruzifix ist wohl aus frühgotischer Zeit. Die Orgel im Chor wurde 1756 eingebaut. Die originale Bemalung der Orgel von 1770 ist erhalten. Die ältesten Glocken der Kirche stammen aus dem 15. Jahrhundert. Der im Ort wohnende bekannte Architekt Paul Schmitthenner führte 1945 und 1954 Renovierungsarbeiten durch. 2005 erfolgte eine Gesamtsanierung der Martinskirche.
In Bühl wurde Mitte des 16. Jahrhunderts durch Georg von Ehingen und David von Stein die Reformation eingeführt. Ab 1609 wurde Bühl jedoch wieder rekatholisiert. Evangelische Bewohner zogen überwiegend erst wieder nach dem Zweiten Weltkrieg zu. Sie wurden der Kirchengemeinde Kilchberg zugeordnet. 1998 erbaute sich die Kirchengemeinde Kilchberg in Bühl ein Gemeindehaus, wo jetzt auch evangelische Gottesdienste gefeiert werden. Es ist nach Anna von Stein benannt, der „Mutter der Reformation“ in Bühl. Das Gemeindehaus ist in den städtischen Kindergartenbau Bühl integriert. Das Wandbild aus Tonkacheln wurde von Gemeindegliedern erstellt.
Bis 1957 gehörten auch die evangelischen Bewohner von Hirschau zur Kirchengemeinde Kilchberg. Genaueres siehe in der Beschreibung der Kirchengemeinde Hirschau.
Bis 1994 hatte die Kirchengemeinde nur den Stadtteil Kilchberg in ihrem Namen. Mit Wirkung vom 7. Februar 1994 wurde sie jedoch in „Kirchengemeinde Kilchberg/Bühl“ umbenannt.

#### Kirchengemeinde Weilheim
Die Kirchengemeinde Weilheim umfasst den Stadtteil Weilheim der Stadt Tübingen und den Eckhof (Markung Wankheim) der Gemeinde Kusterdingen, wobei der Eckhof zusammen mit Kreßbach (Markung Weilheim) erst mit Wirkung vom 1. Januar 1970 zur Kirchengemeinde Weilheim kam. Zuvor gehörten diese Weiler zur Kirchengemeinde Wankheim.
Eine Kirche und Pfarrei wird in Weilheim bereits um 1100 erwähnt. 1582 wird die Kirche St. Nikomedes genannt. Das Patronat hatten vermutlich die Grafen von Achalm, dann die Herter von Dußlingen und von Hailfingen. 1424/34 wurde es von Württemberg erworben, das die Reformation einführte. Die heutige Kirche wurde 1499 bis 1521 anstelle eines Vorgängerbaus errichtet. Die spätgotische Hallenkirche hat einen Turm mit Satteldach. Im Innern wurden mehrere Emporen eingebaut. 1986–1988 wurde die Kirche renoviert. Sie besitzt mehrere Epitaphe aus verschiedenen Zeiten. Das Chorgestühl stammt aus dem 15. Jahrhundert. In der Weilheimer Nikomedeskirche wurde 1926 der später als „Prediger von Buchenwald“ bekannte Paul Schneider mit seiner Gattin getraut. Bis 1971 gehörten auch die evangelischen Bewohner von Hirschau zur Kirchengemeinde Weilheim, bevor mit Wirkung vom 5. Dezember 1971 die selbständige Filialkirchengemeinde Hirschau errichtet wurde.

#### Kirchengemeinde Hirschau
Die Kirchengemeinde Hirschau umfasst den Stadtteil Hirschau der Stadt Tübingen. Hirschau blieb nach der Reformation infolge der Zugehörigkeit zu Österreich katholisch. Überwiegend erst nach dem Zweiten Weltkrieg zogen auch evangelische Bewohner zu. Sie wurden zunächst der Kirchengemeinde Kilchberg zugeordnet. Durch Bekanntmachung des Oberkirchenrats vom 10. Juli 1957 wurden sie der Stiftskirchengemeinde Tübingen zugeordnet. Per Erlass vom 13. Dezember 1962 wurde Hirschau der Kirchengemeinde Weilheim zugeteilt. Mit Wirkung vom 5. Dezember 1971 wurde in Hirschau dann eine selbständige Filialkirchengemeinde der Kirchengemeinde Weilheim errichtet. Beide Kirchengemeinden bilden seither die Gesamtkirchengemeinde Weilheim. 1972/73 wurde in Hirschau dann auch ein eigenes Gemeindezentrum in Fertigbauweise errichtet. Zuvor wurden die evangelischen Gottesdienste in der Hirschauer katholischen Kirche St. Ägidius bzw. in der Wallfahrtskirche am Holderbusch gefeiert. Die Kirchengemeinde Hirschau wird bis heute vom Pfarramt Weilheim betreut. 1987 wurde im Gemeindezentrum eine Orgel eingebaut und 1999 wurde der Gottesdienstraum verändert und in Christuskirche umbenannt. Die Gestaltung des Altarraums nahm der ortsansässige Künstler Wilhelm Pfeiffer vor.

### Kirchengemeinde Unterjesingen

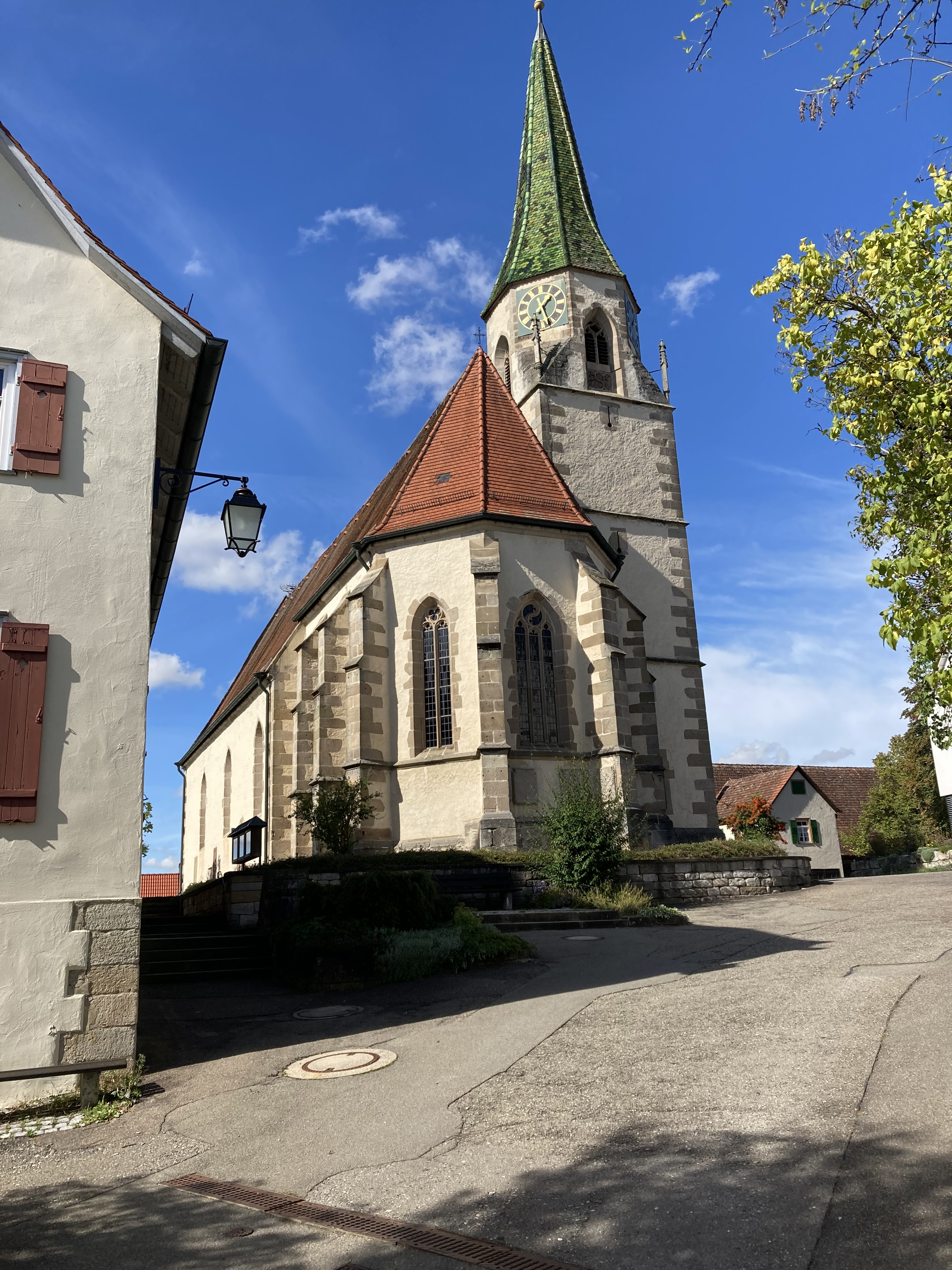
Barbarakirche Unterjesingen

Die Kirchengemeinde Unterjesingen umfasst den Stadtteil Unterjesingen der Stadt Tübingen. Eine Kirche und Pfarrei wurde in Unterjesingen bereits im 11. Jahrhundert erwähnt. 1360 wird die Kirche St. Barbara genannt. Das Patronat hatte das Kloster Blaubeuren, dem die Kirche 1359/63 inkorporiert wurde. 1404 wurde sie an Württemberg verkauft, das die Reformation einführte. Die spätgotische Barbarakirche wurde 1470/94 erbaut. Bauherr war Graf Eberhard V. im Barte. 1966/67 wurde die Kirche renoviert. Im Innern ist die Kanzel 1567 noch erhalten. 1894 wurde die Kirche von Heinrich Dolmetsch neogotisch erneuert und u. a. mit zeittypischer figürlicher Chorverglasung (Kreuzigungsszene) versehen, jedoch wurde dies 1964/65 wieder rückgängig gemacht. Das Sakramentshäuschen der Kirche aus dem Jahr 1475 wurde 1927 wieder eingebaut, nachdem es im Zuge der Reformation ausgebaut worden war und in einem Bauernhaus entdeckt wurde. Die Holzdecke stammt aus dem Jahr 1894. Das Kruzifix ist barock. Um die Kirche sind einige Grabmale, darunter eines aus dem Jahr 1578 für Agnes Andreä, der Gattin des Pfarrers David Andreä.
Bis 1939 gehörte die Kirchengemeinde Unterjesingen zum Kirchenbezirk Herrenberg. Mit Wirkung vom 1. April 1939 wurde sie in den Kirchenbezirk Tübingen umgegliedert.

### Kirchengemeinde Walddorfhäslach

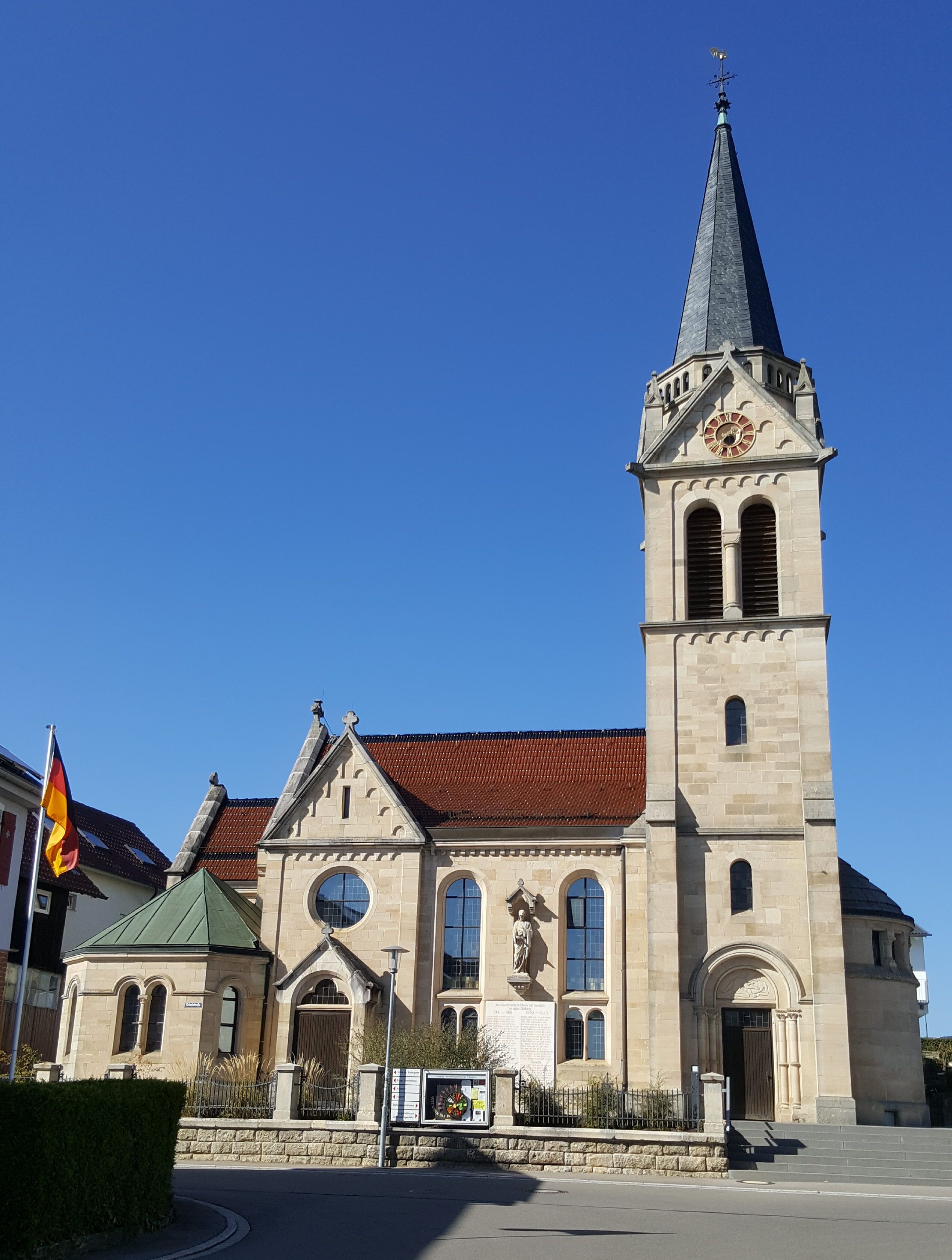
Kirche Häslach

Die bis 2011 selbständigen und in einer Gesamtkirchengemeinde zusammengeschlossenen Kirchengemeinden Walddorf und Häslach fusionierten am 1. Januar 2012 zur Kirchengemeinde Walddorfhäslach. Sie umfasst die Gemeinde Walddorfhäslach.

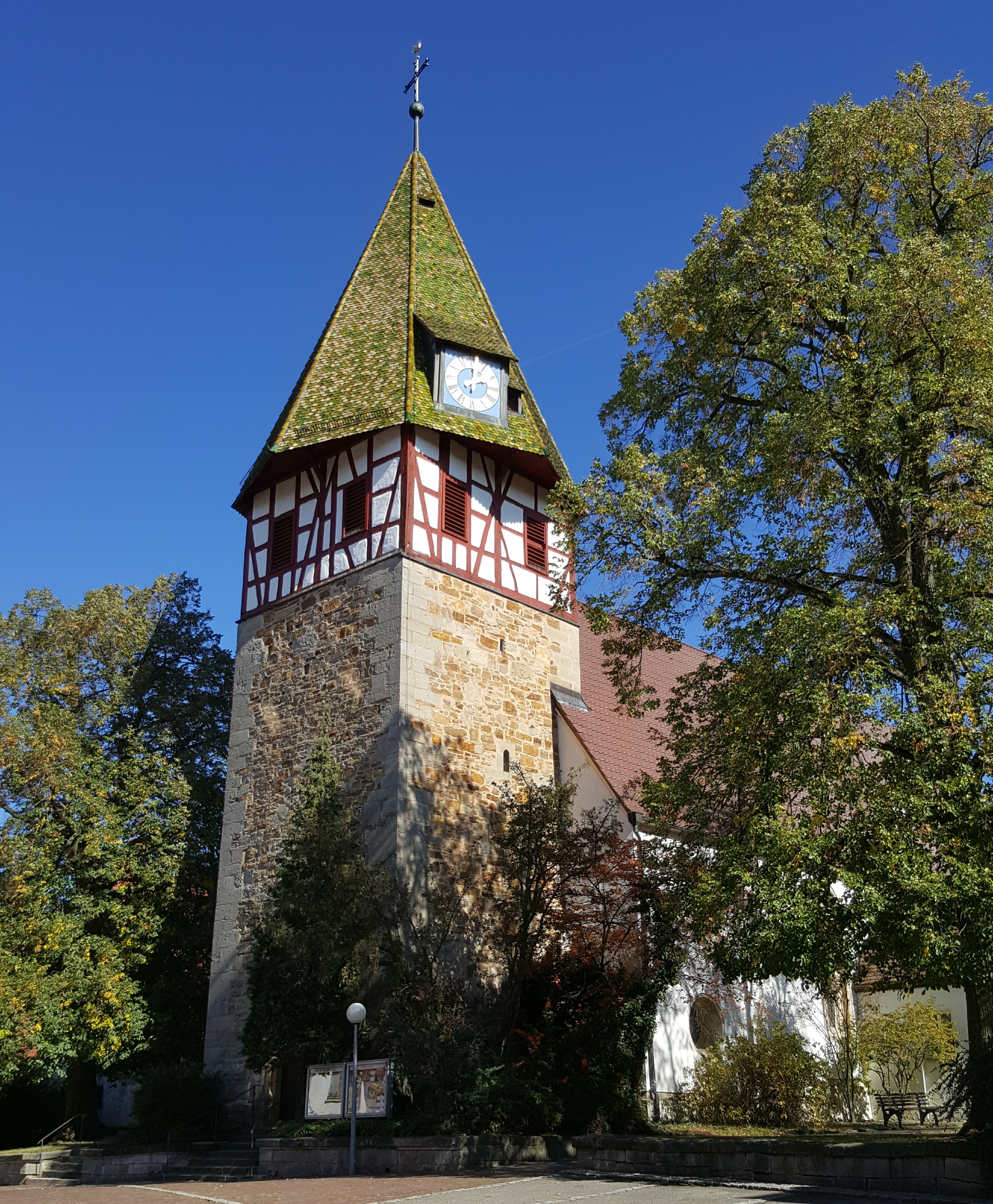
Kirche Walddorf

Die frühere Kirchengemeinde Häslach umfasst den Ortsteil Häslach der Gemeinde Walddorfhäslach. Kirchlich gehörte Häslach früher zu Walddorf und zu Neckartailfingen bzw. ab 1466 zu Schlaitdorf. Eine Kapelle wird 1455 erwähnt. Sie wurde 1897 abgebrochen, nachdem 1897 bis 1899 die heutige Kirche im neoromanischen Stil von Heinrich Dolmetsch errichtet wurde. Der Turm misst über 33 Meter. 1965 wurde die Kirche erneuert, dabei wurden die Jugendstilelemente im Innern weitgehend beseitigt. Lediglich ein 4 m hohes Chorfenster (Christi Himmelfahrt, himmlisches Jerusalem) von Theodor Bauerle aus dem Jahr 1900 ist noch vorhanden. Es ist identisch mit dem Chorfenster in (Schwäbisch Gmünd-)Großdeinbach. Bauerles figürliche Wandmalerei (Chorgewölbe, Chorbogen, Taufnische, Bogenfeld außen über dem Turmportal) entfiel 1964/65. In Letzterem befindet sich seither ein Steinrelief des „Barmherzigen Samariters“ (möglicherweise von Helmuth Uhrig). Die bauzeitliche Fassadenskulptur (Segnender Christus) stammt vom Stuttgarter Bildhauer Karl Lindenberger. Bereits seit 1842 wird Häslach vom Pfarramt Walddorf betreut.
Die frühere Kirchengemeinde Walddorf umfasst den Ortsteil Walddorf der Gemeinde Walddorfhäslach. Eine Kirche und Pfarrei wurde in Walddorf 1275 erwähnt. 1497 wird sie mit St. Ägidius und Verena bezeichnet. Das Patronat hatten die Herren von Schlaitdorf, dann das Stift Denkendorf. 1534 wurde die Reformation eingeführt. Die Walddorfer Kirche ist ein spätgotischer Bau mit mehrfachen Veränderungen. Der Turm ist im Kern älter. Er erhielt später einen Fachwerkaufsatz. Um 1700 erhielt sie durch Abbruch des Polygonalchors und rechteckiger Ost-Verlängerung des Langhauses im Wesentlichen ihre heutige Gestalt als Querkirche mit Kanzel und Altar auf der Südseite und Dreiseiten-Emporen. An der Emporenbrüstung sind zahlreiche Gemälde (Darstellung der Heilsgeschichte) aus dem Jahr 1707 zu sehen. Berühmte Pfarrer in Walddorf waren Michael Seeger († 1670), Prälat Friedrich Christoph Oetinger und Gustav Werner.

### Kirchengemeinde Wankheim

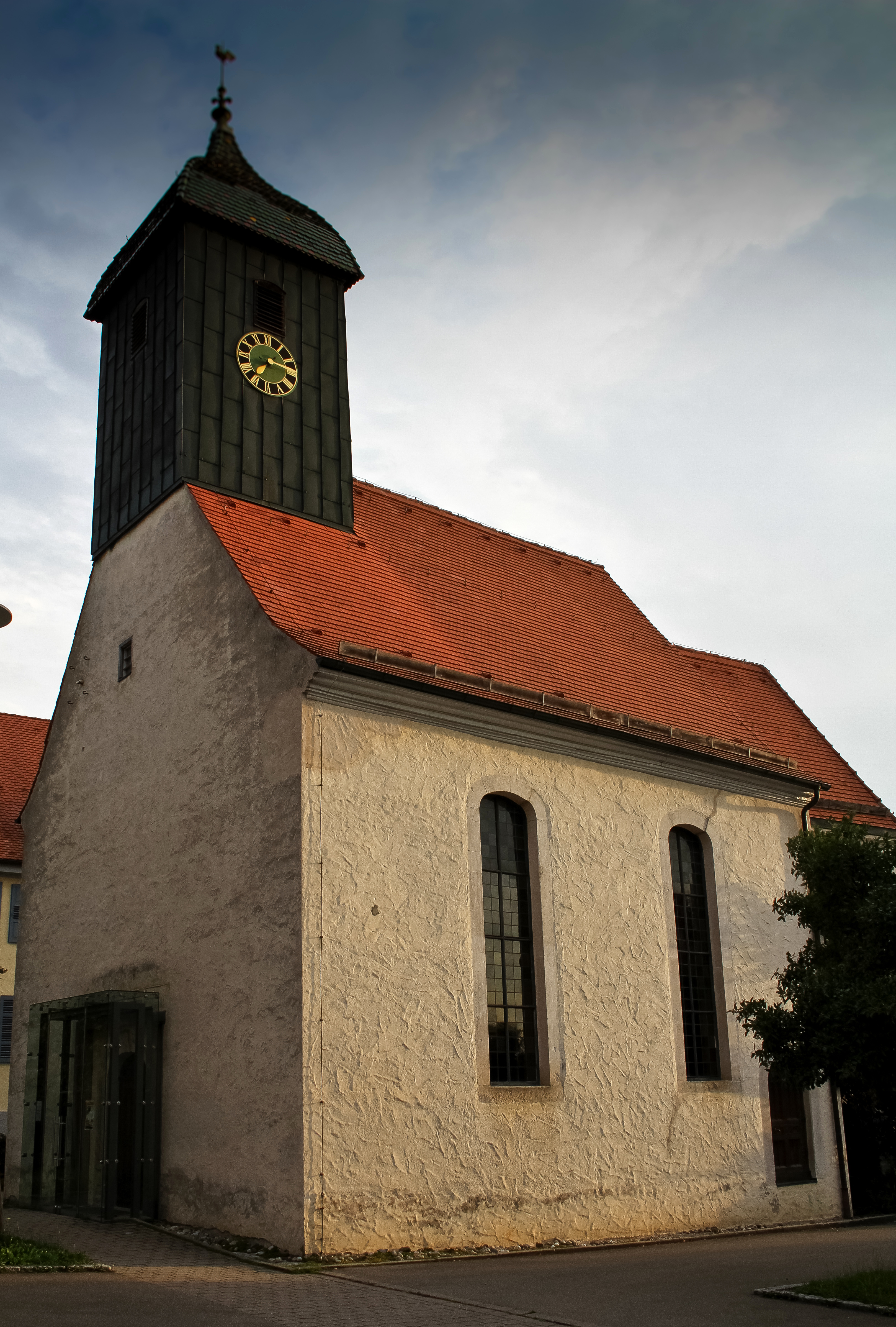
Jakobuskirche Wankheim

Die Kirchengemeinde Wankheim umfasst den Ortsteil Wankheim der Gemeinde Kusterdingen. Kirchlich war Wankheim zunächst Filiale von Mähringen. Eine Kapelle wurde 1439 erstmals erwähnt. Sie wird 1489 mit St. Maria und Jakob bezeichnet. Die heutige Jakobuskirche wurde 1780/81 neu erbaut; dabei wurde der Chor des Vorgängerbaus von 1497 mitverwendet. Der Turmhelm bekam eine Barockform. 1784 wurde Wankheim eigene Pfarrei. Im 19. Jahrhundert wurde eine Orgelempore eingebaut und 1899 sowie 1956 (Architekt Manfred Wizgall) und 1997 (Architekt Ingo Golze) wurde die Kirche innen renoviert. Die Künstlerin Grete Csaki-Copony schuf 1958 die drei farbigen Chorfenster mit Gleichnismotiven. Das Pfarramt Wankheim betreut seit 1957 auch die Kirchengemeinde Jettenburg, welche durch Bekanntmachung des Oberkirchenrats vom 5. Oktober 1957 von der Gesamtkirchengemeinde Mähringen losgelöst und der Kirchengemeinde Wankheim zugeordnet wurde.
Bis 1969 gehörten auch die evangelischen Bewohner von Kreßbach (Markung Weilheim) und Eckhof (Markung Wankheim) zur Kirchengemeinde Wankheim. Mit Wirkung vom 1. Januar 1970 wurden sie von der Kirchengemeinde Wankheim abgetrennt und der Kirchengemeinde Weilheim zugeordnet.

## Archivquellen
- Bestand: Visitationsberichte.   Landeskirchliches Archiv Stuttgart. 1581–1822.   Signatur: A 1.
- Bestand: Kirchenvisitationsakten.   Hauptstaatsarchiv Stuttgart. ca. 1601–1840.   Signatur: A 281.
- Bestand: Ortsakten [mit Digitalisaten der Pfarrbeschreibungen und Pfarrberichte (darin u. a.: Chronik, Filialverhältnisse)].   Landeskirchliches Archiv Stuttgart. ca. 1550–1923.   Signatur: A 29.
- Bestand: Ortsakten [mit Digitalisaten der Pfarrberichte (darin u. a.: Filialverhältnisse)].   Landeskirchliches Archiv Stuttgart. ca. 1924–1966.   Signatur: A 129.
- Bestand: Ortsakten [mit Visitationsberichten].   Landeskirchliches Archiv Stuttgart. ca. 1967–1989.   Signatur: A 229.
- Archivgut: Dekanatsarchive.   Landeskirchliches Archiv Stuttgart.   Signatur: F-Bestände.
- Archivgut: Pfarrarchive.   Landeskirchliches Archiv Stuttgart.   Signatur: G-Bestände.